# 仮面ライダーリバイス
『仮面ライダーリバイス』（かめんライダーリバイス、欧文表記:KAMEN RIDER REVICE）は、2021年9月5日から2022年8月28日まで、テレビ朝日系列で毎週日曜9時 - 9時30分（JST）に全50話が放送された、東映制作の特撮テレビドラマ、および作中に登場するヒーローの名称。
キャッチコピーは「ヒーローと悪魔が相棒（）…つまり最強！」。

## 概要
仮面ライダー生誕50周年記念作品。令和仮面ライダー第3弾となる本作品では、悪魔と契約して変身する1人で2人の仮面ライダーが主役となる。

## あらすじ
1971年、人間の体内にいる悪魔と契約し、分離させることができる謎のスタンプバイスタンプが中南米の古代遺跡で発掘されてから50年の月日が流れ、現代では悪魔崇拝組織デッドマンズが、同じく遺跡で発掘されたギフの棺に納められていたギフを、人間を生贄にすることで復活させようと政府特務機関フェニックスからバイスタンプを強奪する。フェニックスはデッドマンズの野望を阻止すべくリバイスシステムの開発に着手していた。
第1話 - 第4話
両親が営む下町の銭湯「しあわせ湯」の跡継ぎである五十嵐一輝は、謎の声に悩まされながら日々を過ごしていたが、あるときその体内に宿る悪魔が自分にだけ見えるようになる。後日、フェニックスに所属する一輝の弟五十嵐大二の分隊長任命式典にて、ともに出席した一輝たちはデッドマンズの襲撃を受ける。一輝は家族を守るために悪魔から持ちかけられた契約に応じるが、実体化した悪魔が暴走を始めたため、フェニックスの研究者ジョージ・狩崎の助言で、悪魔をコントロールするためにリバイスドライバーを装着して仮面ライダーに変身し、悪魔とともに敵を一掃。狩崎は一輝のライダーを仮面ライダーリバイ、悪魔および悪魔が変身したライダーをバイス / 仮面ライダーバイスと命名する。
一輝は相棒となったバイスに手を焼きつつライダーとしての戦いに身を投じることになり、当初はあくまで銭湯と家族を守ることを第一としていたが、大二との衝突や和解を経て正式にフェニックスと契約する。

第5話 - 第10話
リバイスの前に謎の戦士仮面ライダーエビルが現れる。その正体は、大二の身体を乗っ取り、密かに狩崎からツーサイドライバーを渡されていた悪魔カゲロウだった。カゲロウが執拗に一輝 / リバイを狙う一方で、フェニックス分隊長の門田ヒロミは狩崎から渡されたデモンズドライバーで変身し、仮面ライダーデモンズとして参戦するようになる。
五十嵐家は、先のデッドマンズの騒動で負傷していた五十嵐幸実の退院祝いに旅行へ行くが、一輝を幸せの頂点から地獄へ突き落とすことを目論んだカゲロウは本性を現して自分がエビルの正体であることを明かし、フェニックスはエビル殲滅の命令を下す。一輝はカゲロウが誕生したのは、大二が一輝に抱いていたコンプレックスが原因であり、一輝の方が仮面ライダーにふさわしいと思ったことが決定打になったと知り心が折れかけるが、大二の脳内に潜入したバイスから、大二がまだ諦めていないことを知らされて奮起する。これまで自分が大二にお節介を焼いてばかりいたことを許して欲しいと一輝から呼びかけを受けた大二は、覚醒してカゲロウから身体の主導権を奪還することに成功し、仮面ライダーライブの力を得る。狩崎がカゲロウにドライバーを渡したのは、エビル＝カゲロウのパワーが増すほどライブ＝大二のパワーが倍増することを計算したうえでの行動だった。

第11話 - 第12話
一輝と大二の妹である五十嵐さくらの元に、差出人不明のリベラドライバーが届く。兄たちが仮面ライダーとして戦う一方で、アギレラからのアプローチもあって無力感に苛まれていたさくらは変身を試みるが失敗する。だが、自分の弱さを受け入れたことでさらなる強さである仮面ライダージャンヌへの変身に成功する。それと同時にさくらからは過去の弱かった自分と例える悪魔のラブコフが生まれる。

第13話 - 第16話
燃料・物資の補給のため地上に停泊していたフェニックスの基地スカイベースがデッドマンズに襲撃される事件が発生。ドライバーがメンテナンス中で変身できない一輝は、バイスが「人間を襲わず、人間を守るために戦う」という契約を守り続けてきたことを思い出し、デッドマンズを倒すために実体化させ、完成したバリッドレックスバイスタンプで仮面ライダーリバイス バリッドレックスゲノムにパワーアップを遂げる。
狩崎はスカイベース襲撃を手引きした裏切り者はフェニックス司令官若林優次郎だと睨むが、それは大二の分隊長任命式の日に、ギフ復活に必要なギフスタンプをフェニックスから強奪するためスカイベースに侵入して本物の若林を殺害したカメレオン・デッドマンが成りすました偽者であり、意表を突かれた狩崎はヒロミを人質に取られギフスタンプの引き渡しを余儀なくされる。
一輝たちはギフ復活の儀式を始めようとしていたデッドマンズの基地デッドマンズベースに突入して破壊する。
フェニックスによってギフの棺も回収され、若林に成りすましていたカメレオン・デッドマンや他の生贄候補であった2人のギフテクスも倒すが、デッドマンズは幹部のオルテカが離反し、アギレラとフリオは彼と袂を分かつこととなる。

第17話 - 第18話
ギフテクスへと進化したデッドマンズの幹部たちを救うため、一輝とバイスは、ジョージからボルケーノバイスタンプの特訓を受けるも、力を使いこなすことができずにいた。その一方で、オルテカは社会に散らばったデッドマンズの信者を再び集め、組織を再結成させ、ギフスタンプによって新たな悪魔であるギフテリアンを生み出す。一輝とバイスはボルケーノバイスタンプの力で変身し、ギフテリアンを倒すが、ギフテリアンは押印した人間を喰らって生み出されたため、分離することができない。その事実を知った一輝は怒りに任せてオルテカを倒そうとするも、地獄の業火に焼かれて重傷を負う。これ以上変身すれば死ぬかもしれないというリスクを負う中で、一輝はバイスを相棒と認めたことで、力を制御することに成功し、フリオこと玉置豪を悪魔と分離させて普通の人間に戻す。

第19話 - 第21話
司令官に復帰したヒロミは激しい体調不良に悩まされ、デモンズドライバーにその原因があることが判明する。リバイとバイスはデモンズが抑えつけたダイオウイカ・デッドマンに必殺技を見舞うことでオルテカを悪魔と分離させ、同時にデモンズドライバーを弾き飛ばしてヒロミを救う。デモンズドライバーの実験台となっていたことを知ったヒロミはフェニックスに辞表を出すが、長官の赤石英雄がデッドマンズの内通者であることを知る。脱獄したオルテカはデモンズドライバーでデモンズに変身し、五十嵐三兄妹を圧倒する。ヒロミはフェニックスの裏にある陰謀に気付き、その真実の一端を大二に教えた後、デモンズの攻撃を受けて崖下へ転落し、一輝たちはデモンズに敗れる。

第22話 - 第24話
一輝の元に、ギフの鼓動に呼応する形で頭痛に悩まされるバイスを救うために開発したというローリングバイスタンプが届けられる。リバイはローリングバイスタンプを使用して仮面ライダージャックリバイスに変身するが、バイスと一輝の立場が逆転して、一輝は透明化して実体化したバイスの身体に宿る形となった。リベラドライバーやローリングバイスタンプを送ったのは、しあわせ湯の常連の牛島家が所属するフェニックスを危険視する組織ウィークエンドで、そのリーダーは、ジョージ・狩崎の父親である狩崎真澄だった。オルテカはさらなる力を得るために、拉致した狩崎にデモンズドライバーのリミッターを解除させるが、戦闘中に不具合が生じる。一輝とバイスは元に戻るために狩崎の提案を実行するが、今度は一輝の身体に2人の人格が宿った状態に陥る。デモンズの敗北後、デモンズドライバーは我が家へ帰るとオルテカに告げ、ドライバーから光が消える。

第25話 - 第29話
一輝たちの父親である五十嵐元太がギフの細胞を心臓に移植され、デモンズドライバーに宿っていた悪魔ベイルの力で戦う仮面ライダーベイルであったことや、それと同時に五十嵐三兄妹はギフの血が流れるギフの末裔であることが発覚する。そんな中、大二はカゲロウに一輝とバイスのように自身との共存を勧めるが、これを頑なに拒否され、一輝たちが見守る中でカゲロウは大二に最後の戦いを挑み、大二はカゲロウを倒すことで仮面ライダーホーリーライブへと変身する。そして、狩崎が開発したサンダーゲイルバイスタンプの力で一輝は自らの内面世界に足を踏み入れ、自らと同じ顔を持つバイスと対峙することで、一輝とバイスは一体化して仮面ライダーリバイスへと変身し、ギフと合体したオルテカを倒す。だがその直後、オルテカがギフの生贄として吸収されたことでギフは本来の姿となってどこかへと去っていく。五十嵐三兄妹はギフが人間にとって倒さなければならない存在だと感じ、一輝はしあわせ湯を守るために残り、さくらはウィークエンドに加入、大二は組織を中から変えるためにフェニックスに残り、それぞれの戦いへと臨む。

第30話 - 第46話
赤石は人類平和のために人類をギフの下僕へと導こうとし、ギフへの服従を会見を通じて薦める。カゲロウを失ったことで正義感が暴走した大二はギフへの服従が人類平和のためになると判断して、一輝やさくらたちとも袂を分かつようになる。その一方で、ギフに対抗するためにウィークエンドは人々の前に姿を現し、戦線に復帰したヒロミ、仮面ライダーオーバーデモンズへと変身した牛島光、悪魔を分離されて過去の罪を償おうと仮面ライダーアギレラへと変身したアギレラ / 夏木花も戦列に加わる。そんな中、過去の記憶を取り戻した元太は仮面ライダーデストリームに変身し、身体が崩壊しつつあったベイルに最後の戦いを挑み、これに勝つ。
一方、赤石はギフに見限られたことで不老不死の力を捨ててギガデモスとなり、世界を消そうとするが、それを大二が止め、赤石を倒す。大二は赤石の代わりにギフと契約しようとするが、ギフは人類を見限り、自らの遺伝子を持つ五十嵐三兄妹以外を消そうとする。大二はヒロミと自身の体内で生きていたカゲロウの説得によって目を覚まし、仮面ライダーエビリティライブへと変身し、リバイとバイスの協力を得てギフを異空間へと閉じ込める。
さくらはラブコフのことをペットのように思っていたが、花の言葉を受けてラブコフと真正面から向き合うことで仮面ライダーインビンシブルジャンヌへと強化し、五十嵐三兄妹はついにギフを倒す。

第47話 - 最終話
狩崎は家族を捨てて失踪した真澄に対して素直になれず、真正面に向き合うことが出来ずに真澄が亡くなったことで、彼を越えるために悪魔の力に頼らない仮面ライダージュウガに変身し、真澄が開発した仮面ライダーを次々に襲う。一輝は戦い続けることで記憶が欠落するようになるが、家族を守るためにバイスとともに変身してジュウガを倒す。だが、元太や幸実、ひいては大二やさくらの記憶まで忘れてしまう。
バイスは狩崎から、家族の思い出を全て忘れたはずの一輝との契約がいまだに継続していることへの疑問を投げかけられる。それは一輝がバイスのことも家族だと思っているからであり、一輝がバイスを倒せば契約が満了になり、契約そのものが無効になるのではないかと考えたバイスは、周囲の協力を得た上で凶暴化したふりをして一輝を挑発する。一輝はバイスの真意を察知し最後の思い出として過去の戦闘を再現した戦いを繰り広げた末に、限界を迎えたバイスの存在の消滅に伴って大二たちの記憶を取り戻すが、バイスに関する記憶を忘れて思い出せなくなる。

## 登場人物

### 五十嵐家
下町にある銭湯、しあわせ湯を営む一家。3兄妹は元太がギフの細胞を持つことから、ギフの末裔であるが、彼らが生み出したバイスやラブコフといった悪魔をも家族として迎える暖かさを持っている。
幸実の作るカレーが好きで、何か良いことがあった際にはすき焼きをみんなで囲むという習わしを持つ。
- 五十嵐三兄妹は、数字が名前に入っている[7]。三兄妹の決め台詞はそれぞれの名前から着想を得ている[7]。
- ギフの細胞を移植された元太の細胞を受け継いだ三兄妹の悪魔は、一般人が生み出したデッドマンと異なる姿の特別な悪魔を産み出せ、ドライバーを用いて変身が可能となっている[8][9]。

五十嵐 一輝（） / 仮面ライダーリバイ
本作品の主人公。両親が営む銭湯しあわせ湯の跡継ぎで、五十嵐家の長男。N.E.1999年6月6日生まれの22歳。大二から「兄ちゃん」、さくらから「一輝兄」と呼ばれている。しあわせ湯オリジナルの「HAPPYSPA」の文字が入ったTシャツをいつも着ている。強い正義感を持ち、自称「日本一のお節介」のお節介焼きで熱い性格。決め台詞は「沸いてきたぜ！」「一気に行くぜ！」で、バイスを相棒と認めた後は「一緒に行くぜ！」と言うこともある。
自身の体内に棲息する悪魔が見える特殊体質を持ち、デッドマンズの襲撃を機に、デッドマンズから家族としあわせ湯を守るためにバイスと契約し仮面ライダーリバイの変身者となる。サッカーを得意としており、憧れの人物はプロサッカー選手のカズ。学生時代に優れた成績を残してプロサッカー選手を目指していたものの、しあわせ湯の跡を継ぐため、自分のことを後回しにしてその夢を諦めた過去がある。
後述のように18年前にバイスと家族を守る代わりに、火事の日の家族の記憶を失うという契約を交わしていたが、その契約は継続しており、バイスの力を借りて変身するたびに家族に関する記憶が少しずつ欠落するリスクを抱えるようになる。
- 当初は「一番」という名前であったが、ヒーロー作品ではセリフに使われがちであったことから変更された。ダークヒーローのようにしたバイスに対して、芝居や見た目は「This is 正義」に見えるようにしたという。これまでのライダーの主人公の中で一輝はかなり一般人であったため、特性を何か作った方が良いと考え、サッカーが上手いなどの要素を感情移入しやすい取っ掛かりとして加えたという。また、実家を継ぐのが自分というような呪縛に囚われ無理をしている部分もあり、家業のある長男のような要素を入れていった設定がお節介をするということであるという。プロデューサーの望月は、「強い」というのが「負けない」や「失敗しない」という意味ではないと思っており、一見すると成功しているように見えるが、その成功までにどこかで必ず失敗していることを示すために、「失敗から這い上がるヒーロー」を描きたかったという。ギフの奴隷のような状況になっても人類を生き長らえさせようとするフェニックスや、徹底的にギフを倒す考え方を持つウィークエンド、とは異なり、そのどちらでもない第三の選択を模索するようなポジションとなった。記憶を忘れていくというのは、悪魔と契約した代償として、一輝から周囲から忘れられるのではなく、お節介な一輝自らが犠牲になっていく様を描くものとなった。だが、子供たちには「あの時のあの記憶」と言っても、そこまでの記憶がまだなく伝わりづらいことから、分かりやすくみんなの記憶の中の一輝が消えることを伝える描写として、一輝が写真から消えていく表現となった。記憶に関しては、契約上で消えるものと、故意にバイスが消したものの2種類があり、幼少期の火事は前者、ジーコにサッカーで怪我をさせた記憶は後者によるもので、後者は独自の判断でバイスが勝手にやったものであるという。ただし、一輝の全ての記憶はバイスが持っており、一輝の記憶をバイスが奪っているということのため、一輝とバイスが最終的に一体化したことで、一緒に記憶も戻ったこととなった。
- 当初はもう少し暑苦しい昭和の男のようなヤツをイメージしていたが、真面目そうで、光の道を今まで歩いてきたような人間がとんでもない悪魔を実は持っているという設定があったため、暑苦しいことを暑苦しい人がすると見るに耐えないが、前田のようなピュアな好青年がお節介を悪びれることなく働いているのであれば大丈夫であると思ったという。前田には、視聴者から大二は苦手だろうなと思わせながら、そんな一輝を嫌いにはならず、大二も兄のことが嫌いなわけではないが、ピュアであるがゆえに空気が読めない一輝が図らずも大二を傷つけていたため、コンプレックスや嫉妬の対象になるという存在であったことから、前田のキャラクターは大事であったという。
- 兄弟に対する接し方や想いは、『ひとつ屋根の下』の江口洋介が演じた「あんちゃん」を参考にしているというが、プロデューサーの望月は一輝はもう少しまじめであるため、「あんちゃん」でやっていると変化がなく、闇を抱えている雰囲気もないが、前田が演じたことで長男やお利口ぶってるようなキャラが生まれたという。バイスにツッコむシーンでは、子供が主人公の一輝に憧れを持ってほしいことから、言葉は強いが空気や口調を柔らかくして怖いお兄ちゃんだと思われないように意識していたという。人助けをためらわないところやお節介なところはヒーロー繋がりから『僕のヒーローアカデミア』の主人公である緑谷出久を演技の土台にしているという。前田自身は空手の経験者であり、一輝はサッカー経験者で物語序盤は戦いの素人であったため、下手にパンチを打ったり、蹴りも空手のものではなくサッカー選手のように映るようにしていたといい、アクション監督の渡辺はサッカーが得意であったことから、足技をメインにした璃、ボールがあったら敵に蹴ってぶつけるなど、そういう方向で目立たせているという。前田自身はサッカーは未経験であり、第30・31話のサッカーのシーンではサッカー経験者であった望月の知り合いのサッカーチームに指導してもらったという。
- 衣裳はオーバーサイズの大きなブルゾンに対して、コンパクトな足元にしてビッグシルエットを表現している。

バイス / 仮面ライダーバイス
本作品のもう1人の主人公。一輝に宿る悪魔。常にテンションが高く陽気で騒がしいお調子者で、一人称は「俺っち」だが、真面目な話をする時にはハイテンションではなくなり一人称も「俺」になる。名前は元々なかったが、一輝と契約し仮面ライダーになった際に、狩崎からバイスと命名される。一輝が胸にレックスバイスタンプを捺したことで契約を交わし、体外に放出されることで実体化するが、半透明化の状態では基本的に一輝以外の人間にはバイスの姿や声は知覚できず、実体化前は半透明の状態で一輝の鼻の穴や耳の穴から出現する。口元にはマスクを着けており、外すことも可能。悪戯好きで人間が好物。また、子どものように聞き分けがなく集中力が続かず、気がすぐに散ってしまい、自らの好奇心や本能の赴くままに行動する迷惑千万な性格。また、人間の文化に興味を持ち、しあわせ湯の風呂を気に入っている。自身の体を得て一輝から解放されることを願っている。
契約を交わした後も幸実や大二を襲おうとしたり、プロゴルファーの荒木に悪魔の解放を促したことで一輝の怒りを買い、宿主と悪魔が一蓮托生の関係であることを利用した一輝の体を張った説得を受けて降参し、「人を襲わず、人を守るために戦い、一輝の言うことを守る」という契約を交わす。
実は18年前にベイルが憑依した元太によってしあわせ湯が放火された際、幼かった一輝の体内で誕生したことや家族を守る契約を一輝と交わしていたことが判明する。
- 変身後が可愛げのある感じの姿になったため、変身前は誰もが知る悪魔のような姿となった。相棒ライダーのデザインと並行しつつ、相棒ライダーからの引き算でデザインされ、相棒ライダーのデザインが決定した後に再度調整する形となっている。マスクは、被り物を変身後に被っているというのを分かるように、髪のあるデザインということとなり、コーンロウのような髪型となった。変身後にも目は見えるため、ライダーらしい複眼にしている。口は、本作品が初めてコロナ禍で企画をスタートしたライダーであるため、社会情勢を反映させる形で、マスクをモチーフに取り入れており、マスクで牙が剥き出しの凶悪な口元を隠し、キャラっぽい口をマスク表面に描いて愛嬌を出している。当初は感情変化を表現するためにカットごとにマスクに描かれた口の表情が切り替わる、というのがあったが実現しなかったという。ボディはバイス レックスゲノムのアーマーの下に見える黒いボディを基にしており、アーマーを外した状態では真っ黒なボディになると想像したため、水色の差し色をそこに入れている。特徴的に見えるように黒いボディは蛇腹状になっているが、アーマーがなくなると、蛇腹の節と節の間に隙間が出来て差し色の水色が見える、というコンセプトを立て、真っ黒にならないようにしている。
- 撮影用スーツは、アップ用・アクション用がそれぞれ制作されており、短編映画では異なるスーツが使用されていたが、テレビシリーズでは熱中症対策を兼ねて薄い生地の軽いスーツに作り直された。頭の毛髪を表現した白いパーツは、派生形態ではゲノメットを被ることでその最強生物の牙にも見えるようにデザインされた。クラッシャーはディテールではなく、青いマスクに描かれている。リバイとの差別化から非人間的なシルエットを生むためにアンコ（詰め物）をタイツ生地内に設けている。胸部プロテクターはベイルがバイスの後期型のものを使用しているため、劇場版で使用していたものを使用している。
- バイスの声を演じる木村は、台本に台詞のない場面でもバイスのスーツアクターを務める永徳がアクティブに動くことから、自分もメタ的なキャラクターであることから、アニメのキャラや実在する芸能人を捩ったギャグなどアドリブの台詞を多く入れており、また、仮面ライダーシリーズで関智一が演じたキャラクターを意識し、そこにガキ大将のイメージやランプの魔人であるジーニー、デッドプール、ヴェノムの要素や木村自身を合わせて演じており、バイスについては木村が演じている『ドラえもん』のジャイアンとスネ夫のハイブリッドのようなものとしている。また脚本の木下も、バイスにデッドプールやヴェノムなど「This is 正義」ではないダークヒーローのような要素を取り入れているという。
- バイスのスーツアクターを務める永徳は、リバイとの差別化を図るために歩き方や構えを変えている。撮影は、キャストとの撮影、変身後の撮影、変身解除後の撮影、現場で撮影できなかった合成用のカットの撮影などがあるという。
- 悪魔をエンタメとして昇華させるために、怖い側面もあるが子供がワクワクするような見た目を意識してデザインされた。当初は、怖いヤツが関西弁をチャーミングに喋るというコンセプトであり、木村昴が声を担当したことでチャーミングというイメージ通りのキャラクターになったという。脚本の木下は、バイスは悪魔のため、行儀がいいヒーローにはせず、怖すぎても嫌われてしまうことから、ヤンチャかつコミカルなイメージを意識しており、一輝の普段抑え込んでいる甘えたい、わがままを言いたいという子供っぽさが現れるようになったとして、「何をするのか予想がつかない自分の中の5歳児」を引っ張り出したという。また、脚本の木下は第四の壁を超えて視聴者に語り掛けることも、物語が壊れる可能性があるためリスキーであるが、目が肥えている今の子供たちが付いて来てくれるだろうと思っていると語っている。監督の柴﨑も、悪魔ではあるがあまり怖くないキャラクター像と同時に『オーズ』のアンクのような緊張感を持たせたいとしており、アンクとは異なり、仮面ライダーになるため愛されるものとしてディズニー映画の愛される悪者やジャイアンのようなものにしたかったため、その辺りの狙いも込めて木村を選んだという。「人間の中に潜む悪魔」と当初謳っていたのは、多少大げさにPRしたものであるとしており、二重人格と意味合い的には同じだが、一輝の内から出ている「負の要素」という設定で、分離してパーソナリティから生まれた別人格のように見える何かとしているが、子供たちにそれを分かりやすく「悪魔と契約する」というキャッチ―な表現にしたというが、世間で言うところの天使と悪魔とは異なる概念だが、自身の悪い心を悪魔と呼んだ方が分かりやすいと思ったからであるといい、『ファイトクラブ』などのように自分自身との対話や闘いであるという。
- バイスの表現には、前作『セイバー』から導入された「リアルタイム合成」を使用して撮影されている。

五十嵐 大二（） / 仮面ライダーライブ
五十嵐家の次男で、一輝の弟。20歳。さくらから「大ちゃん」と呼ばれている。フェニックスの中央方面隊分隊長。プライドは高いが、意固地でシャイな性格。一輝とは対照的に優等生タイプで知能や運動能力が高いが、一輝の才能に内心では埋められない差を感じており、対抗心からフェニックスに入隊する。甘党であり、ブラックコーヒーが苦手で、さくらの作った激辛カレーも食べられない。
リバイスドライバーの適合者に指名されたが、自身のフェニックス分隊長任命式の最中に現れたデッドマンズの襲撃の際、ヒロミが無断でドライバーを使おうとしてレックス・デッドマンを解放してしまったのを目の当たりにした恐怖に苛まれてリバイスシステムの使用をためらったことで変身の機会を逸し、結果的に兄の一輝がドライバーの新たな有資格者となる。
一輝が仮面ライダーとして戦う決意を固めたことがきっかけで一輝への嫉妬心から無自覚に悪魔のカゲロウを生み出し、やがて肉体と精神を支配されるが、一輝の言葉を受けて覚醒し、カゲロウによる支配から逃れて彼を強制的に体内に押さえつけてコントロールすることで主導権を奪還し、新たな戦士仮面ライダーライブとして覚醒する。
ギフに仕える黒幕が赤石と知ってからは、フェニックスを救おうと奔走するが、人類を救う道がギフに降伏することであると考え、自分を見失って正義の心のみで暴走していき、一輝たちと対立するが、復活したカゲロウによって本来の自分を取り戻し、3兄妹でギフを倒した。
ギフとの戦いが終わった後はブルーバードの一員となった。
- 企画最初期の主役のイメージをスライドさせたキャラが大二となっている。テーマを家族としたため、家族としてのアイデンティティーが必要であると思い、五十嵐家の日常として、「銭湯を経営する」ことが生まれた時から当たり前にあり、兄が銭湯をやるのであれば自らは異なる道を行くものとなった。家族の姿と合わせて、人間誰しもが持つ負の部分を絡ませて1年間やれたらいいと思い、主人公の一輝とバイスにはヒーローであってほしいため、兄への嫉妬によって生まれた自分の内面であるカゲロウと戦い、受け入れ、そして許す、というような部分を大二に託したといい、テレビ番組ではなく、青年漫画や小説であれば大二とカゲロウが主人公になったかもしれないという。当初は序盤のころのヒロミを遥かに上回るほど、誰の目から見ても異常な振る舞いとなる展開が予定されていたが、心理描写などは結果的に上手く描けていたとは言い難い面もあったという。また、プライドが高い大二は人は迷惑をかける存在であるが、他人とのコミュニケーションの中で、次にどう繋げていくかが大事というのになかなか気づけず、ヒロミが背中を押したことで、自分のミスを認めてカゲロウに最後の最後に助けてくれと言うが、早い段階からミスをしたから助けてくれと言えたらいいが、それを言えなくなったらダメと言うようなメッセージを込めたつもりであるという。カゲロウがいなくなって暴走する部分は、正義からくるネット上の誹謗中傷などを脚本の木下が嫌っていたため、正義だけになるとヤバくなるよ、というのを書いたという。
- 大二役の日向は、『マイティ・ソー』のロキを芝居の参考にしたという。また、監督の柴﨑からは「真面目で、人と話すときは基本的に背筋を伸ばしているしっかりとした人間だが、心の弱さとして一輝に対するジェラシーは忘れないように演じて」と言われたといい、真面目な大二からしたら、「世渡り上手で人を引き付ける力のある一輝の方がなぜうまくやっていけるのか」と思うだろうと想像しながら、そういうところを出せればいいと思ったという。

カゲロウ / 仮面ライダーエビル
一輝に対して抱いていた超えられないものを感じていた嫉妬から大二の体内で生まれた悪魔。バイスやラブコフとは異なり、大二の体を乗っ取って出現し、バイスタンプによって大二から分離することも可能。その際には黒い爪と服、ウェーブがかったウェットヘア、シルバーアクセサリーといういで立ちとなる。
ヒロミに濡れ衣を着せてプロトバイスタンプを奪ったり、一輝を執拗に狙ったり、デッドマンズとも手を組んでいた。
大二が仮面ライダーライブとなってからは強制的に体内で押さえつけられて身体の主導権を取り戻されるが、大二が強力な攻撃を受けて意識を失うと、再度強力な衝撃を受けるまでは入れ替わりに現れることができる。
大二との生存をかけた戦いで一度は姿を消すも、実際にはホーリーウイングバイスタンプの中にずっと潜んでおり、ギフとの戦闘で苦戦し、助けを求めた大二の涙とともに復活した。それ以降は五十嵐3兄妹に協力的になり、大二と入れ替わってエビルとなって戦う。
- バイスのように怪人ではなく、人間と同様の姿で一人二役をキャストが演じるものとなり、表・裏が人間側と悪魔側でスイッチして切り替わるという、二つの人格が一つの体に入り込んだ状態ということとなった。
- 日向は自由奔放に芝居できるため、別人格ではなく、別の人物として演じていたという。顎を指でトントンとする仕草は、監督の上堀内からの提案で、早く自分に体を譲れという思いから大二の顔を傷つけてやろうかみたいな気持ちでやっていたという。また、目の動きも大二との差別化として意識しており、ドッと見据える大二に対して、どこを見ているか分からないような視線をしているという。

五十嵐 さくら（） / 仮面ライダージャンヌ
本作品のヒロインのうちの一人。五十嵐家の長女かつ末っ子で、一輝と大二の妹。18歳。クールなキャラを装っているが、気が強い負けず嫌いで心優しく、根は熱い性格の女子高校生。口癖は「○○なんですけど」。空手を習っているなど心技体すべてに優れており、潜在能力は一輝や大二よりも高い。一輝のお節介をウザいと思っているが、一輝や大二と同様に正義感は強い。大食漢。狩崎からは「カラテガール」と呼ばれている。
子供のころから「無敵」という夢を持ち、自分の強さに自信を持っていたため、自身が通う空手道場・聖風会館の師範代である大森聖子が息子の治療のためにバイスタンプおよびデッドマンを用いて銀行を襲撃して多額の治療費を工面しようとしていたことを知り、聖子を止めるために突如として送られてきたドライバーとスタンプを用いて変身しようとするが失敗し、聖子が融合したプラナリア・デッドマン フェーズ2の攻撃から自身を庇った一輝が負傷してしまう。そのことで自分自身の弱さを痛感したが、その弱さを認めたことでラブコフが誕生し、仮面ライダージャンヌへと変身することに成功する。
本当の敵が何なのかを考え、ウィークエンドに参加し、自らが救ったアギレラが組織に参加してからはともに戦うようになる。
ギフとの戦いが終わった後は医者を目指し、医大受験のための勉強をしている。
- 名前の由来は、脚本の木下の過去作品のヒロイン「五十嵐桜」がモデルになっており、先に本作品の主人公一家の名字が「五十嵐」と決まっており、3番目の子供であったことから、「さ」が付いた名前として「さくら」となった。性格は、三兄妹の末っ子で可能性と自由奔放が大いにあるポジションであり、一番幼いことから未熟さとこれと決めたら聞かない頑固さが同居しているものが徐々に変化していく様を描くものとなった。強さを求めて口では「私は強い、無敵」と言っているが、潜在意識ではかわいくありたいということから、それがラブコフの特徴やファッションなどの見た目に通じていった。本来のコンセプトはウィークエンドの革命戦士というものであったが、アギレラやラブコフとの話が中心になっていったため、徐々に革命戦士としてのコンセプトは薄れていったという。
- 髪型は、序盤のころは意図的なものはなく、衣装に合った井本自身の好みの髪型をしていたが、ウィークエンド加入後はジャンヌの特徴であるポニーテールで統一している。また、井本が髪がすぐに伸びるタイプであったため、前髪を維持するのが難しく、梅雨の時期など切るタイミングが難しい時には上げていたという。第27話の一輝の精神世界で大きなおにぎりを食べるシーンは、監督の石田の中でのさくら像が「食べない女の子」というものであったため、「意外なことをさくらにさせたい」という演出であったという。
- 空手はさくら役の井本自身は未経験であり、一輝役の前田が14，5年空手を習っていたことから、教えているというが、道場のシーンなどでは監督の杉原やアクション監督の渡辺から指導されているという。オープニングの回し蹴りは、渡辺から1回できるかやってみようと言われてのシーンであったという。井本自身もクラシックバレエを習っていたことから、蹴り技などにその経験が活かされているという。アクションシーンは、さくらが強く見えすぎてしまうことから、カットになったものもあったという。井本自身は弟が一人いて姉であり、怒るときには妹っぽさを出すためにそこまでヒートアップせずに抑えながら叱ったという。
- 脚を見せなかったパンツルックの私服であったのに対し、ウィークエンドに入ってからはマインドが変わったため、脚を見せるショーツになっている。

ラブコフ
さくらから生まれた、コブラをモチーフとした2頭身の悪魔。一人称は「アタイ」。バイスと同様に普段は透明化しているが、ジャンヌへの変身と同時に実体化する。基本的に「ラブ」と「コブ」などの2、3語でしか話せず、LOVEとコブラを合わせた「ラブコフ」という名前でバイスが命名しており、さくらは「ラブちゃん」と呼んでいる。また可愛いらしい立ち居振る舞いに反して腹黒な面もあり、たまに「クズ！」などバイスたちに毒舌を吐くこともある。また、バイスタンプがポシェットに入っている。
かつて狩崎が設計した古いシステムによって呼び出されるため、バイス同様に非武装で、弱いままの姿で現れる。さくら曰く「今までの弱い私」で、さくらの弱さが具現化されているため、戦闘能力は皆無に等しく戦闘時には誰かが守らないといけない存在になっている。しかし、ジャンヌがリバディアップすることで生物の能力を持つ武器・ゲノムウェポンに変化し一緒に戦うことになる。
また、さくらと信頼関係を深めて成長を遂げて脱皮し、さくらとともにインビンシブルジャンヌに変身した際には河内弁になり、実体化後も普通に人語をしゃべれるようになった。
- さくら自身の中では到底認められない弱さを象徴とする悪魔として、マスコットのようなビジュアルのヘビとなった。本作品の悪魔は人間が内に秘めた負の感情が具現化されたものであり、さくらのか弱い本当の自分が具現化されたもので、クールな彼女が表に出せない心の中にある可愛いと思われたい部分であるとしている。本来認めたくなかった自分の嫌な部分であったが、視覚的にそんな存在を認識して仲良くなっていく上で、嫌だった部分も自分の一部であると認められるようになっていき、人を守るために強くありたいと願うさくらが、戦えないラブコフを守ることで自分自身を守ることに繋がっていき、結果的に自分が強くあるために必要であることから自分に返ってくるという他の二組よりも分かりやすい関係性となった。ただ、一番兄妹の中で強いさくらの相棒がものすごく弱い、というコンセプトを徹底するために、バイスとの差別化からライダーには変身しないこととなった。河内弁は台本にはなかったが、監督の石田はラブコフのスーツアクターを務める五十嵐が元気のいい大阪のおばちゃんに見えたことから、急遽喋ることにしてもらったという。
- 当初は、赤ん坊のようなサイズをCGで表現すると思っていたが、登場頻度が高いことからスーツで行くこととなったが、出来るだけ小さくさせて演技もさせたいということで、人が入って演技する上でミニマムなサイズを追求することとなった。デフォルメ体形だが、仮面ライダーバイスに似たデザインルールで、コブラモチーフのぬいぐるみのようなスーツを悪魔のラブコフが着ている、といった解釈にしている。第三子のさくらはギフの細胞の影響が少ないと思われるため、マスコットのようなものが生み出されたという。バイスのアーマーと同様にぬいぐるみの縫い目のようなディテールを入れている。表面はゆるキャラのようなフロッキー的な表現となっている。コブラの舌は、中にいる悪魔本人の前髪にも見えるようになっており、スーツでは実際に舌が動かせるようになっている。
- スーツは1体が制作され、アミューズメント施設のキャラクターと同様の造形法で表現され、フレームで作成した骨格にウレタンシートで形状を作り、フエルト生地をそこに貼り込んでいる。悪魔の眼、コブラの眼、鼻はメッシュ構造になっているため、視界はそこで得ている。アップ時には同形状のシートが貼り付けられる。底面は通常は穴が空いている状態で撮影され、転倒時などはシートを底面に貼り込んでいる。
- ラブコフのスーツアクターを務める五十嵐はしゃがんだ姿勢で芝居をするが、素早く動き回るシーンでは内部にセットした園芸用の小さな二輪車に跨り、移動しているが、自力の方が速く動くため、早々に使わなくなったという。ベロ（前髪）と腕のみが動かせ、あとは体全体を動かすしかないため、体、腕の角度と動きで表情を出せるよう、様々なポーズをして確認をしたという。どうしても視界が低くなり、体全体を動かさないと正面しか見えないため、芝居の時には触られた物音を頼りに撫でられたリアクションをしていたという。また、速いスピードで走らせるためにラジコンをラブコフの中に仕込んで実験したこともあるという。

クジャクゲノム
クジャクバイスタンプによってリバディアップし、鋭利な羽クジャクドフェザーを備えた2つの鉄扇状のゲノムウェポンにゲノムチェンジした姿。リベラドライバーから得たエネルギーによって炎を纏うことも可能。
変身時の固有音声は「クジャク！」。
- バイスジャッカルゲノムがスケボーであった流れで、少し珍しいものを武器にするということで、扇子がモチーフとなった。仮面ライダーZXのキーカラーであるオレンジ、銀、黒でカラーリングされているが、レジェンドライダー要素はわずかに表現することに留めて、右手用のものにラブコフの目を入れ、ラブコフが変化した武器であると分かるような配色にしている。
- 撮影用プロップは、開閉ギミックが仕込まれており、別途で羽根状に分離したパーツも制作された。

タートルゲノム
タートルバイスタンプによってリバディアップし、バズーカ砲状のゲノムウェポンにゲノムチェンジした姿。照準器ミエールホッパーで狙いを定め、強力なエネルギー弾を連射する。
変身時の固有音声は「タートル！」。
- 仮面ライダーV3の胸部のキーカラーである赤、銀、緑で亀の甲羅部分をカラーリングしている。

ハシビロコウゲノム
ハシビロコウバイスタンプによってリバディアップし、大鎌状のゲノムウェポンにゲノムチェンジした姿。
変身時の固有音声は「ハシビロコウ！」。
- 『仮面ライダーゼロワン』のジャッカルレイダーのテリトリーサイズを塗り替えたもので、刃部分の配色で仮面ライダー響鬼を表現している。

トリケラゲノム（トリケラトプスゲノム）
『バトルファミリア』『withガールズリミックス』に登場。トリケラバイスタンプによってリバディアップし、銃剣が先端に装備された2丁拳銃状のゲノムウェポンにゲノムチェンジした姿。エネルギー弾を連射するほか、近接戦闘にも対応する。
- トリケラトプスがモチーフのため、これを表現しやすい形状の武器として、『仮面ライダービルド』のガーディアンのセーフガードライフルの色替えとなっており、トリケラの頭の部分を仮面ライダーアギトに近づけている。

五十嵐 幸実（）
しあわせ湯の女将である一輝たち3兄妹の母。45歳。強さと優しさを兼ね備え、3兄妹や元太を深い愛情で包んでいる。常に前向きな性格で、「人間、どんなことがあっても熱いお風呂に浸かれば復活できるのよ」という持論を持つ。純平として過酷な日々を送っていた元太に対しては、何よりも現在の彼の笑顔を大事にしており、ロクに働かなくても文句を言わず、全てを許している。
大二のフェニックス分隊長任命式におけるデッドマンズの襲撃時にマンモス・デッドマンの攻撃によって負傷し病院に搬送されて治療のために入院する。一輝が仮面ライダーに変身する場面を目撃しており、彼がしあわせ湯の経営を優先するためにフェニックスとの専属契約を断ろうとしているのを知ると、「銭湯は家族で守れるけど、世界は一輝にしか守れない」と諭す。その後、自身の退院祝いの温泉旅行で大二がカゲロウに支配されていることを知り、一輝に「大二を止めて」と懇願する。
3兄妹には危険なことをして欲しくないというのが本心であったが、ヒロミの説得を受けて彼らが戦う姿を見て思い改める。
五十嵐家ではギフの遺伝子を唯一有していなかったが、『バトルファミリア』では悪魔を宿していることが判明した。
ギフとの戦いが終わった後は動画チャンネル「ユッキーのハッピーチャンネル」を立ち上げる。

五十嵐 元太（） / 仮面ライダーベイル / 仮面ライダーデストリーム
一輝たち3兄妹の父。50歳。一攫千金を狙うために職に就かずに動画配信サイト「バイチューブ」に「元ちゃんの限界チャンネル」というアカウントで動画をアップして人気バイチューバーを目指し、一輝や幸実に家業を任せっぱなしのいい加減な性格のダメ親父だが、人一倍誰よりも家族を思う気持ちは強く、幸実からはその放蕩ぶりも容認されている。幸実からは「パパさん」、真澄からは「純平」と呼ばれる。
ギックリ腰となってフェニックスの病院で治療を受けるも、レントゲン写真には心臓が写っていなかった。
オルテカとアギレラたちに追い詰められていた一輝たちの前に現れ、仮面ライダーベイルに変身。ギフテリアンを撃破した。
本名は白波 純平（）で、ギフの細胞をその心臓に移植されてからはベイルドライバーの適合者となり、政府軍の科学研究組織・ノアに所属して悪魔を軍事利用する実験に駆り出されて悪魔ハンターとしての活動を強制させられ、ノアの人体実験による副産物である悪魔を来る日も来る日も処理し続けたことで心が病んでいき、ベイルと決別した後は幸実、伊良部、真澄の手引きで組織から逃亡を果たした過去を持つ。その時に純平の記憶を失っており、顔と名前を変えて幸実と結ばれて五十嵐元太として生きていくことになる。
しかし、自らの体を乗っ取ったベイルが一輝たちを襲おうとした時に一時的に記憶が蘇り、ベイルドライバーからベイルを抜け出させた後意識を失う。その後伊良部によって安全な場所に移されるが、ギフの覚醒と同時に純平としての記憶を取り戻し、家族に手紙を残して家を出て、ウィークエンドに身を寄せるようになる。その後はギファードレックスバイスタンプの開発にギフの遺伝子を提供したほか、仮面ライダーデストリームに変身してベイルと対決し、自分の体にベイルを戻すことで決着をつけた。
- 劇中では語られなかったが、動画を撮っているのは、過去を一度失くしているからこそ、現在の幸せな思い出を記録しておきたいという願望の表れであるという。
- 元太役の戸次は番組開始前の取材や会見で変身を熱望する旨や「変身できたら役者をやめてもいい」と冗談でコメントしていたが、実際にはクランクイン前の衣装合わせで記憶を失くしていたり、仮面ライダーであったことで三兄妹が変身できたという設定などを聞かされていたという。記憶喪失時には怒りの感情が欠落しているという設定であったことから、大声を出す際には怒りを出さずに喜怒哀楽の怒以外の感情で声を出そうと心掛けていたという。

ベイル
かつて元太（白波純平）の圧倒的ストレスから生まれ、彼の相棒だった悪魔。物語開始から約25年前に純平と対決して敗北し、死ぬ寸前の状態であったため、物語前半までは真澄によってデモンズドライバーに封印されて生き長らえていたが、ヒロミの生命を吸い取って力を増し、狩崎がドライバーを調整したことで本来の人格が戻った。
過去に瀕死の重傷を負った元太を生かすため、狩崎真澄がギフの細胞を元太の心臓に移植したことで彼から生まれた。元太（純平）を唯一の相棒とみなしているため、彼に裏切られたことから積年の恨みを果たすために執拗に五十嵐一家を追い回し、復讐を企てる。
赤石によってギフの力でバイスに酷似した姿に実体化し、彼が秘かに保存していた複数のバイスタンプの能力も得て完全復活する。純平の中にある自身の遺伝子を色濃く受け継いだ息子の一輝から生まれたバイスは自身に近しい姿をしており、彼に対しても自身の息子という認識をしている。
だが、身体が次第に崩壊しつつあり、デストリームとなった元太との最後の戦いに敗北するが、クリムゾンベイルバイスタンプで吸収された後に元太の体内に閉じ込められたことで互いが生かす道となった。
- バイスのラフデザイン時に描かれていたマスクの下に隠れた口元は怖すぎるという理由でNGとなっていたが、元太の悪魔としてそのスーツを色替えすることとなった。そのため、色指定はバイスの画像を調整していることから、デザイン画は存在していない。バイスよりも凶悪な印象を強調するためにバイスの差し色の水色、牙・耳・爪などは赤色にしている。
- マスクは新規造形。スーツは『劇場版 リバイス』で使用されていたバイスの初期スーツを色替えし、胸部プロテクターは後期型のものが使用された。

クリムゾンベイル
クリムゾンベイルバイスタンプを用いてベイルが強化した姿。
変身音声は「クリムゾンアップ！ クリムゾンベイル！」。
全身をバイスタンプの力で生まれた強化スーツで包んだ姿はジャックリバイスに似ており、クリムゾンベイルバイスタンプを武器として用いる。デストリームと同等の戦闘力を持ち、身体能力の他に元太への憎悪が強化されている。必殺技はクリムゾンフィニッシュとベイリングスタンピングフィニッシュ。
- 狩崎が開発したデストリームとなった元太に対抗できうる力を持たして公平にするために、狩崎の父親である真澄が開発した強化アイテムであるクリムゾンベイルバイスタンプを使ったクリムゾンベイルを設定することで、狩崎父子の代理戦争としての側面も描いている。
- ジャックリバイスの色替えで、ベイルに合わせて水色の部分や突起部分のほとんどをクリムゾンレッドにしている。凶悪な印象を強調するためにあばら骨のような鋭い意匠のグラフィックを胸部に足している。マスクはジャックリバイスのままでは凶悪さが足りないことから、牙や複眼の形状が変わったように見せるために配色パターンを変えている。ベルトはローリングスタンプ型のアイテムのみで変身するため、バイスレックスゲノムのベルトの色替えとなっている。
- 変身ポーズはリストカットがモチーフとなっている。

### フェニックス
欧文表記は「FENIX」。政府直属の特務機関で、デッドマンズに対抗する。飛空型指令母艦「スカイベース」を本拠地とする。白を基調とした制服を身につけ、一般隊員は脱着可能な胸のプロテクターを着用している。一般隊員は、リボルバー型のハンドガンやアサルトライフル、ガンデフォン50など、バイスタンプの技術などが応用されていない装備を使用している。
1996年、ノアの壊滅騒動により、流出したギフの棺などによる悪魔の流出やデッドマンズの創設に対応するため、赤石の発案で結成された。その後、各地で発生したデッドマンによる犯罪を監視するため、スカイベースを建造し、各地の地上部隊と連携ししてデッドマンの暗躍に対応する。
そして、悪魔をドライバーとバイスタンプによってコントロールし、戦力化するライダーシステムを開発し、業務委託の形をとっていたリバイスや正規に所属するライブとデモンズによってデッドマンズを壊滅させ、ギフの棺を押収する。
だが、カメレオン・デッドマンが若林を殺害して組織に潜入するなど、組織内部に不穏な状況が判明し、復活したギフによってスカイベースが撃沈し、赤石の提唱で、ギフに降伏することを是とする組織になっていった。
後に、赤石英雄が自らの野望のため発足したことが判明する。
ギフとの戦いが終わった後は組織を再編して後継として大二によって平和維持組織「ブルーバード」が創設され、フェニックスのほかにウィークエンドからも参加した。
- 本作品は性悪説から入っているため、表には裏があるということで、基本的には組織なんてそういうもんだという前提で、当初は少し怖い組織として描いたという[23]。

ジョージ・狩崎（） / 仮面ライダージュウガ
フェニックス遺伝子工学研究所に所属する科学者で、父の真澄が約30年前に開発した人間の体に棲息する悪魔を兵器化するドライバーとバイスタンプを元に発展させ、人間の体内に宿る強力な生物種の遺伝子の記憶を、人間の体内に棲息する悪魔に合わせて能力化するリバイスシステムを開発した。28歳。仮面ライダーシリーズの大ファンで、自室にはフィギュアなど数多くのコレクションがあり、自身の趣味をバイスタンプやゲノムチェンジにも反映させている。バイスからは「カリちゃん」、さくらからは「カリさん」と呼ばれている。英語交じりの喋り方が特徴で、ハイテンションで陽気な性格だが、それによって秘密を隠しているような素振りで真意が見えない部分もある。
最強の仮面ライダーを完成させるために新たなスタンプの開発も続けており、ジャックリバイスが暴走した際には自らデモンズに変身したこともある。スカイベースが墜落した際にはウィークエンドやしあわせ湯に身を寄せ、研究開発を続けた。
幼少期に自分を見捨てて死んだと思われていた真澄と再会するも、彼を許すことができず、真澄が悪魔を幼い自分に埋め込んだことを知り、父が作った悪魔を用いるライダーシステムを消し去るという考えに囚われ、仮面ライダージュウガとなって暴走するが、一輝やヒロミの説得で真澄の真意を知り、改心する。
ギフとの戦いが終わった後はブルーバードの研究員となった。
『仮面ライダー ビヨンド・ジェネレーションズ』では2071年の世界で年老いた狩崎が登場する。
- 脚本の木下は、当初の設定よりも狩崎のキャラクターを狩崎を演じる濱尾に寄せて当て書きしたという。脚本の木下自身が父親を飛行機事故で亡くしているためさよならができず、それを引きずって生きていたことから、その気持ちを乗っけて書いていたといい、素直になることが幸せになる近道である、というのを提示したという。また、スタンプを主人公たちに渡す際に、主人公たちにはわからないがスタンプのモチーフになったライダーを語るという描写があったという。当初からマッドサイエンティストの設定であったことから狩崎がラスボスという案もあり、ヒロミやオルテカにデモンズドライバーを使わせ、漁夫の利で最終的に狩崎がデモンズに変身して自分の研究をひけらかすようにライダーに立ち向かうという案もあったというが、アイテム開発者である役割を持たせた狩崎には最終的に主人公たちにパワーアップアイテムを渡す役目もあったため、味方か敵かわからない、グレーな存在となった。だが、『ビヨンド・ジェネレーションズ』で未来の狩崎がクローンライダーを作って悪魔に対抗していたことから、根はいいヤツであると思い、仮面ライダーを純粋な科学者として愛し、仮面ライダーに期待している人間を完全に悪い人間にはできなかったという。当初は地球からギフの細胞を抹消するために五十嵐家を狙うという構想であったが、五十嵐家をギフの遺伝子を根絶するために消すという行為は差別につながり、スマートではないと思い、ギフの力で作ったライダーシステムを駆逐するというのが表面上の目的ではあるが、強い憎悪を抱いていた父親の残した研究成果を自ら開発した力で駆逐するという別の理由があるものとなった。だが、子供が好感を抱いていたキャラクターのそういった展開はどうだろうかといった声もあったため、真澄が自らに移植した悪魔のシックが抜けたことがトリガーとなり、自身が本来抱き続けていた「父親を越えたい」というトラウマ的な感情が暴走したことや父への愛情からこういった行動を起こしたこととなった。
- 狩崎役の濱尾自身が仮面ライダーファンであることから、仮面ライダーに絡めたアドリブや小ネタを入れているという。濱尾はその役名からハーフであると思ったため、濱尾のハーフの友人にアドバイスをもらいながら台詞の中にアドリブで英語を入れているが、視聴者の子供のためにあまり難しい英語は入れないようにしているという。

門田 ヒロミ（） / 仮面ライダーデモンズ
フェニックスの隊員。1993年9月15日生まれの28歳。強い正義感を持つが、デッドマンズ襲撃時にリバイスシステムの変身に失敗するなど、空回りするタイプである。デッドマンズのバイスタンプ研究所襲撃時にバイスタンプの大半を奪われたことや分隊長任命式での醜態により、司令官から分隊長に降格する。
大二の不審な行動からエビルの正体ではないかと疑い、狩崎から渡されたデモンズドライバーで仮面ライダーデモンズとして戦う。
若林がその本性を現して組織を去った後は再び司令官に就任するが、デモンズに変身する度に激しく体力を消耗するようになり、その肉体年齢が80歳相当まで進行したと診断される。のちにその原因がデモンズドライバー内部に宿るベイルに命を吸われたことやフェニックスの実験台になっていたことを知る。オルテカの変身するデモンズとの戦闘で生死不明となるが、後に記憶喪失の状態で宮城県の実家に帰郷していたことが判明する。
だが実際には記憶喪失は虚言であり、しばらく戦線離脱した後、ギフとの戦いが激化する中で再び一輝たちの前に現れ、ウィークエンドに助力する。そして、狩崎から量産型デモンズドライバーを託されるが、自らは戦えない体であることから、量産型デモンズの戦闘指揮官に任命される。その後、大二を止めるために命をかけないことを条件にデモンズに変身したほか、狩崎から渡された弓を用いて戦うようになる。
ギフとの戦いが終わった後はブルーバードの司令官となった。
- プロデューサーの望月はヒロミのキャラクターテーマを「普通だけど不屈の男が奮闘する姿」としている。当初の脚本では、別に大二の上司がいて、同僚のヒロミは第1話で変身失敗することで死亡して退場する予定であったが、オーディションでの小松の姿勢を受けて変更することとなった。
- 衣裳は小松のパーソナルを出して少しシックなテイストで大人に見せるため、グレーや茶色などアースカラーの色味にしている。

若林 優次郎（）
フェニックスの総司令官で、リバイスシステムの運用を管理する。人望が厚く、非常に厳しい性格ながらも部下思い。
実は、分隊長任命式の際にスカイベースに侵入してきたカメレオン・デッドマン フェーズ2に殺害されていることが判明し、それ以降はカメレオン・デッドマンが成り代わった偽者である。

赤石 英雄（）
第17話より登場。フェニックスの組織全体を統括する長官。かつては科学研究組織ノアの管理部門を担当しており、真澄の上司でもあった。故事成語を好んで用いる。
ギフの棺を破壊することよりも、逃亡しているデッドマンズの3幹部の抹殺を優先する。
その正体は南米でギフと3千年前に契約した古代文明の王で、人類存続への道がギフに降伏する戦略的退化であると考え、同じ力と思想を持つ大二を息子のように思い、迎え入れようとしている。不老不死の肉体をギフから授かり、ギフがいる空間のゲートを開く能力を備えたギフの瞳を右掌に隠している。
また、ギフに人類を供するために人間から抜いた悪魔をギフの食糧にさせ、悪意の消えた人間が種族間で争わない存在に退化させようと企んでいた。
ギフの復活を促すため、悪の組織であるデッドマンズを作り、正義の組織であるノアやフェニックスを作り、人類の希望を悪魔に怯える人々に見せるという目的で、仮面ライダーとスカイベースを配置し、デッドマンと戦う正義の仮面ライダーとフェニックスという構図を作り出す。
その後、ギフの復活によって戦略的に人類を退化させる計略に着手し、ギフに人類の希望である仮面ライダーとスカイベースが敗れる様を国民に見せつけ、世間にギフの脅威を知らしめ、人類にはギフに対抗する手段はないと訴え、ギフに人類が従うために、悪魔を人間の体内から抜き取る戦略的人類退化政策を打ち出し、国家安全保安特区アララトへ人々を収容し、人類の統率を実現しようとした。
だが、太助を殺した際に愛する家族が自分にいないことを悟り、仮面ライダーとウィークエンドの抵抗によって自身の思惑通りに政策が進行せず、ギフにも見限られて次第に不死と再生能力に異変が生じて失っていき、最期は大二に止めを刺され、消滅した。
- 人類の常識では追いつかないという悪が出てきたら面白いと思い、ぶっ飛んだキャラクターをイメージして書いたという。他のキャラクターとは異なり、本質は表も裏も両方なくなった人であり、人生を不老不死になって重ねてきたうえで、結局人類というのは悪いと結論づけ、単純に人類を諦めているという。

御子柴 朱美（）
フェニックスの女医で、スカイベースに勤務している。赤く髪の毛を染めており、バイスは「派手な医者のお姉さん」と呼んでいる。
折に触れて正しさにこだわり過ぎる大二を気遣っていた。ベイルと会話する赤石を目撃したことで、彼の陰謀を探ろうとするも、逆に赤石によってギフデモスにされた上に彼に殺害され、大二が暴走するきっかけを作ってしまう。

### デッドマンズ
デッドマンを生み出し、人間社会の秩序を壊そうと企む悪魔崇拝組織。
拠点としているクラゲを彷彿とさせる宇宙船デッドマンズベースの奥に奉られている中南米某所の遺跡で発掘されたギフの棺の状態で眠る悪魔の始祖であるギフの復活のためにバイスタンプを使用してデッドマンを生み出し、その生贄となる人材を揃えることを目的とする。しかし、実際はノアを前身とした組織で、ギフ復活のための狂言回しにすぎなかったことが赤石によって明かされた。
ギフの棺が南米由来であることから、南米調の衣装となっており、幹部は「グラシアス、デッドマンズ」の口上とともに暗躍する。密かに20数年前から暗躍し、デッドマンを生み出して社会秩序を破壊する反社会組織だが、一部の現代社会に不満を持ち、社会を破壊しようと思っている人々からは信者として支持されており、隠れ信者も多い。
世間にもその危険性は広く認知されており、ニュースで怪物（デッドマン）の事件が日常的に取り上げられている。
後に一輝たちとフェニックスがデッドマンズベースに潜入、リバイにデッドマンズベースを破壊されてしまう。ギフの棺はフェニックスに回収され、オルテカがアギレラとフリオから決別。その後ギフスタンプを手に入れたオルテカが散り散りになった信者を集め新生デッドマンズを立ち上げるが、オルテカの死によって組織は完全に消滅した。
幹部はいずれも何らかの理由があって人類に絶望している。
- デッドマンズについて望月は、「鬱屈とした思いを抱えていても良いことがなく、解放して暴れよう」という組織で、その考えを正しいと共感する多くの信者がいることで、ただの悪役ではないことを表現しているという[19]。
- 「陽気な悪」というコンセプトで、ヘラヘラ笑いながら悪事を行うタイプの恐ろしさを描いている[16]。それぞれのキャラクターがそれぞれの居場所を探す話を構想していたことから、3つに分けるために3人にしたといい、スタートダッシュはわかりやすく、可愛い女の子を真ん中に置いて男二人を横につけた悪の組織を作ったが、木下は表と裏をやりたかったため、最初から悪の道に入ってしまった事情は書きたいと思い、味方にのちのちなってもいいと思っていたという[23]。3人ともに最後まで生かしたのは、自分の居場所があることが幸せであると思い、人間は自分の居場所を探す、「人生」という旅をしているのではないかと思っていたという[23]。そのため、3人は居場所を探したうえで、デッドマンズに最初は行ってしまったといい、一見悪役が改心して死んでいくのは美しいが、そこで終わりではなく、終わった後の居場所やアフターケアが大事だと思ったという[23]。また、50周年作品であることから『仮面ライダー』の要素を入れたいと思い、サボテグロンのいたメキシコ支部を思い出し、メキシコの「死者の祭り」をイメージして、「ラテン」や「メキシカン」というキーワードを元にビジュアル化していき、衣装やラテン系の明るいノリなどにその要素を取り入れており、幹部の名前にテキーラの銘柄の1種である「フリオ」や「アギレラ」を取り入れているが、あくまでもモチーフではなく、デザインコンセプトのひとつとなっているが、中南米の香りは残している[出典 28]。

アギレラ / 夏木 花（） / クイーンビー・デッドマン / 仮面ライダーアギレラ
本作品のヒロインのうちの一人。デッドマンズの女王。ギフの花嫁と呼ばれており、復活したギフと結ばれる許嫁とされていた。冷酷非情のように振る舞うが自由奔放でお茶目な一面を持つ。気が強く、他人から命令されるのを嫌うが、普通の人間となった玉置に対しては、戦いに巻き込ませないためにクビを宣告するなど、ツンデレで心優しい一面を持つ。
変装時は本名を用いている。
オルテカやフリオにギフの生贄を集めさせる中でさくらに目をつけ、ギフ復活のための生贄の数合わせにしようと彼女をデッドマンズに勧誘する。
孤児で、デッドマンズには物心ついたころから身を寄せており、同世代の友人がおらず、ギフに対しては自身を求めてくれたことから忠誠を誓い、ギフに選ばれた花嫁になることを夢見ていたが、のちに「穢れなき悪の器」である生贄が自分自身であることをオルテカから知らされ生贄にされかかるが、一輝たちによって儀式は未遂に終わる。
デッドマンズ崩壊後はギフの花嫁として一体化するために、一度は決別したオルテカと手を組むが、オルテカに再度裏切られた挙句、自身がフェーズ3になっていたためにギフの棺から拒絶され、ギフがオルテカと一体化して復活したことでギフの花嫁という存在意義を見失って自暴自棄となり、赤いドレスを燃やして組織と決別した。
その後、覚悟を決めたさくらとの一騎討ちでクイーンビー・デッドマン フェーズ3と分離され、さくらと和解した後は過去と決別して本名の花を名乗ってウィークエンドに加入し、過去に犯した罪と向き合い、自らの贖罪のために仮面ライダーアギレラに変身する。
ギフとの戦いが終わった後はブルーバードの一員となり、ブルーバード本部地下の文書室に夏木探偵事務所を開く。
アギレラのころは「ぴえん」などの若者言葉が多かったが、花になってからはさくらや光を気遣うなど、大人びた言動が多くなっていった。
- 「夏木花」という名前の由来は、初期段階からさくらとの展開を想定していたため、さくらのように花が付いた名前にしようと思ったが、そのまま「花」となった。名字は、春を彷彿とさせる名前のさくらに対して、四季を意識して「夏」の字を名字に入れた形となった。
- プロデューサーの望月によるとキャラクターテーマは「本当の居場所探しと自分探し」からの「贖罪」で、仮面ライダーアギレラに変身することは当初は決まっていなかったが、制作発表会見時点でアギレラの注目度や人気が高かったことから、バンダイからアイデアをもらい変身することとなり、放送された形に向かって進んでいった。また、望月は当初からさくらとの正義と悪のヒロインの関係性を描くドラマをきちんとやろうとした狙いがあったため大きく展開を変えたつもりはないとも言っている。脚本の木下によるとアギレラが途中から正義の味方側に転身することも最初から決めており、さくらと対となるように描けたらと思っていたという。
- 五十嵐家という「家族」の対比を意識して、「ギフ様の家族になろうよ！」と語り掛けたという。当初はクールビューティーで高身長な女王様キャラをイメージしていたが、浅倉はオーディションで緊張し、萎縮して怯えているような姿が印象深かったことから、小悪魔なイメージに変更となり、ギフに捨てられて居場所を失って悩むなどの切なく孤独な姿を描写してその成長過程を表現したいと思ったため、序盤はそのギャップを狙ってアイドルのようにキラキラ輝くキャラクターとなった。
- 当初はフリオとともに組織に裏切られた後に死ぬ予定であった。だが、キャラクターの人気が出てきたのに、このまま退場させるのは勿体無いということになったことや脚本の木下がデッドマンズが崩壊してアギレラが中心ではなくなった世界に生き残ったこと自体が既に贖罪になっていると言い、プロデューサーの望月も罪人であるアギレラがその後をどう生きるのかという部分にスポットを当てて描くのはありだと判断したため、生き残るという選択をしてドラマを進めることとなった。また、木下はデッドマンズ時代は中心であったが、ウィークエンドに入ってからはそうではなくなってしまったものの、中心ではないからこその人間的成長が必要であると思い、現実世界でも中心ではないというのはすごく大事なことであるという。資料担当の山辺浩一は「退場予定だったキャラを退場させないと、その後の構成に問題が生じてしまう。もし復活させるならさせるでフリオはアギレラを守るためにオルテカと激闘の末に死に、アギレラはギフに食べられてしまうという展開をまず描き、時間を置いてからの方がキャラクターをもっと生かせたように思う」としている。プロデューサーの望月は、アギレラとフリオは、ちゃんと救いの場があったのは許容範囲であったという。
- アギレラの時には二次元にいそうなキャラクターのようなイメージで、夏木花になってからは普通に本当にいるリアルな人間という感じで演じていたが、自分の中でキャラクターを作れたため、アギレラの方が演じやすく、花は性格がガラッと変わるのではなく、アギレラの時の性格も残っていたため、そこの演じ方が難しかったという。監督の杉原輝昭は両親のいないアギレラは父親の影をどこか追っている部分があるのではないかと思い、少し大きめのメンズサイズの服を着ているということを意識していたという。第32話以降の真っ黒の衣装は、一度アギレラが死んだというイメージで、葬式や喪服のようになったという。ウィークエンドになってからは、さくらと光がスカーフのオレンジがパッと目立っているのに対し、さくらと一緒にいたいから組織に入ったため、オレンジを小さめにして白い襟を付けていないなど、組織の色をあまり出さずに、さくらがいるから所属しているというのが分かるようなイレギュラーな存在としてスタイリングしている。また、後ろにスカーフがなびいているのは、石ノ森章太郎へのオマージュで『サイボーグ009』のキャラクターイメージを入れ込んでいる。

オルテカ / ダイオウイカ・デッドマン / 仮面ライダーデモンズ
デッドマンズの幹部で、アギレラの右腕。強大な邪念を持つ人間に接触して、バイスタンプを使用させてデッドマンを生み出す。
本名は初芝 真（）で、天才的頭脳を持っていたことから虐待を受けるなど才能を恐れられるようになり、赤石にスカウトされてからは心が歪み、自分よりも遥かに劣る人間をギフの力で退化させて人類を支配しようとする野望に取りつかれ、他者を平気で犠牲にする残忍さを持つようになった。
アギレラに仕えるふりをしていたが、内心では信者を集めるための道具と見下しており、デッドマンズを掌握してギフ復活のためにアギレラを生贄にしようと儀式を行う。
だが、一輝たちによってギフ復活の儀式が中断されるとギフスタンプを強奪し、デッドマンズ崩壊後は信者を集めて組織を再生させ、世界征服の野望を叶えようとする。リバイとバイスとの戦いで悪魔を分離されるが、共謀していた赤石の協力によってデモンズドライバーを奪取したことでデモンズの力を得る。
だが、デモンズドライバーの中にいたベイルがドライバーから分離し、ギフの棺と融合するが、リバイスに敗れ、ギフの生贄として捕食されて消滅する。しかし実際には繭に包まれた状態でギフの体内で生存しており、解放された後にヒロミによって拘束され、特別刑務所に収監される。
- 当初は闇医者という設定であった。プロデューサーの望月は、利用されていたとしても心の隙間を埋めてもらっているため、救い出された瞬間に空っぽになっていた人たちのその先が死というのは、ドラマとして一つの選択肢ではあり、オルテカは人を直接手にかけているため、一度退場したところで終わっても良かったが、オルテカにとっての終身刑は死刑よりも重たいものと考えているという。
- 監督の柴﨑からデッドマンズにはお決まりのポーズが欲しいと言われたことから、右手を上げて手の甲を見せるようなポーズで右手にしていたイカのリングを見せるように指を動かしているほか、ジャケットの襟を少し持ち上げるような仕草もデモンズの時に寺本が取り入れている。

フリオ / 玉置 豪（） / ウルフ・デッドマン / 仮面ライダーオーバーデモンズ
デッドマンズの幹部で、アギレラのボディーガード。
変装時は本名の方を用いており、さくらの通う聖風会館に体験入門という形で潜入し、カゲロウが本性を表すまで正体を隠して彼女に接近していた。
オルテカがアギレラを生贄にしようとした際には彼女を守ろうとし、一輝たちによって儀式が中断され、デッドマンズ壊滅後も恩義を感じていたアギレラと行動を共にする。
荒々しい言動で、高いテンションの実力行使が得意な性格ではあるが、元々は内向的な性格であり、かつて同じ高校の同級生の奥田陽介と親友であった。不良グループに絡まれた陽介に裏切られたと感じたことで絶望し、アギレラの誘いでデッドマンズに入信した過去のトラウマから、絶対に裏切りだけは許さないようになり、裏切ったオルテカに激しい憎悪の念を抱く。
やがて、さくらの手引きで陽介と再会して謝罪を受けるが、オルテカによって陽介がギフテリアンにされ、その怒りでウルフ・デッドマン ライオットへと変貌して暴走するも、新たな力を制御することに成功したリバイとバイスによって倒され、悪魔を分離されたことでギフテクスとしての力を失う。
その後は本名の玉置と名乗り、アギレラを行動を共にするようになるが、アギレラからクビを宣告されてさくらに泣きつき、彼女の相談を受けた一輝の提案を受けて五十嵐家に居候してしあわせ湯を手伝うようになる。
花がウィークエンドに加入してからは彼女の助けになるために自らもウィークエンドに加入し、光とともに花とさくらのボディーガードをする。
第46話では大きなダメージを負って戦線を離脱した光からデモンズドライバーとクワガタバイスタンプを引き継ぎ、仮面ライダーオーバーデモンズへと変身する。
ギフとの戦いが終わった後はブルーバードの一員となった。
- 当初は警察官という設定であった。また、前述のように当初はアギレラとともに組織に裏切られた後に死ぬ予定であったが、前述の経緯で生き残ることとなった。また、ウィークエンドの熊の量産型ライダーに変身する予定もあったという。
- パッツン前髪はフリオを演じる八条院が本作品の前に出演していた舞台『パンドラの鐘』で演じた役のもので、その作品の公演期間中に本作品のオーディションを受け、衣装合わせの段階でその髪型で行くように言われたという。圧力を相手に与えるようなキャラクターにするために、今から戦えるという意思表示やアギレラ以外に対する対抗心から首を鳴らしたり、椅子に座る際にも両足を机に乗せるなどの立ち居振る舞いに気を付けていたという。また、アギレラを守るために行動し、アギレラにしか興味がないキャラクターのため、オルテカが喋っているときは、膝を抱えてつまらなそうに座っているという。目や表情の芝居は、韓国映画『The Witch/魔女』のチェ・ウシクの表現を意識したという。「アギレラ様、スマ〜イル」というセリフは、悪役でありながらも、親しみやすさやアギレラへの忠誠心をエッセンスとして加えることを意識して演じていたことから生まれたものだという。

工藤 康（） / サーベルタイガー・デッドマン
第6話から登場した悪徳弁護士。元は冴えない弁護士だったが、デッドマンズからカンガループロトバイスタンプを入手したのを機に頭角を現し始め、自ら生み出したカンガルー・デッドマンやデッドマンズに内通する裁判長と手を組んで連続無罪を勝ち取っていた。江口剛志が起こした交通事故の裁判で一輝とバイスと対峙し、敗北した。
その後、カメレオン・デッドマンと灰谷の手引きによってスカイベースから脱獄。サーベルタイガー・デッドマンと上級契約をして、その後ギフからの選別に生き残り、ギフテクスに進化する。
フェニックスと共にデッドマンズベースに侵入した五十嵐三兄妹と交戦するも、灰谷 / プラナリア・デッドマンもろとも五十嵐三兄妹の同時ライダーキックを受けて敗北し、人間の姿に戻らないまま肉体が赤い粒子に変化してギフの棺に吸収される。

灰谷 天彦（） / プラナリア・デッドマン
第11話から登場。デッドマンズの教えに共鳴する心理カウンセラーの男。表向きの職業を悪用して心理的に心を操り、信者たちに共同契約を結ばせていた。オルテカによってデッドマンズに引き入れられるが、さくらと対峙した際にフリオによって強引に上級契約を結ばされ、後にギフからの選別に生き残ってギフテクスに進化する。
フェニックスと共にデッドマンズベースに侵入した五十嵐三兄妹と交戦するも、工藤 / サーベルタイガー・デッドマンもろとも五十嵐三兄妹の同時ライダーキックを受けて敗北し、人間の姿に戻らないまま肉体が赤い粒子に変化してギフの棺に吸収される。

謎の男 / カメレオン・デッドマン
第13話から登場。大二の分隊長任命式におけるデッドマンズの襲撃時に、スカイベースに潜入し、若林を殺害したうえで彼に成り代わってデッドマンズのスパイとして暗躍していた。デッドマンズのスカイベース襲撃後、ギフスタンプを回収しようとした際、狩崎らに嵌められて本性を現し、ギフスタンプを奪うとそのままフェニックスから去る。そしてギフからの選別を受けてギフテクスに進化。
本来はボブマッシュヘアーの別人の顔だが、その顔にコンプレックスがあり、ギフテクスに進化して以降も若林の顔で過ごしていた。デッドマンズ崩壊後に、買い物に訪れた幸実に成りすまして殺害しようとするも、五十嵐三兄妹に阻止されリバイとバイスに敗北。若林の姿から本人の顔を晒したのちに肉体が赤い粒子に変化して消滅し、工藤たちと同様にギフの棺に吸収された。

### ウィークエンド
フェニックスを監視してギフの排除を目的とするレジスタンス組織。牛島家の地下に基地があり、主に家族をデッドマンの事件で失った者で構成されている。
戦略的人類退化政策を赤石が掲げたことで彼を止めるために表舞台に現れ、後にさくらと花、玉置が参加したほか、フェニックスから脱退したヒロミも参加した。
赤石の推進する国家戦略特区アララトとギフへの降伏に疑問を抱く人々を受け入れるために、複数の避難用シェルターを用意した。
第46話でギフが倒されたことで組織の目標が達成され、第47話で解散した。
- 最後に実はちゃんとした人たちの集まりであるとしたかったため、最初はギャップを狙っておどろおどろしいホラーっぽくしたという[23]。当初はフェニックスとの大規模な戦争を描く予定であったが、新型コロナウイルスの蔓延や、ロシアのウクライナ侵攻で、戦争描写が難しくなったという[21]。
- 衣裳には共通の意匠としてオレンジで「W」の文字[注釈 11]が入ったバンダナやスカーフをしたり、大きな白い襟を付けることでスタイルは異なるが組織のメンバーというのが分かるようにしている[30]。さくらと花の衣裳はスタイリストの村瀬がオリジナルで作っており、玉置と光は既製服を混ぜながらスタイリングしている[30]。
- アジトはデッドマンズのセットをデザインし直して改造したものである[118]。

狩崎 真澄（）
狩崎の父親で、ウィークエンドの代表。25年前は政府軍の科学研究組織ノアに所属しており、後述のように悪魔を軍事利用するライダーシステムを開発していたが、元太を救ってデモンズドライバーにベイルを封印した際に火傷を負ったため、現在は黒い帽子と白黒のマスクを付けている。猫背気味の姿勢が特徴。
リベラドライバーをさくらに送った張本人で、デモンズドライバーやローリングバイスタンプ、ベイルドライバーやウィークエンドライバーを開発した。ノアの崩壊後に非道なシステムに負い目を感じて自らの死を偽装しながら地下に潜伏してウィークエンドを結成し、一輝たちに協力した。ベイルと戦うために変身しようとしたこともあったが、狩崎とは和解出来ぬままに息を引き取った。
- 狩崎は真澄を超えているつもりでも、内心ではやっぱり真澄を超えられない自分がもどかしかったり、そんな感情を持っている人として作ったといい、真澄は狩崎にとってある種憧れであり、超えられない存在であるという。

牛島 光（） / 仮面ライダーオーバーデモンズ
牛島太助の長男。17歳。同級生のさくらと同じ聖風会館に通っている。
その正体はウィークエンドの幹部で、牛島とはかりそめの家族であった。
さくらが組織に加入した後は彼女のボディーガードであったが、オーバーデモンズとなってからは前線に出るようになる。
ギフとの戦いが終わった後はブルーバードには所属せず、普通の生活に戻った。

牛島 太助（）
しあわせ湯の常連。五十嵐家の温泉旅行に光や公子とともに居合わせるが、彼らの部屋に盗聴器を仕掛けている。
その正体はウィークエンドの参謀で、真澄の右腕を務める。デッドマンによって本当の家族を殺されており、本当の家族写真を持っている。
避難民の救助のために公子を犠牲にするなど非情な一面もあったが、最期は赤石が変身したギフデモスの攻撃から光を庇って命を落とす。

牛島 公子（）
太助の妻で、その正体はウィークエンドの幹部。
ヘルギフテリアン襲撃に伴う避難民の誘導の際、光の目の前でヘルギフテリアンによって命を落とす。

五十嵐 さくら
#五十嵐さくらを参照。
夏木 花
#夏木花を参照。
玉置 豪
#玉置豪を参照。

### その他の人物
伊良部 正造（）
元太の親友で、しあわせ湯の常連。一輝たちからは「ぶーさん」と呼ばれている。調査能力に長けているが、普段の職業に関してははぐらかしている。
25年前はノアの武装隊員であったが、レジスタンス組織の一員でノアに潜入しており、純平がノアで実験台にされていた際には彼を解放する手助けをし、その後も元太となった彼を見守り続けていた。

## 仮面ライダー
本作品に登場する仮面ライダーは、ギフスタンプを基に開発したバイスタンプをドライバーに押印・装填して変身する。

### 共通ツール
ガンデフォン50（）
フェニックスの上級隊員を中心に支給される多機能端末。多機能携帯電話形態のフォンモードと光弾を発射する銃形態のガンモードの2モードに切り替えることができる。バイスも大二のものを借用した。
実体化前のバイスが憑依することで液晶画面を通じて一輝以外の人間とのコミュニケーションを取ることが可能となっている。また、ローリングバイスタンプによって一輝が半透明化した際にはバイスと同様にガンデフォンの内部に入り込んでバイス以外の人間と対面・会話した。
- 劇中によく出てくる通信シーンに使用する携帯アイテムが商品化する、という流れを汲んだ形となり、バイスというキャラクターを浸透させるために、番組初期には珍しいキャラボイス入りのアイテムとなった。
- アップ用プロップはガンデグリップの展開が実際に可能で、通常はブラックアウトした画面だが、アプリなどのデータが表示されたシートを換装することも可能。

ツーサイドライバー
ライブとエビルが変身に使用するドライバー。狩崎曰く「悪魔に相応しいベルト」。キーカラーはメタリックグリーン。
「Confirmed!」の音声と共にオーインジェクターにバイスタンプを押印してから右側の武器ユニットツーサイドウェポンにあるバイスタンプスロットにセットし、「Eeny meeny miny moe! Eeny meeny miny moe!」の待機音声の後にツーサイドウェポンを引き抜き、「バーサスアップ！」の音声と共にツーサイドトリガーを引くことで仮面ライダーライブおよび仮面ライダーエビルにバーサスアップ（変身）する。
内部に搭載された特殊な内蔵プログラムツーサイドエンジンにより、エビルではマイナスエネルギー（悪魔の悪意）を増幅させる変身、ライブではエビルシステムの反作用を利用して人のプラスエネルギー（宿主の良心）を倍増する特殊な変身を可能にする。
- リバイとは異なり、外に体の中の悪魔を出すシステムではないため、リバイスドライバーとは異なるベルトとして、切り替えることで表と裏2人のライダーに変身できるツーウェイの変身ベルトということとなった。『仮面ライダーゼロワン』のアークゼロとアークワンの変身ベルトが、黒と白にバックルが切り替わるというベルトで、それとは異なるシステムとして、2パターンの武器に変形する変身ベルト、というコンセプトとなった。
- 戦い方の変化を出すため、近距離用の剣と遠距離用の銃が選ばれ、悪のライダーとして最初は出てくるが、変身者の信念が固まった際に砲身のレバーを初めて上げることで善のライダーになれるため、変身前のニュートラルな状態は剣にも銃にも見えないように、変身前が白と黒のどちらかの状態であるのではなく、変身時に初めてどちらかに固まるという形にするために、下に銃口のバレルが倒れており、かつ剣の刃も倒れたデザインとなっている。両モードともにグリーンとガンメタを共通のカラーとしている。スタンプを押した状態のシールをバックル部分に貼っており、押印のコンセプトを守るために、スタンプを押すことで武器のロックを解除する承認マーカーとして機能するようにしている。

デモンズドライバー
デモンズ・オーバーデモンズ・デモンズトルーパー・オルテカのドライバー。
狩崎真澄が25年前に開発し、当初はシステムの中枢としてベイルを内部に幽閉していたが、ヒロミの命を吸って覚醒したベイルがオルテカを見限る際にドライバーから抜け出した。以降、真澄の息子のジョージ・狩崎の手でシステム中枢の改良がなされ、新たに人体強化エンジン「O.V.E.R.（）」をシステム中枢に組み込むことで人間の寿命を削らずに変身者の体内に潜む悪魔の力のみを抽出することが可能になり、汎用性の高いものとなった。のちに量産化されたものには無反動人体強化エンジン「α・O.V.E.R.（）」または「β・O.V.E.R.（）」が組み込まれ、誰でも変身できるようになった。
ベルト天面のデモンズレッドパッドにバイスタンプを押印すると「Deal」の音声が鳴り、そこから「Decide up!」の音声と共にベルト前面のオーインジェクターに再押印することで変身する。また、両側の操作装置デモンズノックを押し込むと「Add」の音声が鳴り、別のバイスタンプをデモンズレッドパッドおよびオーインジェクターに押印することで「Dominate up! 〇〇！ ゲノミクス！」の音声と共にバイスタンプに秘められた遺伝子情報を加えてゲノムモジュールへと身体の一部を変化させるドミネイトアップを行う。
変身中に再起動したバイスタンプを「Charge」の音声と共にオーインジェクターに押印してデモンズノックを押し込むと必殺技デモンズフィニッシュ、ゲノミクスチェンジ後に「More」の音声と共にデモンズノックを2回押し込んで待機状態にしてからさらに押し込むともう一つの必殺技デモンズレクイエムを発動する。
- 複数のLEDを用いたハイスペックな変身ベルトを前提としてデザインされ、『仮面ライダーゴースト』の変身ベルト案の一つにあった「筋繊維で構成された禍々しい変身ベルト」という案は、『ゴースト』の放送当時は主役ベルトとしては生々しすぎるという理由で見送られたが、デモンズのヒーローコンセプトに合っていたため、採用となった。『ゴースト』当時では眼魂がはまっていた部分をLEDの表示部にしており、バイオテクノロジーとサイバーの融合のようなコンセプトとなっている。モチーフは筋繊維だが、グロテスクになりすぎないようにデザインされ、必殺技時には左右からエキスパンダーのように押し込むことで、連動して筋繊維が伸縮するようになっている。液晶画面にスタンプを押すのみでは認識しないため、一度ベルトにスタンプをスキャンさせる挙動が必要になることから、朱肉をイメージした赤い軟質パーツによる柔らかいスキャナーを天面に置いており、スタンプをそこに押印することで、データが読み込まれて液晶に表示される仕組みとなっている。
- リバイスドライバーの検討案の一つで、電子的に押されたスタンプをLEDを敷き詰めた液晶画面に表示することでスタンプ台を動かすなどのギミックが不要になるが、かなり高額になるため、子供向けに商品化は難しかったが、後述の経緯で商品化することとなった。
- 本作品では、リバイスドライバーを子供たちに訴求する一方で、同時に大人に向けた展開もやっていくという狙いで、プレミアムバンダイでライバルキャラのようなライダーのベルトを展開するものとなり、通例では年明け前後に登場したキャラクターが受注されて商品が番組終盤に届くという流れであったが、ほぼ番組開始のタイミングでプレミアムバンダイで早々に受注して年末ないし年明け早々に届けるようなスピード感を持った商品を出すために、高額ではあるがコスト的にも技術的にもハイクオリティで凝ったものを提供する、というコンセプトとなった。

オーインバスター50（）
リバイとバイス、デモンズトルーパーが使用する武器。初使用時にはバイスタンプ・オーインスタンプをリバイが自分の左掌に押印することで召喚した。オーインスタンプをマズルにした銃型のガンモードとグリップ部を刃先にした斧型のアックスモードの2モードに切り替えることができる。本体から分離させたオーインスタンプや各バイスタンプを「スタンプバイ！」の音声と共にスタンプ台オーインジェクターに押印してマズル・50マズルにしたりバイスタンプスロットにセットし、各形態のトリガーを引くことで必殺技を発動させる。バイスが「押印して敵を倒す」ことからそれをもじって命名したものに「50」を狩崎が付け足した。
ライブが使用したこともある。
- 番組コンセプトの「1人で2人の仮面ライダー」というものに相応しいものとして、2つのグリップが付いており、受け渡した際に別のグリップを持つことで異なる武器になるという仕組みとなった。近距離用が剣、遠距離用が銃、というのが定番だが、前作『仮面ライダーセイバー』で剣を出しまくったため、近距離用は斧となった。スタンプ遊びを番組初期に浸透させたいため、砂鉄の押印ギミックをこちらにも付けている。
- 刃先50エッジと50マズルは大小2種類制作されており、形態や状況に応じて使い分けている。

必殺技
オーイングスラッシュ
ガンモードにオーインスタンプを押印することで放つ射撃必殺技。
オーイングストライク
アックスモードにオーインスタンプを押印することで放つ斬撃必殺技。

オストデルハンマー50（）
リバイとバイス、デモンズトルーパーが使用するハンマー型武器。押印式入力装置である打面イタダキインジェクターで叩いた対象の特性を読み取り、勢いよく振ることで、疑似エネルギー体を生成したイタダキ必殺技を発動する。
- まだリバイスではやっていなかったハンマーが追加武器となり、ハンマーのように上から振り下ろすアクションがスタンプの押印に似ていたため、ハンマー状のスタンプで何をやるのかを検討した結果、押印したものと同様の重さになるということとなった。オーインバスターの色に合わせる案もあったが、合体したことが分かりやすく見えるように大きく異なる色が用いられた。

必殺技
オストデルクラッシュ
岩を叩いた場合は、敵に大量の岩を放つ。車を叩いた場合は、敵をドリフトしながら攻撃する。バリッドシールドを叩いた場合は、氷のハンマーで攻撃する。
リバイスラッシャー
オーインバスター50とオストデルハンマー50を合体させた長剣。主にリバイやリバイスが使用した。
オーインスタンプやバイスタンプをオーインジェクターへと押印することで必殺技リバイバイスラッシュを発動する。
- 前作『仮面ライダーセイバー』では大勢の剣を武器としたライダーが登場したが、剣であえて勝負するということとなった。
- アップ用プロップは実際に展開ギミックを持つため、合体が可能。

必殺技
リバイバイスラッシュ
ジャッカルバイスタンプを使用した場合はエネルギーを刀身に纏い、ブラキオバイスタンプを使用した場合は刀身に巨大なエネルギーを纏う。マンモスバイスタンプを使用した場合は氷の剣で切り裂く。

バイスタンプバー
バイスタンプを保管・収納するスタンドで、5枚を合わせることで五角柱の台座となる。第8話ではバイスが憑依した。
- 台座時にスタンプを抜きやすいようにスタンプを斜めに取り付けている。玩具では単品の訴求力を高めるために、バイスの目のシールを付けている。

### 仮面ライダーリバイ&仮面ライダーバイス
仮面ライダーリバイと仮面ライダーバイスのコンビ。
変身時には、一輝とバイスのチャットログが背後に表示される。
派生形態は、狩崎の趣味で、平成仮面ライダーと最強生物2つのモチーフを掛け合わせたデザインコンセプトとなっている。
- 1人で2人の仮面ライダーという本作品のコンセプトにより、タイトルは真ん中の単語が共通になるようにするというルールを設け、最初に「悪」という意味を持ち、バディ感を出すことができる「副（サブ）」の意味を持ったバイスが決まり、次に「悪を修正・訂正する」という意味を込めてリバイスという単語が浮上し、最後に旧約聖書に登場するリヴァイアサンを彷彿とさせ、ヘブライ語で「結びつき」という意味を持つリバイが決まった[出典 40]。
- デザインモチーフは生物の遺伝子と過去の仮面ライダーであり、人間の体内に蓄積された遺伝情報をスタンプで取り出し肥大化させるというイメージで、それを特徴として落とし込むにあたって、オーソドックスで個性的な生物としてTレックスが基本形態のモチーフとなった[144]。王道カラーであった前作『セイバー』の後のため、これまでのライダーにはない新しいものとして、メインターゲットは男児だが、日本は少子化になりつつあり、女の子にも見てもらえるようなビジュアルにしたかったため、「シンセウェイヴ」や「ヴェイパーウェイヴ」のようなパステルカラーがデザインに反映された[126][36]。仮面ライダーゼロワンのように色が変わっていくと、同じキャラクターに見えず、本作品ではリバイとバイスの2人の仮面ライダーがいることから、レジェンドライダーモチーフと動物モチーフを両方落とし込み、色が変わると、キャラクターはおろか、どっちがどっちかわからなくなるという懸念があったことと、その後に控える強化フォームと明確に差別化するということから、デザインやシルエットは変わるが、フォームチェンジのカラーリングはシンプルに同じ色合いでいくこととなった[出典 41][注釈 13]。
- 各派生形態へのフォームチェンジは、レックスゲノムのベーススーツにアップ・アクション兼用のマスク、ベルト、プロテクターのパーツ換装によって表現される[143][147][148]。
- また、変身においてもプロデューサーの望月は、シンプルな手数で、明るい雰囲気の短い変身音声というリクエストをしたという[16]。派生形態の変身音声もモチーフのレジェンドライダーの決め台詞をアレンジしたものとなっている[16]。
- フォームチェンジは怪人の能力に合わせた最適なフォームを選択するという基本スタンスではなく、フォームやアイテムに優劣はなく、各々が同列であるからこそ個性が出るということから、ある程度フォーム数が出揃ってきた段階で、フォームを状況に合わせて次々と変えていくという戦闘スタイルを目指していくという[16]。また、前作『セイバー』が剣を使用したアクションであったため、本作品では肉弾戦を中心としたアクションを意識したという[19]。

ツール
リバイスドライバー
リバイ・ジャックリバイス・リバイスが使用する変身ベルト。バックルの状態で携行され、腰部に当てるとベルト帯バディバインドが自動で展開して装着されると同時にドライバーにバイスが吸収され、体外に放出することでコントロールが可能となる。アルティメットリバイとアルティメットバイスの変身ではバイスももう1基のリバイスドライバーを使用する。
起動したバイスタンプの印面に息をかけ、押印式情報入力装置オーインジェクターに押印し、バイスタンプゴースロットにセットしてバイスタンプを倒すことでオーインジェクターが回転して悪魔を分離・実体化させるバディアップが実行され、変身する。
また、変身中にバイスタンプを倒してオーインジェクターを回転させ、もう一度バイスタンプを倒すと必殺技、バイスタンプのスイッチを押してからもう一度倒すとリミックス変身を行う。
- 90年代ごろのスケルトンブームやレトロプロダクトのイメージで、そのころのクリア&カラーを狙っている。変身していない状態の時に50の数字が正面にあるが、二人に分かれるような意味合いと、メタ的に50周年ということで入れている。全体のディテールの模様は、仮面ライダーの複眼イメージではなく、磁石シートの形状をトレースして、スタンプ台と同様のハニカム模様を入れている。スタンプ先端の印面部分が別パーツになって、そのパーツが押した側に残って押されたスタンプ面になったり、ベルトに一体化したスタンプにカードのような連動アイテムにスタンプを本当に押すという使い捨てのアイテムが検討されていく中で、お絵描き玩具などで使われる砂鉄を使ったギミックとなり、磁石シートになっているスタンプ面を、砂鉄の入ったプレートに押すことでスタンプの模様が浮かび上がるものとなった。だが、既に子供たちは砂鉄を使ったお絵描き玩具は体験済みであったため、ハニカム状の抜けになっている印影面の部材の裏にある砂鉄が表に出てきてシルエットを形作り、裏面から磁石を当ててハニカム状のスリットをライン状に光らせるものとなった。一般的に砂鉄は黒いものだが、赤や青の色もあり、ベルトの小さなスペースの中で長く使うには1色がベストという結論となり、青色の砂鉄となった。正面に押された印影面を見せるようにするには、切腹のように上下を揃えて正面からお腹に向かって押さなければならないが、3歳や4歳の子どもにはその動きは難しいため、上からスタンプを押すことで押した人に印影面が見え、押したスタンプ自体を操作レバーにすることで土台ごと印影が45度軸で回転して正面を向くものとなった。そして、再度レバーを操作することで磁石が奥から出てきて印影面をクリアするものとなった。
- ギミックがないアクション用、スタンプの押印アクションなどで用いられるアップ用、薄手のバイク用の3種が制作された。アップ用プロップは回転とスタンプの押印ギミックを内蔵している。押印は内蔵された砂鉄がマグネットの作用に反応して印影を作っているが、アクション時には印影が崩れるのを防ぐために印刷されたシートが別途制作され、差し替えることで対応している。
- 「人間は悪である」というテーマに沿って、クローン技術や遺伝子操作などを深掘りしていた際に、人が神の真似事をしていいのか、という問いから、進化の過程で人間に蓄積された遺伝子を引き出して能力化する、というイメージが浮かび、さらに加えて悪魔や遺伝子と契約するということから、人間にスタンプを押して生物の力をその遺伝子情報から引っ張り出して武装してライダーに変身するということで、契約する際に使用されるハンコないしスタンプをモチーフにしたベルトとなった。ただ、2人が同じベルトや異なるベルトやアイテムを装着して変身するということになると、なりきり遊びの際に好きな方に変身するというリスクが出て、リスクが出ると思ったため、主人公のみがベルトを付け、主人公の中に悪魔が潜み、主人公が変身すると同時に仮面ライダーとして姿を現すというものとなった。

ギファードレックスバイスタンプ
アルティメットリバイとアルティメットバイスへの変身に使用する最強のバイスタンプ。初期状態からサイドN（上顎側の正の磁極）とサイドS（下顎側の負の磁極）の2つに分離させ、それぞれをリバイとバイスが使用する。超必殺技の発動時にはサイドSをサイドNの鼻に再連結させ、リミックスロッドとして使用する。
狩崎と真澄が共同開発し、本来は朱美（ギフデモス）を利用して作られる予定であったが、赤石によって朱美（ギフデモス）が消されたため、代わりに元太の心臓に移植したギフの細胞からインジェクションしたギフの遺伝子情報によって作られたが、製作途中で一輝が中断したことで暴走し、ギフの元へと向かっていったところを一輝とバイスが取り押さえて強い磁力で一体化していたのを分離させたことで運用可能となった。
- ほぼ同じ姿にリバイとバイスがなるという話になり、一つのアイテムが2つに分かれて、リバイスドライバーを2人が付けて変身するという方向にまとまった。だが、2つのリバイスドライバーに2つに分かれたスタンプを入れた際に変身音が掛け合いになるというアイデアは、リバイスドライバーが2個ないと成立せず、同時に2人がやらないと成立しないコンセプトや、1人の子どもが仮に2本ベルトを持っていてもタイミングを合わせて音を同時に鳴らすのは難しいという心配があった。そこで、2つに分かれる仕様だが、1個でも遊べるようにほぼ一緒の変身音にして、単体でも2本でも楽しめるようにし、2つあることを最大限に活用するために一緒に2本のバイスタンプを使うことで必殺技が出せるようにしている。
- 地球外生命体のギフの力が入ったアイテムということで、地球外の恐竜をイメージして、モチーフはティラノサウルスと宇宙恐竜となった。宇宙恐竜全体を最初にデザインして、スタンプ全体はその頭部を模した形状にして、上顎と下顎が分かれて2つのスタンプになるようデザインしている。地球外生命体の雰囲気を出すためにクリア部分を多用している。最初から分かれているように見せるのではなく、きちんと恐竜の顔に見せるため、2本に分かれる前は隙間が顎部分に生じないようにしている。2本のスタンプが必殺技で合わさる際には、遺伝子が流れ込むようなイメージとなっている。
- ギフに対抗するにはギフの力しかないという設定上のロジックもありつつ、誰かからただ貰うのではなく、一輝の頑張りもあって奇跡が起きて新フォームを手に入れる設定にしたいと思い、戦いに行く一輝と元太の手術を並行して描き、そこが最後には交わる感じにしようとしたという。だが、最初からそこで死ぬと思っていると一輝が戦えないし、いくらすごい力が手に入っても、家族がそれで危なくなるなら一輝としては選択しないため、死ぬわけではないから大丈夫と送り出された結果、ベイルとの戦闘の中で気付く作りになったという。

必殺技
レックススタンピングフィニッシュ
レックスゲノムおよびリバイスレックスの必殺技。二人で同時に急降下してキックを放ち、生成した巨大なスタンプ型のエネルギーをぶつける。悪魔と契約した宿主の契約を解除することが可能。
イーグルスタンピングフィニッシュ
イーグルゲノムおよびリバイスイーグルの必殺技。リバイスイーグルでは強烈な体当たりを敵に繰り出す。
マンモススタンピングフィニッシュ
マンモスゲノムの必殺技。グレイシャシールドで敵を取り囲み、マンモスガッシャーで切り裂く。
プテラスタンピングフィニッシュ
プテラゲノムおよびリバイスプテラの必殺技。リバイスプテラではバイスがリバイスプテラウィングで回転しながら攻撃し、とどめのキックをリバイが決める。
ライオンスタンピングフィニッシュ
ライオンゲノムおよびリバイスライオンの必殺技。リバイスライオンでは敵をリバイスライオンクローで切り裂く。また、第6話では敵に高速で体当たりする型も使用した。
メガロドンスタンピングフィニッシュ
メガロドンゲノムの必殺技。リバイスメガロドンでは敵に体当たりする。
ジャッカルスタンピングフィニッシュ
ジャッカルゲノムおよびリバイスジャッカルの必殺技。リバイスジャッカルではハイジャンプから飛び蹴りを放つ。
コングスタンピングフィニッシュ
コングゲノムの必殺技。同時にリバイのコングリバイパンチャーとバイスのコングゲノブレイサーを発射する。
カマキリスタンピングフィニッシュ
カマキリゲノムおよびリバイスカマキリの必殺技。リバイスカマキリではリバイスカマキリフォアレッグを振り下ろして敵を輪切りにする。
ブラキオスタンピングフィニッシュ
ブラキオゲノムおよびリバイスブラキオの必殺技。ブラキオゲノムでは同時に飛び蹴りを放ち、リバイスブラキオでは上空に敵を放り投げ、猛烈な勢いで首を振り下ろして叩きつける。
ボルケーノフェスティバル
リバイ ボルケーノレックスゲノム&バイス バリッドレックスゲノムの必殺技。同時にマグマと氷のキックを放つ。
ボルケーノスタンピングスラッシュ
リバイ ボルケーノレックスゲノム&バイス バリッドレックスゲノムの必殺技。ボルケーノバイスタンプをオーインバスター50に押印して発動する。敵をバイスの氷の剣とともに切り裂く。
バリボルローリングサンダーゲイルギファードレックスファイナルスタンピング
アルティメットリバイ&アルティメットバイスの超必殺技。リバイが敵にボール状になったバイスを蹴りこむ。
カンガルースタンピングフィニッシュ
カンガルーゲノムの必殺技。敵に両足キックでスタンプ型のエネルギーを叩き込む技。

#### 仮面ライダーリバイ
五十嵐一輝がリバイスドライバーで変身する仮面ライダー。キーカラーはコーラルピンクとターコイズブルー、差し色はパープル。
バイスタンプに記録された生物の遺伝子情報を再構成したその生物の能力を秘めた強化スーツを装着し、一輝の肉体そのものが遺伝子変化したイメージとなっている。
- 当初は主人公ライダーと似たデザインで描いており、カラーリングは異なるがほぼほぼ同じような姿であったが、色違いや対になるデザインではなく、全く異なるビジュアルにしてほしいという指示があったため、主人公ライダーはスタイリッシュな黒ベースにコーラルピンクが差し色に入っているくらいの感じでスマートにティラノサウルスがアレンジされたアーマーを装着したようなイメージで、悪魔ライダーは悪魔的な顔つきで牙がむき出しだがヴェイパーウェイヴの色合いで派手なデザインであったが、その悪魔ライダーのイメージが主人公ライダーになることとなり、それがリバイの原形になったという[35][36]。
- 足裏には象徴的に「5」の数字レリーフが彫られている[152][124]。
- 変身ポーズは、仮面ライダーリバイのスーツアクターを務める縄田が基本を考え、前田が流れやアクションを提案する形で完成した[10]。
- 序盤の変身時に心臓が脈打つカットがあったが、これは元太から受け継いだギフの細胞が反応している普通の心臓ではないという、意味が後に分かるカットとして入れたという[141]。
- 戦闘時のアフレコはアニメ『ONE PIECE』を参考にしている[15]。

形態
レックスゲノム
レックスバイスタンプで変身するリバイの基本形態。キーカラーはコーラルピンク、ミントグリーン、パープル。
変身音声は「オーイング！ ショーニング！ ローリング！ ゴーイング！ 仮面ライダー！ リバイ！ バイス！ リバイス！」。
T-レックスの強靭さを身に着けており、体にレックスバイスタンプを押印することでT-レックスのように両脚部を巨大化させることも可能。
- コーラルピンクがかなり淡い色であり、黒を差し色として入れて締めるというものもあるが、本作品では意図的にそういうふうにはせず、一か所も黒を使わないぐらいの気持ちでデザインされ、2人が並び立った際に横に差し色の黒を入れた悪魔ライダーが立っているものとなった。肉体が変化したイメージのため、メカのようなディテールや直線的なラインはほとんど入れておらず、曲線を基調としたディテールが多く、初代1号らしさを意識してシックスパックや胸筋を入れている。このような色使いはバランスを間違えると愉快さや可愛さなどのそういった方向に傾きがちのため、徹底的にスマートな形状になるように調整している。従来のように印象的な大きいパーツが付くなどはせず、かっこよくスマートにまとめている。左胸のレックスマークは、バイスが印影側で平面的なペイントになっており、リバイが凸面ということのため、両者で反転したグラフィックとなっている。レックスマーク周辺に走っているパープルの縁取りは、リバイが「5」、バイスが「0」の形状になっており、並ぶと「50」になるようにデザインされている。仮面ライダー1号へのリスペクトで、マスクはティラノサウルスの正面顔そのものとなっている。複眼はティラノの頬、触覚は鼻面、クラッシャーは牙に見立ててライダーらしい顔つきも狙っている。複眼パターンは幾何形体がDNA配列のように並んでいるイメージで、短い横長のラインを羅列している。
- ピンクの部分はクリアコートを施している。マスクは主眼の上にレックスの眼が配置されており、アンテナはレックスの鼻面を模している。プロテクター部分のピンクのラインはパターン化されたグラフィックとなっている。

メガロドンゲノム
メガロドンバイスタンプで変身するリバイの派生形態。キーカラーはパープルと白。モチーフはメガロドンと仮面ライダーディケイド。
変身音声は「潜るドンドン！ ヨーイドン！ ドボン！ メガロドン！ 通りすがりのハハハハンター！」。
サメの背びれを彷彿とさせる鋭利なブレードディヴァインソードを両腕に装着し、手足から拘束によるマゼンタ色の斬撃を繰り出す。潜水能力が強化され、水中の戦いを得意とするほか、敵をメガロドンの尻尾で薙ぎ払う。
- マスクは、ディケイドの板状のディテールをサメの牙やヒレに見立ててデザインしている。ディケイドのコンセプトである、胸に交差するXラインやバーコードなどを踏襲しているが、キーカラーや目の形状で敢えてディケイドの要素を薄めている。

イーグルゲノム
イーグルバイスタンプで変身するリバイの派生形態。キーカラーはマゼンタとパープル。モチーフはイーグルと仮面ライダーW。
変身音声は「荒ぶる！ 高ぶる！ 空駆け巡る！ イーグル！ イーグル！ お前の羽を数えろ！」。
風を操って飛行し、敵の攻撃を発生させた竜巻で防ぐことが可能。高いジャンプ力と視力、空中攻撃を持つ。
- Wのギザギザディテールを羽毛の毛並みに見立てている。他の派生形態と同様にマスク、ベルト、プロテクターを換装しているほか、腰のマント・イーグルリバイウィンディを追加している。

マンモスゲノム
マンモスバイスタンプで変身するリバイの派生形態。モチーフはマンモスと仮面ライダー電王。
変身音声は「巨大なキバ持つ！ 陸のボス！ マンモス！ はなっからクライマックスだぜ！」。
敵を怪力でねじ伏せる。背中から取り出す2本のブーメラン・マンモスガッシャーが武器で、赤いエネルギーを超硬質の刃に纏い敵を斬る。
- マンモスの耳は電王の複眼、マンモスの鼻は電王の線路状のディテール、マンモスの牙は目の下付近にある電王の桃の葉状のディテールで見立てている。

プテラゲノム
プテラバイスタンプで変身するリバイの派生形態。モチーフはプテラノドンと仮面ライダーファイズ。
変身音声は「上昇気流！ 一流！ 翼竜！ プテラ！ Flying by! Complete!」。
空中戦を得意としており、動きも素早い。
- ホバーバイクに乗るため、その搭乗者として巨大な翼などの派手な装飾が一切ないシンプルなデザインとなり、組体操によるリミックスがないことから、1ギミックを代わりに入れるため、胸部の装甲はプテラノドンの翼とファイズ アクセルフォームの展開する装甲がモチーフとなっており、実際に換装することで胸プロテクターが解放した状態になるようになっている。マスクは、ファイズの触覚から中心線までのラインをプテラノドンの長い顔に見立てている。

ライオンゲノム
ライオンバイスタンプで変身するリバイの派生形態。モチーフはライオンと仮面ライダークウガ。
変身音声は「ガオーン！ ゲットオン！ 野獣の王！ ライオン！ 見ててください！ 俺の雄叫び！」。
敵を野獣のような攻撃や炎を纏った格闘技で撃破する。
- ライオンの耳から鼻先はクウガ マイティフォームの角、ライオンの口はクラッシャーで見立てている。
- リバイスライオン時に前足になることから、リバイのゲノムチェンジではブーツのデザインが唯一変更されており、色や形状を合わせた足裏パーツも作成されている。

ジャッカルゲノム
ジャッカルバイスタンプで変身するリバイの派生形態。モチーフはジャッカルと仮面ライダーエグゼイド。
変身音声は「テクニカル！ リズミカル！ クリティカル！ ジャッカル！ ノンストップでクリアしてやるぜ！」。
ジャッカルの俊敏性を備え、敵を高い機動力を駆使した素早い攻撃で倒す。
- コンセプトは、リバイがスケボーに変身させたバイスに乗る、というものでCGに頼らない変わり種も入れることとなった。エグゼイドのエクストリームスポーツのようなイメージも入れており、マスクはジャッカルの耳はエグゼイドの髪、ジャッカルの鼻先は顎で見立てている。実際に撮影でスケボーに乗る都合上、ゴテゴテしたデザインではなく、シンプルな姿でまとめられた。エグゼイドアクションゲーマーレベル1のような意匠を背面に取り込み、ノズルにした目の部分からのジェット噴射を用いてスケボーで疾走するイメージとなっている。

コングゲノム
コングバイスタンプで変身するリバイの派生形態。モチーフはコングと仮面ライダーフォーゼ。
変身音声は「アーム！ ストロング！ 戦いのゴング！ 鳴らせ！ コング！ ドラミングキター！」。
両腕の腕力が強化され、ロケットのように大型化したパンチンググローブ・コングリバイパンチャーを射出して強力なパンチ攻撃を繰り出す。
- 腕は大きく太くしており、マスクはゴリラの毛をフォーゼのロケット状のシルエットで見立てている。

カマキリゲノム
カマキリバイスタンプで変身するリバイの派生形態。モチーフはカマキリと仮面ライダー鎧武。
変身音声は「いざ無双斬り！ 俺が横切り！ カマキリ！ 俺たちオンステージ！」。
光矢を放つ弓と刀剣になるカマキリックアローが武器。
- マスクの兜の前立ては鎧武のものではなく、カマキリの触覚にしており、カマキリの目は複眼の両端、口はクラッシャーで見立てている。他のマスクが動物をレジェンドライダーの形を崩さずに表現しているが、こちらは鎧武要素をかなり崩している。

ブラキオゲノム
ブラキオバイスタンプで変身するリバイの派生形態。モチーフはブラキオサウルスと仮面ライダージオウ。
変身音声は「最大！ 最古！ 最古で最強！ ブラキオー！ 祝え！ 長き王の誕生を！」。
全身の筋肉が強化され、自在に手足や体中央に付いたブラキオリバイバンドなどがブラキオサウルスの首のように伸縮し、敵を連続パンチで圧倒する。
- 当初はカタカナで「ブラキオ」という文字をマスクに入れていたが、ジオウすぎたため、やめることとなった。

バリッドレックスゲノム
バリッドレックスバイスタンプで変身するリバイレックスゲノムの強化形態。キーカラーはターコイズ。
変身音声は「バリバリィアップ！ My name is! 仮面ライダー！ リバ！ バ！ バ！ バイ！ リバイ！ リバイ！ リバ！ バ！ バ！ バイ！ リバイ！」。
強靭な装甲・コールドアストメタルムで各部を包み、周囲の熱エネルギーを吸収し、生み出した猛烈な冷気を全身から放って戦う。10種のゲノムの力を併せ持ち、その力はこれまでのゲノムチェンジを凌いでいる。
- デザイン時のコンセプトは「メカアーマーを着込んだリバイ」。様々な動物にフォームチェンジした後に、異なる動物をモチーフにするよりティラノをモチーフにすることでまとまった。新規で2人用のスーツを作ることは難しいため、ボルケーノレックスゲノムと合わせて考えることとなった。曲線を主体としていたレックスゲノムやほかのフォームとの差別化から、直線を主体としたメカっぽいスタイリングとなっている。リバイは水色のライダーであるが、ピンクのライダーと言われるということを受け、ピンクを抑えめにして、水色（メタリックターコイズ）をメインに使っているが、氷属性の設定に結果的になったというのは驚いたという。大型化した触角によって、眼リバイアイの形状が変わり、レックスの眼の位置も異なる。また、触角裏の肉抜きやクラッシャーのジグザグ模様などの意匠がメカニカルな印象を強めている。卵型のアーマーは顔のようになっていて卵男のように見えるのは偶然であるという。
- 撮影用スーツはアップ・アクション兼用の1着が制作された。紫のベーススーツとミントグリーンのプロテクターに赤を差し色で入れている。『セイバー』の最光でも採用されていた表現手法である赤のドットを入れている。
- 変身時には10匹のリミックスがバリッドレックスバイスタンプの卵から出てくる。

ボルケーノレックスゲノム
バリッドレックスバイスタンプを合体させたボルケーノレックスバイスタンプで変身するリバイの強化形態。キーカラーはパープル、クリアイエロー。
変身音声は「バーストアップ！ オニアツーイ！ バリヤバーイ！ ゴンスゴーイ！ パネェツヨイ！ リバイス！ We are! リバイス！」。
熱を操り、バイス バリッドレックスゲノムの冷気との激しい温度差の連携で敵を猛攻する。両腕のボルリバイアームの射出口から発射するマグマ弾で攻撃し、高熱化した肘の鋭いブレードで、あらゆるものを溶断する。高い戦闘力を誇るが扱いが難しく、体内に秘めた膨大なマグマエネルギーを緩和させるためには、相棒のバイスが氷の戦士であるバリッドレックスゲノムに変身することが必要であり、バイスと出力を合わせないと自分にダメージが返る弱点を持つ。
- 高温に熱されたバリッドレックスゲノムの卵の殻アーマーが弾け飛んだというコンセプトで、マグマの熱で暑くなって、アーマーをたまらず脱いでしまって強化、というイメージもあるという。ベースのインナー部分はバリッドレックスゲノムと共通の形状で、クリアの装飾をそこに付けて派手なシルエットにしている。
- 撮影用スーツは、アップ・アクション兼用の1着が制作され、ビニルレザーの前身と広い可動域のスパンテックスの後半身というハイブリッド縫製となっている。肘や襟、脛にはクリアーパーツに配され、肩、胸、手甲、太腿、脛のプロテクターにはハンドメイドのようなファイヤーパターンがプリントされ、その上から陰影を手塗りで描くことで、炎らしさを演出している。ドット状のモアレは、メカっぽくさせるためにわざと電子表示された印刷のようなグラフィックに見せるために入れてあるものである。レックスゲノムとは違って触角ボルケーノレックスリバイフィーラーは高温すぎてわずかに不安定になっているイメージで長さがアシンメトリーとなり、巨大化している。顎の牙の意匠や顎横のモミアゲのようなパーツの形状以外は、レックスゲノムとほぼそのままの形状であるが、黄色と紫、顎のスカイブルーという配色となっており、ファイヤーパターンが額に描かれている。
- 初登場となる第17・18話では、役者に実際に火をつけるファイヤースタントを行っており、スーツもそれ用に作っている。
- 変身時には地割れから出てきた溶岩でバリッドレックスバイスタンプの卵を焼いている。

仮面ライダーアルティメットリバイ
ギファードレックスバイスタンプ（サイドN）で変身するリバイの対ギフ戦闘形態。
変身音声は「アルティメットアップ！ あふれ出す熱き情熱！ Overflowing Hot passion! 一体全体！ 表裏一体！ 宇宙の力は無限大！ 仮面ライダー！ リバイ！ バイス！ Let's go! Come on! ギファー！ ギファー！ ギファードレックス！」。
T-レックスとギフの力を併せ持ち、正の磁力（N極）を操り、地面にギファードレックスバイスタンプを押印することで一定時間活動可能な複製体を大量に生成することが可能。一輝のみでも変身が可能だが、その場合は通常の半分以下の力しか出すことができない。
- 本来は相容れなかった一輝とバイスが、一緒に戦う中で心を通わせて相棒になり、どちらが善か悪かという区別がつかなくなってきているということを表現するために、アルティメットリバイとアルティメットバイスはほぼ同じデザインとなった。分離しているのに一緒ということで、2人が全く同じ動きをする似たような姿のデザインとなっている。分離化した状態で一体化していることを表現するためのビジュアルとして、離れていても一緒、一緒にいても離れている、ということを離れていても引き合う「磁力」で表現している。
- レックスゲノムの上から宇宙恐竜の力でナノマシンが覆ったハイテクな宇宙服を纏うイメージでデザインされた。当初は移動したナノマシンが腕に集まって巨大な鉤爪になったり、脚部に集まって巨大なティラノの足となってライダーキックを放つなどのイメージで描かれた。悪魔やティラノサウルスを連想させるようなシルエット感を出すために、首周りを太くしたり、手足の爪を大きくしたり、前に太ももアーマーを出して逆関節のように見せたり、背骨を強調させている。首が動くように襟パーツを後ろに流している。全身のギザギザはリバイの牙をイメージしている。リバイのヴェイパーウェイヴのイメージを保ったままビビッドな印象にしたかったため、全体のカラーはマゼンタとネイビーをコーラルピンクとパープルの代わりに、ターコイズは同様のものを使用している。パワーアップスーツを基本フォームの上に纏っているというコンセプトを表現するために、クリア部分を胸に作り、左胸にあるレックスのマークが見えるようにしている。マスクはレックスゲノムが宇宙服のヘルメットのようなクリアバイザーの中に見えるデザインとなっている。バイザーを外した状態の画が頭頂部の補足説明のために描かれている。
- スーツはアップ・アクション兼用の1個が制作されている。マスクは新規造形のため、透明フード内部の顔も再度作り直されている。
- 変身はデザインからの逆算で最後にヘルメットを被ることから、ライダーマンのようにしている。変身時に現れるアルティメットレックスは、ギファードレックスバイスタンプの恐竜の顔を大きくしたT-レックスにしており、首から下はそれまでにやった動物のデータを組み替えて作っている。

テレビシリーズ以外の作品に登場する仮面ライダーリバイ
ネオバッタゲノム
『仮面ライダー ビヨンド・ジェネレーションズ』に登場。テレビシリーズ第22話にも登場。
ネオバッタバイスタンプで変身するリバイの派生形態。

コンドルゲノム
『ビヨンド・ジェネレーションズ』に登場。
コンドルバイスタンプで変身するリバイの派生形態。

カンガルーゲノム
『超バトルDVD』に登場。
カンガルーバイスタンプで変身するリバイの派生形態。モチーフはカンガルーと仮面ライダービルド。
変身音声は「飛び上がる！ 舞い上がる！ カンガルー！ 勝利のパンチが決まった！」。
拳がボクシンググローブのように大型化し、カンガルーの遺伝子の力で、大幅に脚力が上がる。また、腹部は赤ん坊の姿となったバイス カンガルーゲノムを収納するポケットとなっている。
- マスクはカンガルーの耳を複眼の先端で見立てている。
- マスクとプロテクターは新規造形。グローブは仮面ライダーエグゼイド パックアクションゲーマーのものの色替え。

キリンゲノム
『超バトルDVD』に登場。
キリンバイスタンプで変身するリバイの派生形態。モチーフはキリンと仮面ライダーグリス。
ニワトリゲノム
『超バトルDVD』に登場。
ニワトリバイスタンプで変身するリバイの派生形態。モチーフはニワトリと仮面ライダークローズ。
フンコロガシゲノム
『超バトルDVD』に登場。
フンコロガシバイスタンプで変身するリバイの派生形態。モチーフはフンコロガシと仮面ライダーローグ。
ゴールドスピノゲノム
『超バトルDVD』に登場。
ゴールドスピノバイスタンプで変身するリバイの派生形態。モチーフはスピノサウルスと仮面ライダー2号。
変身音声は「ゴールドアップ！ Oh! Me! Say! Show time! 仮面ライダー！ Gonna do it now! Gonna do it now! 黄金の輝き繋がる意思 GO ON ON! ゴールドスピノ！」。
2号と同様に格闘主体で戦い、炊飯器となったバイスが作った山菜の天ぷらの天丼を食べることで強化する。2号の幻影とともに放つ力を活かしたパンチが得意技。
- 作品が仮面ライダー2号をモチーフにした内容のため、従来のリバイスのデザインルールを無視してリバイをそのまま新2号の色にしている。

- スーツはリバイ プテラゲノムとブラキオゲノムの改造で、仮面ライダー2号のボディーの色に色替えしている。顔は金色の部分をスピノサウルスに見立てている。

ビートフォーム
『MOVIEバトルロワイヤル』に登場。
リバイIDコアを装着したデザイアドライバーにビートバックルを装填して変身するリバイの派生形態。

ビートアームドプロペラ
『MOVIEバトルロワイヤル』に登場。
リバイIDコアを装着したデザイアドライバーにビートバックルとプロペラバックルを装填して変身するリバイの派生形態。

スペック
| 名称                             | 身長     | 体重     | パンチ力 | キック力 | ジャンプ力 （ひと跳び） | 走力 （100 m） | 初登場                                  |
| -------------------------------- | -------- | -------- | -------- | -------- | ----------------------- | -------------- | --------------------------------------- |
| レックスゲノム                   | 198.2 cm | 93.6 kg  | 8.9 t    | 32.1 t   | 28.2 m                  | 3.8秒          | - スーパーヒーロー戦記 - 第1話          |
| イーグルゲノム                   | 196.9 cm | 81.1 kg  | 8.0 t    | 25.7 t   | 52.4 m                  | 5.3秒          | 第2話                                   |
| マンモスゲノム                   | 198.0 cm | 106.9 kg | 14.8 t   | 36.8 t   | 16.4 m                  | 4.4秒          | 第3話                                   |
| プテラゲノム                     | 202.9 cm | 86.7 kg  | 8.4 t    | 19.1 t   | 43.6 m                  | 4.1秒          | 第4話                                   |
| ライオンゲノム                   | 196.6 cm | 91.4 kg  | 12.5 t   | 30.4 t   | 22.9 m                  | 3.2秒          | 第5話                                   |
| メガロドンゲノム                 | 202.3 cm | 90.3 kg  | 10.1 t   | 28.3 t   | 36.4 m                  | 4.8秒          | - 劇場版リバイス - 第6話                |
| ジャッカルゲノム                 | 202.0 cm | 82.4 kg  | 11.6 t   | 24.3 t   | 48.1 m                  | 3.6秒          | 第7話                                   |
| コングゲノム                     | 198.9 cm | 109.7 kg | 20.4 t   | 19.5 t   | 18.4 m                  | 4.3秒          | 第8話                                   |
| カマキリゲノム                   | 197.1 cm | 96.5 kg  | 14.6 t   | 17.2 t   | 19.5 m                  | 3.9秒          | 第9話                                   |
| ブラキオゲノム                   | 196.9 cm | 112.8 kg | 17.5 t   | 44.2 t   | 12.4 m                  | 5.8秒          | 第10話                                  |
| バリッドレックスゲノム           | 200.0 cm | 118.7 kg | 31.2 t   | 62.5 t   | 56.8 m                  | 2.6秒          | 第13話                                  |
| ボルケーノレックスゲノム         | 203.8 cm | 113.8 kg | 40.1 t   | 75.1 t   | 61.9 m                  | 2.2秒          | 第17話                                  |
| ネオバッタゲノム                 | 201.5 cm | 79.7 kg  | 8.6 t    | 41.2 t   | 68.1 m                  | 4.0秒          | - ビヨンド・ジェネレーションズ - 第22話 |
| 仮面ライダーアルティメットリバイ | 202.3 cm | 105.0 kg | 83.7 t   | 308.1 t  | 270.7 m                 | 0.8秒          | 第38話                                  |
| カンガルーゲノム                 | 207.0 cm | 92.6 kg  | 18.7 t   | 21.1 t   | 31.2 m                  | 4.1秒          | 超バトルDVD                             |
| ゴールドスピノゲノム             | 204.2 cm | 102.8 kg | 25.2 t   | 42.2 t   | 46.2 m                  | 2.9秒          | 超バトルDVD                             |

ツール
バリッドレックスバイスタンプ
バリッドレックスゲノムおよびボルケーノレックスゲノムへの変身に使用するバイスタンプ。狩崎がレックスバイスタンプを始めとする10種のバイスタンプの運用データを集めて作り、10種の遺伝子情報を併せ持つ。
起動した後、レックスバイスタンプのデータを読み込ませてからリバイスドライバーに押印し、ベルトにセットして右手にバイスタンプを倒すことで変身する。
- モチーフは卵から孵化したティラノサウルスで、上記の通り変身時には卵が割れるように展開する。レックスバイスタンプを変身時に押印してから使う流れは、レックスの遺伝子情報を中身が決まっていない卵に読み込ませることで、殻が割れて強化されたメカディテールのT-レックスが中から出現して、レックスの要素が入った強化になるという理屈であるという。メカ風にヒーローをデザインしたため、メカディテールをアイテムの中身のティラノサウルスのレリーフにも使っている。

ボルケーノバイスタンプ
ボルケーノレックスゲノムへの変身に使用するバイスタンプ。バリッドレックスバイスタンプの左側に連結させ、下部の開栓つまみエラプトレリーフを撚ることで変身する。
- デザインモチーフは、ガスレンジ。バリッドレックスバイスタンプと同時にデザインされ、コンセプトは動物ではなく炎の力を持ったバイスタンプというものである。バリッドレックスバイスタンプに炎のスタンプを合体させてつまみを回すことで、コンロで卵が熱されているようなイメージになり、卵がエンターアクションで開くと同時に元の位置につまみが戻り、今度はティラノが炎を吐いているイメージとなっている。企画時に「フェニックス」という組織が登場すると聞いたため、単品状態では炎が不死鳥に見えるように描いており、同じ炎が「不死鳥→コンロの火→メカティラノの口から吐いた炎」というトリプルミーニングを狙っていたが、結果的に不死鳥を除いた「コンロの火→口から吐いた炎」のダブルミーニングとなった。

必殺技
レックススタンピングスラッシュ
レックスゲノムの必殺技。アックスモードのオーインバスター50にレックスバイスタンプを押印することで発動する。
レックススタンピングストライク
レックスゲノムの必殺技。ガンモードのオーインバスター50にレックスバイスタンプを押印することで発動する。
フィニフィニフィニッシュ
バリッドレックスゲノムの必殺技。腕から放った強力な冷気で敵を一瞬で凍らせて動きを止め、キックで氷もろとも敵を粉砕する。
バリバリスタンプフィーバー
バリッドレックスゲノムの必殺技。バリッドレックスバイスタンプのバリッドスキャナーに各バイスタンプを押印することで各ゲノムのリミックス形態の分身を召喚する。
ブラキオバイスタンプ
リバイスブラキオを呼び出し、敵を踏み潰す。
コング+カマキリ+ジャッカルバイスタンプ
リバイスコング、リバイスジャッカル、リバイスカマキリを合体召喚する。
レックス+プテラ+ブラキオバイスタンプ
リバイスプテラ、リバイスレックス、リバイスブラキオを召喚する。
レックス+イーグル+メガロドン+マンモス+プテラ+ライオン+ジャッカル+コング+カマキリ+ブラキオバイスタンプ
卵を模したカプセルが卵パックから10種類全てのリミックス形態を呼び出し、共に飛び蹴りを放つ。
ボルケーノリバイバイスラッシュ
ボルケーノレックスゲノムの必殺技。ボルケーノバイスタンプをリバイスラッシャーに押印することで発動する炎の剣。
バーストリミックス
ボルケーノレックスゲノムの必殺技。バリッドレックスバイスタンプで炎の頭、氷の体のリバイスレックスを召喚する。
リバイギファードフィニッシュ
アルティメットリバイの必殺技。敵を両側から挟み込むようにバイスとともにキックを放つ。また、強力な磁力光線を腕から発射したり、敵を呼び出した巨大なバイスタンプで押し潰す。
ゴールドスピノギラギラフィニッシュ
ゴールドスピノゲノムの必殺技。「ライダーキック」の掛け声で強力なキックを放つ。

#### 仮面ライダーバイス
バイスがリバイスドライバーのバディアップに伴い、一輝と同時に変身・戦力化する仮面ライダー。基本カラーはピンクとブラック。
変身前に実体化している状態やアルティメットバイス時を除いて、リバイがゲノムチェンジを行う合間、あるいは敵の攻撃を受けるなどをして変身が解除されると、バイスは実体化を維持できなくなり変身も解除される。
最終話では、アルティメットバイスの変身が解けた状態でバイス自らがリバイスドライバーにバイスタンプを装填してゲノムチェンジした。
バイスがリバイスドライバーによって制御され、強化ヘルメットなどのアーマーを装着しており、ぬいぐるみのような親しみやすさが特徴。
- 主人公の中に悪魔が潜んでおり、変身と同時に外に出てくる、というコンセプトは固まっており、『仮面ライダードライブ』のベルトさんのように、悪魔がベルトに宿っていたり、赤ん坊のような姿から徐々に育ってパワーアップするなどの案もあったが、その中に「リュックを背負い、キャップを被ったポップなアニメの少年キャラの主人公ライダーと動物の被り物を被った可愛いライダーのコンビ」という画があり、二頭身くらいのかわいい見た目のゆるキャラテイストを狙ったものであったが、それをプロデューサーの白倉が気に入ったことでその方向性にまとまっていたものの、被り物のようなスケッチであったため、カッコいい方向に調整された[35][36]。
- 主人公ライダーが変身ベルトを身に付けており、変身すると相棒ライダーが出現するという設定のため、変身ベルトは付けておらず、コスプレのような簡易な変身ベルトというイメージとなっている[35]。
- デザイン画では複眼パターンはオーソドックスなもので描かれていたが、造形では鉤爪のような鋭い形を敷き詰めたものとなった[35][124]。足裏には象徴的に「0」の数字レリーフが彫られている[152][124]。各派生形態へのフォームチェンジは、ステッチ状のディテールが表現されたパーツを素のバイスに装着させるコンセプトとなっており、バイクのヘルメットのようにゲノメットをかぶるスタイリングとなっている[出典 73]。
- バイスが悪魔であることから、本来はヒーローがやらないような、倒れた戦闘員に肘を落として追い討ちをするなどといったアクションをしている[19]。

形態
レックスゲノム
レックスバイスタンプで変身するバイスの基本形態。キーカラーはピンク。
リバイがバイスタンプを操作することで火炎攻撃を頭部から放つことや尻尾を巨大化させてムチのように振るうことが可能。また、リバイがバリッドレックスゲノムに変身した際にはバイスはレックスゲノムのままで強化しないが、変身時に飛び散った卵の殻状のアーマーの破片を慌てて糊で貼り合わせて精製した冷気を放つ盾バリッドシールドを装備して強化し、2回目以降の変身では変身と同時に形成されるようになった。
- アーマー部分に入った破線状のディテールは、造形的にぬいぐるみの縫い目を表現したものである。悪魔の顔が口を開けたティラノサウルスのような被り物の中にそのまま見える構成となっている。悪魔の眼は複眼のようにして、ライダーらしい顔にしており、中から見える悪魔の顔はカッコいい、外形は大きな頭の愛嬌のあるシルエットというそういったバランスを狙っている。ボディはマスクと同様に、コスプレ風の装飾を悪魔のボディに付けたイメージで、アーマーの形状は先にリミックス状態を考えてその逆算で割り出している。ティラノの前脚が前腕アーマー、ティラノの後脚と鉤爪が脛アーマー、尻尾とマフラーを組み合わせることで巨大な尻尾になるようにデザインされている。
- ピンクの部分は、シルバーのスパッタリングでウェザリング処理を薄く施している。

メガロドンゲノム
メガロドンバイスタンプで変身するバイスの派生形態。キーカラーはマゼンタとガンメタ。
敵に突進力を活かしてぶつかり、顔の周囲の鋭い鮫の歯の形のエネルギーを発射して攻撃するほか、キバのような斬撃を回転キックとともに放つ。
- ディケイドのキーカラーであるマゼンタ地にガンメタのラインを踏襲しつつ、サメのような意匠を押し出している。

イーグルゲノム
イーグルバイスタンプで変身するバイスの派生形態。
両手に持つ翼で巻き起こした突風で攻撃する。
- 頭部ゲノメット、胸マーク、籠手、羽、肩と脛を換装している。

マンモスゲノム
マンモスバイスタンプで変身するバイスの派生形態。
武器は両腕のシールド・グレイシャシールド。
プテラゲノム
プテラバイスタンプで変身するバイスの派生形態。
リバイレックスゲノムがプテラバイスタンプによってバイスのみを変身させることも可能。人型ではなく、プテラノドンを模したホバーバイクとなっている。
高密度にエネルギーを展開し、光の翼リバイスプテラウィングを形成するほか、前部から射出するフォトンを利用した光弾プテラキャノンで攻撃する。
- 当初はフェニックスが配備する軍用機を想定していたが、ライダーバイクとして普通に出すのではなく、バイスのフォームチェンジの一つとして出すこととなった。
- ベースの車両がバイスのイメージと重なる黒であったため、車体部分をそのまま使うこととなり、バイスの顔はフロント部分、尻尾をリアに付けている。プテラノドンの顔をイメージした被り物のパーツをバイスの顔部分に付け、ファイズがデザインモチーフのため、赤いラインを入れている。
- エアバイクの上半分が別に制作され、マスクは芝居のしやすさを考慮して、リバイの芝居時には後頭部にハンドルが付いたダミーヘッド、バイスの芝居時にはハンドルが無く実際に演者が被るものの2種類がある。寄りの撮影ではエンジンをバラしたバイクを神輿のように担ぎ、リバイが乗って撮影するという方法で撮影している。
- ベース車両はXTURISMO。ベース車両に架装したもので空を実際に飛行することが可能。
- ファイズのような赤いラインを移動エフェクトに走らせている。序盤以外はCGでの登場となったが、短編映画ではホバーバイクを実際に飛ばして素材撮りをしているほか、テレビシリーズではホバーバイクを合成セットで吊り上げ、合成用の素材を撮っている。

ライオンゲノム
ライオンバイスタンプで変身するバイスの派生形態。
敵を鋭い爪で引き裂き、炎を纏った格闘技で戦う。バイスは猫のポーズをふざけてとっていた。
- ボディーの差し色にマイティフォームのキーカラーである赤色を配している。

ジャッカルゲノム
ジャッカルバイスタンプで変身するバイスの派生形態。
本来は人型であったが、そのデザインを見たバイスが「ダサッ！」と批判して狩崎の機嫌を損ねたことで、スケートボードの姿に変更された。敵を高速で地上で走行して追い回す。
- 10種類すべてのリミックスをCGで登場させるには少しハードルが高く、CGに頼らず表現できる変わり種として、エグゼイドがモチーフであったことから、スケボーに変身させることとなった。
- ジャッカルゲノムを人型にデザインし、スケボーの裏にそれをアメコミ調のイラストにしたものを描いている。スケボーで飛んで裏面が見えた際に、飛び掛かったバイスが見えるようなポージングを意識し、スケボーに乗ったリバイと同時に並んだ画になるようなイメージとなっている。

コングゲノム
コングバイスタンプで変身するバイスの派生形態。
両腕の腕力が強化され、ロケットのように大型化したパンチンググローブ・コングゲノブレイサーを撃ち出して強力なパンチを繰り出す。
- これまでのリミックスとは少し異なる見え様にするため、ゴツいシルエットにしている。
- 肉襦袢のようなスーツが新たに新調され、ブーツや篭手パーツなどを着込んでいる。

カマキリゲノム
カマキリバイスタンプで変身するバイスの派生形態。
両腕に装備した鋭い鎌で攻撃し、身体能力がダンスのビートに乗ることで上がる。
ブラキオゲノム
ブラキオバイスタンプで変身するバイスの派生形態。
手足が強化されている。
- ベースはコングゲノムと共用で、別パーツになっている頭部、両腕、肩のパーツを交換することで表現している。

バリッドレックスゲノム
リバイボルケーノレックスゲノムのバーストアップによって、リバイバリッドレックスゲノムから外れた装甲がバイスに装着されて変身した形態。第37話では氷の力が強化されたバリッドレックスバイスタンプで変身したリバイバリッドレックスゲノムと伴う形で同時変身した。
冷気を操り、強力な冷気を敵に浴びせて攻撃する。
- 当初リバイが着ていた強化アーマーをバイスが次の強化で着ることで、新規でマスクが3つ必要になるが、他の造形物はかなり削減できるものとなっている。リバイバリッドレックスゲノムと同様のアーマーだが、バイス流にそれを着こなしているイメージで肩のアーマーの付き方を変えており、ティラノの被り物のマスクはメカのようになっている。
- その形状はリバイバリッドレックスゲノムと似通っているが、マスクとプロテクター部分は新規造形によるもの。マスクも従来のゲノムチェンジとは異なり、新たに一体型のものが造形された。

仮面ライダーアルティメットバイス
ギファードレックスバイスタンプ（サイドS）とリバイスドライバーで変身するバイスの対ギフ戦闘形態。
変身音声は「アルティメットアップ！ あふれ出す熱き情熱！ 仮面ライダー！ バイス！ Let's go! Come on! ギファー！ ギファードレックス！」。
T-レックスとギフの力を併せ持ち、アルティメットリバイとは対を成す負の磁力（S極）を操り、地面にギファードレックスバイスタンプを押印することで一定時間活動可能な複製体を大量に生成することも可能。バイスのみでも変身が可能だが、その場合は通常の半分以下の力しか出すことができない。
- アルティメットリバイと同様のシルエットにしたいということから、尻尾を2人とも付けるという意見もあったが、バイスの特徴として尻尾が浸透しているため、シルエットの差別化としてバイスのみに付けられた。頭部と胸部のフードの色がマゼンタのアルティメットリバイに対してブルーであり、胸部のスタンプの凹凸も異なる。レックスゲノムよりもマスクはスマートになっているが、圧縮されて入っているという解釈であるという。バイザーを外した状態の画が頭頂部の補足説明のために描かれている。
- スーツはアップ・アクション兼用の1体が制作されているほか、尻尾トロイゲルタールの軟らかいものがもう1本制作された。

テレビシリーズ以外の作品に登場する仮面ライダーバイス
ネオバッタゲノム
『ビヨンド・ジェネレーションズ』に登場。テレビシリーズ第22話にも登場。
ネオバッタバイスタンプで変身するバイスの派生形態。

コンドルゲノム
『ビヨンド・ジェネレーションズ』に登場。
コンドルバイスタンプで変身するバイスの派生形態。

カンガルーゲノム
『超バトルDVD』に登場。
カンガルーバイスタンプで変身するバイスの派生形態。
カンガルーの赤ん坊を模した姿となり、おしゃぶりを口に装備しているほか、喋る言葉も赤ちゃんのように「～でちゅ」となる。
- カンガルーの腹部の袋にぬいぐるみのバイスを入れている。

キリンゲノム
『超バトルDVD』に登場。
キリンバイスタンプで変身するバイスの派生形態。
キリンのように首が伸びる。
ニワトリゲノム
『超バトルDVD』に登場。
ニワトリバイスタンプで変身するバイスの派生形態。
卵から生まれたヒヨコのような姿になる。
フンコロガシゲノム
『超バトルDVD』に登場。
フンコロガシバイスタンプで変身するバイスの派生形態。
フンコロガシが転がすフンのような球になる。
ゴールドスピノゲノム
『超バトルDVD』に登場。
ゴールドスピノバイスタンプで変身するバイスの派生形態。別世界のバイスと同様にカメラ機能が付いた炊飯器のような姿となるため、戦闘は行わない。また、自力で移動できないことから、リバイや狩崎に運んでもらう。2号の好物であるご飯と山菜の天ぷらを作る能力を持ち、これでリバイ ゴールドスピノゲノムを強化した。
モンスターフォーム
『MOVIEバトルロワイヤル』に登場。
バイスIDコアを装着したデザイアドライバーにモンスターバックルを装填して変身するバイスの派生形態。

スペック
| 名称                             | 身長     | 体重                                | パンチ力 | キック力 | ジャンプ力 （ひと跳び） | 走力 （100 m） | 初登場                                  |
| -------------------------------- | -------- | ----------------------------------- | -------- | -------- | ----------------------- | -------------- | --------------------------------------- |
| レックスゲノム                   | 199.8 cm | - 92.2 kg - 93.2 kg[185][注釈 20]   | 8.5 t    | 29.9 t   | 29.6 m                  | 3.7秒          | - スーパーヒーロー戦記 - 第1話          |
| イーグルゲノム                   | 200.0 cm | - 84.3 kg - 85.3 kg[157][注釈 20]   | 7.2 t    | 22.3 t   | 56.1 m                  | 5.1秒          | 第2話                                   |
| マンモスゲノム                   | 197.5 cm | - 105.8 kg - 106.8 kg[158][注釈 20] | 12.9 t   | 33.3 t   | 16.9 m                  | 4.3秒          | 第3話                                   |
| ライオンゲノム                   | 198.1 cm | - 89.9 kg - 90.9 kg[160][注釈 20]   | 12.1 t   | 28.7 t   | 23.2 m                  | 3.0秒          | 第5話                                   |
| メガロドンゲノム                 | 206.5 cm | - 88.7 kg - 89.7 kg[161][注釈 20]   | 9.7 t    | 26.8 t   | 37.8 m                  | 4.7秒          | - 劇場版リバイス - 第6話                |
| コングゲノム                     | 207.3 cm | 121.5 kg                            | 20.1 t   | 17.9 t   | 20.1 m                  | 4.1秒          | 第8話                                   |
| カマキリゲノム                   | 207.6 cm | 97.2 kg                             | 14.0 t   | 15.7 t   | 22.5 m                  | 3.8秒          | 第9話                                   |
| ブラキオゲノム                   | 209.1 cm | 127.3 kg                            | 16.9 t   | 41.6 t   | 15.9 m                  | 5.4秒          | 第10話                                  |
| バリッドレックスゲノム           | 199.8 cm | 126.3 kg                            | 31.8 t   | 58.2 t   | 59.6 m                  | 2.4秒          | 第17話                                  |
| ネオバッタゲノム                 | 202.0 cm | 81.3 kg                             | 8.3 t    | 39.7 t   | 71.1 m                  | 3.9秒          | - ビヨンド・ジェネレーションズ - 第22話 |
| 仮面ライダーアルティメットバイス | 201.0 cm | 103.6 kg                            | 81.6 t   | 287.0 t  | 284.2 m                 | 0.7秒          | 第38話                                  |
| カンガルーゲノム                 | 30.7 cm  | 0.9 kg                              | 0.01 t   | 0.03 t   | 2 m                     | 21秒           | 超バトルDVD                             |
| 名称         | 全高     | 体重    | 限界高度 （ひと跳び） | 最高速度   | 初登場                   |
| ------------ | -------- | ------- | --------------------- | ---------- | ------------------------ |
| プテラゲノム | 175.1 cm | 93.6 kg | 150.0 m               | 210.0 km/h | - 劇場版リバイス - 第4話 |

必殺技
悪魔百烈恐竜拳（）
レックスゲノムの必殺技。敵に素早いダッシュで近づいて拳で連打して、アッパーで決める。
悪魔式スクリュードライバー
レックスゲノムの必殺技。敵の足をとって、地面に脳天から叩き付ける。
バイスバスター
レックスゲノムの必殺技。敵を担ぎ上げて勢いよくジャンプし、首、背骨、股に着地の衝撃でダメージを与える。
著作権侵害斬り
レックスゲノムの必殺技。敵をリバイスラッシャーで滅多斬りにする。自分に変身したカメレオン・デッドマン フェーズ3に対して使用した。
バイスの愛情パンチ
マンモスゲノムの必殺技。飛び掛かった敵にパンチを決める。
バイスの愛情キック
マンモスゲノムの必殺技。強力なキックをジャンプから放つ。
バイスギファードフィニッシュ
アルティメットバイスの必殺技。敵を両側から挟み込むようにリバイとともにキックを放つ。また、敵を呼び出した巨大なバイスタンプで押し潰す。

#### リミックス
リバイとバイスが必殺技時に組体操のようなポーズに合体し、各バイスタンプに宿された生物種の遺伝子情報の限界を超え、その生物種の野生を引き出すために再変身した形態。
- 当初は、2人でタッグを組んで戦うというものではなく、同時に2人の異なるライダーが出現して戦うイメージで考えられ、1人が接近戦、1人が遠距離攻撃専門のような感じにして2人の能力を差別化するというものであったが、悪魔ライダーの方が目立ってしまい、人間が変身した主役ライダーが目立たなくなってしまうため、孫悟空の緊箍児のように特殊なスタンプで強制的に悪魔ライダーをコントロールできるなど、主役ライダーをとにかく強い立場に置いておくというふうに考えられたが、2人統一のモチーフとなったため、2人でタッグを組んだ必殺技を発動させるというものとなった[83]。2人でやるものとして、漫才や餅つき、テニスなどの1対1のスポーツなどもあったが、その中に「組体操」というものがあり、コンビネーションによって1人ではできない形に変形するものとなった[126][36]。また、数年前のパリコレでランウェイを歩くモデルが「人」の服を着ているというものがあり、それも発想のヒントになったという[126]。メインターゲットの3歳から6歳くらいの子どもはほとんどレジェンドライダーを知らないが、ファンのためにレジェンドライダーという要素を入れるため、子供たちにとってはシンプルな動物モチーフに見えるが、ファンにとってはレジェンドモチーフに見える、という二重構造となった[83][36]。例外を除いて、レジェンドライダーのモチーフとは関係性のない動物を組み合わせることとなった[83][36]。
- 動物のレリーフがスタンプに入っているため、その姿になるというものになったが、2人のキャラが組み合ってもその姿にはなかなか見えなかったため、パーツを足すということとなり、ヒーロー単体のデザインに必要なパーツを落としこんだ形になったが、主人公ライダーはスマートなシルエットにしたかったことから、悪魔側にその姿のパーツの要素を持っていったという[126][36]。
- アクション監督の渡辺は、あえてその形になるのではなく、その形にたまたまなったら合体したような感じにしたかったという[28]。また、ほとんどがCGで合体した形を作っているが、そこに至るまでの動作などは最初の部分をスーツアクターにやってもらい、人が実際にその体勢を取れるかを考えてやり、スーツのフィッティングの際に、組体操ができるかもチェックしていたという[20]。

リバイスレックス
第2話から登場。レックスバイスタンプでリバイとバイスが組体操のサボテンでT-レックスを模した姿にリミックスした形態。頭部はリバイ、それ以外はバイスが担当している。
変身音声は「必殺！ 繰り出す！ マックス！ レックス！」。
敵の体を鋭い牙で噛み砕く。
- リバイがティラノサウルスの顔を担当しており、下アゴを両腕で再現しているが、上アゴ用パーツがぐるっと背中に回って背負っている形のため、正面から見るとティラノサウルス用のパーツはゼロとなっている。2人で組んで合体しているということが伝わりやすくするために可動範囲は人体のそれを逸脱しないようにしたという。バイスの両肩に付いた半円状のパーツはティラノサウルスの太ももに見立てたパーツで、バイスの足がティラノサウルスの脚になっているが、バイスの足の長さのみではティラノサウルスの脚としては短すぎるため、肩パーツを太ももに見立ててバイスの肩からつま先までをティラノサウルスの脚に見えるようにしている。

リバイスイーグル
第2話から登場。イーグルバイスタンプでリバイとバイスが肩車でリミックスした形態。
変身音声は「必殺！ ミラクル！ グルグル！ イーグル！」。
リバイスイーグルクローを足に装備し、敵を上空から捕捉するため、大幅に視力が強化されている。
- バイスのマントとリバイのローブが合わさって大きな面積の羽になるように構成し、ヒーローデザインにそれを落とし込んでいる。

リバイスマンモス
第3話から登場。マンモスバイスタンプでリバイとバイスが向かい合わせにスクラムを組んでリミックスした形態。
変身音声は「必殺！ 倒す！ ドスドス！ マンモス！」。
強力な超硬質のキバを持つほか、空中にデンジャーレールを展開して、これに乗りながら敵に突進し、強靭なマンモスの体を活かした体当たりを仕掛ける。
- マンモスの顔と鼻がバイスの背中になるような構成となっている。マンモスの脇腹にボリュームを出すためにシールドをバイスの両腕に付けている。戦い方を変えるため、リバイの背中にはブーメランがあり、リミックス時にはそれがマンモスの牙になる仕掛けになっている。

リバイスプテラ
第4話から登場。プテラバイスタンプでリバイとバイスがリミックスした形態。
変身音声は「必殺！ 撃ってな！ 見てな！ プテラ！」。
バイスがリバイを乗せて攻撃する。通常のリミックスのように混ざり合うような形状変化はないが、両者の全身にリバイスドライバーから放出されるゲノムパワーが充填される。
- 変身後のスーツの状態でもレクチャーを受ければ自由に飛び回れるが、安全性の問題から合成を使った描写が主になったという。

リバイスライオン
第5話から登場。ライオンバイスタンプでリバイとバイスがリミックスした形態。バイスにリバイがプロレス技をかけているようなイメージで変形する。初めて変身した際にはバイスが前になり、招き猫のような姿になった。
変身音声は「必殺！ チャンピオン！ 爆音！ ライオン！」。
超硬質の牙リバイスライオンファングを口に備え、敵を衝撃波や超高速で襲う。
- 他のリミックスとの差別化を優先してCG頼りの変形となった。ライオンはいろんなシリーズにも出るモチーフであるため、ひと味違うものとして毛づくろいをするなど猫を研究したという。

リバイスジャッカル
第7話から登場。ジャッカルバイスタンプでリバイとバイスがリミックスした形態。
変身音声は「必殺！ 軽々！ 乗っかる！ ジャッカル！」。
リバイがバイスに乗っかって攻撃する。リバイの背中に装備されたエアスラスター・EX-マイティムーバーでエア噴射を行って姿勢制御を行い、ジャッカルの走力と瞬発力が備わったタイヤ型のリバイスジャッカルレッグであらゆる地形を走破可能。

リバイスコング
第8話から登場。コングバイスタンプでリバイとバイスがリミックスした形態。リバイが四つん這いになったバイスの尻尾にしがみつき、その背中が顔になっている。
変身音声は「必殺！ キング！ パンチング！ コング！」。
前足リバイスコングレッグは宇宙の果てまで敵を弾き飛ばす破壊力を秘め、胸のリバイスコングブレストを叩くことで、さらに腕力を強化することも可能。

リバイスカマキリ
第8話から登場。カマキリバイスタンプでリバイとバイスがリミックスした形態。リバイの肩に腕立て状態のバイスの脚を乗せた状態となり、2つに分割した弓を持って鎌に見立てている。
変身音声は「必殺！ コマ斬り！ ブッチギリ！ カマキリ！」。
敵を前足・超硬質ブレードを備えたカマとなっているリバイスカマキリフォアレッグで切るほか、後部のリバイスカマキリウィングによって短距離飛行が可能。

リバイスブラキオ
第11話から登場。ブラキオバイスタンプでリバイとバイスがリミックスした形態。リバイが四つん這いのバイスの上に立った状態で変形した。
変身音声は「必殺！ 発動！ 激闘！ ブラキオー！」。
頭突きで敵を攻撃する。全身を発生させた力場・パワーフィールドによって超重量化することが可能で、敵をその体重を生かして踏み潰す。
- リバイを長い首に見立てるために胸からつま先までジオウの時計バンド状のパーツを垂らしている。

リバイスメガロドン
第15話から登場。メガロドンバイスタンプでリバイとバイスがリミックスした形態。リバイが逆立ちしたバイスを受け止め、下にそのまま向かって潜る倒立のように合体する。
変身音声は「必殺！ 何トン？ メガトン！ メガロドン！」。
敵を突進で倒す。水中や空中を自在に泳ぎ回るほか、あらゆる敵を鋭いキバ・リバイスメガロドンバイトで噛み砕く。
- バイスの腕とリバイの両足でサメの顔になるようにデザインされている。

テレビシリーズ以外の作品に登場するリミックス
リバイスネオバッタ
『ビヨンド・ジェネレーションズ』に登場。
ネオバッタバイスタンプでリバイとバイスがリミックスした形態。

リバイスコンドル
『ビヨンド・ジェネレーションズ』に登場。
コンドルバイスタンプでリバイとバイスがリミックスした形態。

#### 仮面ライダージャックリバイス
第22話から登場。五十嵐一輝とバイスがローリングバイスタンプとリバイスドライバーで変身する特殊形態。キーカラーは黒。
変身音声は「バイスアップ！ ガッツリ！ ノットリ！ クロヌリ！ 仮面ライダーリバイス！ バイス！ バイス！ バイス！」。
バイスが一輝の体に同居したまま、バイスが体の主導権を持った変身であり、初変身はリバイが使用して変身したが、変身解除後は一輝と入れ替わったバイスの意思で変身したほか、ローリングバイスタンプにレックスバイスタンプを媒介にして一輝を収め、バイスに一輝を上塗りすることで、一輝に体の主導権を戻し、一輝とバイスが一輝の身体を共有した後もこの姿で戦った。バイスが体の主導権を持って変身していた際はプロレス技など荒々しい戦法で戦っていた。
餓死の危機に陥った一輝に体の主導権を戻し、2人の意識が混在した状態となったが、悪魔の力がギフ復活の影響で増大し、この姿で暴走してしまった。
- 闇落ちした主人公が何かを乗り越えて強化、という展開がワンパターンに感じていたため、何か異なるやり方として「乗っ取りフォーム」ということとなった[174]。ジャックリバイス登場の22話からリバイスになるまでを7エピソードに渡って丁寧に描いたが、ベイルの復活やホーリーライブの登場もあったため、それらが長引いた理由であるという[174]。
- デザイン時には「乗っ取りフォーム」という仮称で、リバイスと同時にデザインされた[174]。デザインは従来のリバイやバイスとは違う禍々しいものにして、明らかに狩崎の美的感覚とは異なるものとなった[174]。全身はリバイがバイスのインクにまみれて真っ黒になった姿を表現している[174][36]。マスクはリバイがバイスカラーとなって、バイスカラーの突起が片側から覆いかぶさってきている[174][36]。複眼はバイスと同様に水色だが、左目はバイス、右目はリバイの複眼パターンにしている[出典 90]。ボディには左側からマスクと同様の突起をつけている[174][36]。ディテールが真っ黒になって見えなくなるのを避けるために、黒も元のリバイのように色分けをして情報量を少し増やしている[174][36]。元のリバイのコーラルピンク部分をガンメタ、パープル部分をグロスブラック、ターコイズ部分をマットブラックにしているなど、黒系色を3種類使っており、右胸のグラフィックは差し色としてターコイズにしている[出典 90]。
- マスクはアップ・アクション兼用のものが1個制作された[196][198]。右側の複眼などにリバイの要素が残っているが、バイスにリバイが乗っ取っられたような形状となっている[196][198]。スーツはアップ・アクション兼用のものが1着制作され、縄田がジャックリバイスを演じる際にはリバイスのベーススーツを着用している[196][198]。
- 変身では、オープニングに入っている一輝とバイスが地面を境にして上下に立っているカットを使っている[140]。

ツール
ローリングバイスタンプ
狩崎真澄が開発したジャックリバイスの変身に使用するローラー型の特殊なバイスタンプ。リバイスでも使用される。
手にはめることで攻防一体の武器としても使用可能で、属性のアイコンを描くことで仲間の技を強化するほか、敵の攻撃を塗り潰すように無効化することも可能。
フェニックス隊員を装ったウィークエンド構成員によってバイスのコンディションを維持するスタンプとして送られたが、一輝の肉体に力を極大化させたバイスを還元させるため、変身すると一輝の体の主導権をバイスが奪ってしまう。
- 変わった形のバイスタンプを展開することは当初から考えられており、ロケット鉛筆のようにどんどんスタンプ面を変えていく案などもあったが、その中にペイントローラー型のコロコロスタンプがあったが、リバイスドライバーでは色々な絵柄が転がすと転写される機能が再現できないため、コロコロスタンプの機能の再現ではなく、その形状からナックル武器として見立てることとなった。ドラマを引っ掻き回すために、これまでのようにフェニックスから支給されるのではなく、乗っ取りフォームであったことから真澄が開発したことになった。
- 水色のマーブルがバイスカラーの黒に混ざった成型色が基になっており、発光部分は、液体状のバイスが宿っているイメージで、バイスの目がスプラッシュ模様の間から光る雰囲気にしている。
- アップ用プロップは、ローラー部分が可動する。
- 玩具では、スタンプ面を再現するのではなく、サウンドでコロコロ転がして塗りたくるイメージを表現し、ローラーを動かす操作は大きな動きになるため、体にこれを使って何かを塗りたくって遊ぶようなイメージとなっている。

必殺技
ローリングスタンピングフィニッシュ
足元から黒いインクのようなエネルギーを放出しながら飛び蹴りを放つ。
ローリングスタンピングストライク
ローリングバイスタンプをガンモードのオーインバスター50に押印して発動。
ローリングライダーパンチ
手にローリングバイスタンプをはめてパンチを繰り出す。

#### 仮面ライダーリバイス
五十嵐一輝とバイスがサンダーゲイルバイスタンプとリバイスドライバーで変身する仮面ライダー。キーカラーはコーラルピンク、ターコイズ、パープル、蛍光イエロー。
変身音声は「一心同体！ 居心地どうだい？ 超ヤバい！ 轟雷と嵐でニュースタイル！ 仮面ライダーリバイス！」。
一輝とバイスが一心同体となったことでバイスが分離せずにリミックス形態に近い状態で一体化した姿で、初変身した際にはジャックリバイスから変身し、その身体を割って誕生した。2人の力を併せ持つため、高い戦闘力を持ち、その名の通り、轟雷と竜巻を操り、リバイスラッシャーやローリングバイスタンプなどの武器にその力を付加することも可能。
- コンセプトは「リバイの色が黒いジャックリバイスに現れて二人が共存したフォームになる」というもので、何によってリバイの要素が現れるのかということで、仮面ライダーであることから1号の変身ベルトへのオマージュで「風車」となり、強風でジャックリバイスの全身に塗りたくった黒インクを吹き飛ばすことでリバイの人格が隙間から現れるものとなった[174][36]。一輝とバイスは2人ではあるが結局は一人であり、どちらも同じ自分であることから2人が一心同体であることを示した姿で、最強フォームには2人が合体してなるという思い込みを裏切るという面もあり、融合フォームはこのタイミングでの投入となった[174]。
- リバイとバイスの人格が共存した姿としてデザインされ、リバイとバイスの二面性を表したアシンメトリーなシルエットであったジャックリバイスに対して、2人が融合していることからバランスのとれたシンメトリーとなっている[出典 93]。当初は黒の隙間に見えるリバイはコーラルピンク単色であったが、風だけではなく雷を足していることから、派手さを出すために雷をイメージした蛍光イエローやターコイズを足してサイケな感じを取り入れている[出典 94]。バイスの複眼をリバイの複眼の上に置くことで触覚に見立てている[174][36]。牙はサイケな派手さを入れるためにコーラルピンクとなっている[174][36]。企画初期では、心臓が相棒になっているなどの説明もあり、リバイレックスゲノム以降は胸部にハートマークを形状として入れていたが、今回はくっきり見えるように縁取りされたハートマークを胸部にあしらっている[174]。
- マスクはアップ・アクション兼用のものが1個制作され、トゲトゲのディテールに加えて、リバイとバイスが融合合体したという設定であるため、マットブラック、ガンメタ、蛍光イエロー、メタリックピンクにメタリックブルーを差し色で入れており、青い角ハイアンゲイラーと眼リバイスアイに設けられた複眼の形状はリバイとバイスそれぞれのディテールとなっている[200][201]。触覚パーツはバイスの複眼パターンを入れてクリアで成形している[174]。プロテクター類はアップ・アクション兼用のものが制作され、ブーツとベーススーツはジャックリバイスと同一のデザインとなっている[200][201]。
- 1号をオマージュした変身ポーズは撮影現場でのアイディアであるという[174]。

テレビシリーズ以外の作品に登場する仮面ライダーリバイス
仮面ライダーリバイス・真
ファイナルステージに登場。
トゥルーレックスバイスタンプで変身するリバイス。
変身音声は「オーケー！ 承認！ レックス！ ローリング！ 仮面ライダーリバイ！ バイス！ リバイス・真！」。
バイスの力がその体に融合しているため、無敵の力を発揮する。敵の攻撃を手から発するエネルギーで跳ね返す。
- サンダーゲイルで変身したリバイスになった際、もっとリバイスっぽい色にすればよかったと思ったため、リバイスをリバイとバイスが共存させたような色に色替えしている。リバイとバイスの胸に入っていたレックスのマークは、リバイは凸ディテール、バイスはグラフィック処理にしていたが、それが一人に入っているイメージで向かい合ったティラノを両胸にあしらっている。

スペック
| 名称                     | 身長     | 体重    | パンチ力 | キック力 | ジャンプ力 （ひと跳び） | 走力 （100 m） | 初登場             |
| ------------------------ | -------- | ------- | -------- | -------- | ----------------------- | -------------- | ------------------ |
| 仮面ライダーリバイス     | 204.3 cm | 98.9 kg | 69.8 t   | 136.3 t  | 88.4 m                  | 1.2秒          | 第27話             |
| 仮面ライダーリバイス・真 | 204.3 cm | 98.9 kg | 150.0 t  | 280.5 t  | 202.1 m                 | 0.5秒          | ファイナルステージ |

ツール
サンダーゲイルバイスタンプ
リバイスへの変身に使用するバイスタンプ。ジョージ・狩崎がクロウバイスタンプと共に開発した。
上部のアクティベートプッシュを押して起動させると中央のドラドタイフーンが回転し、リバイスドライバーのオーインジェクターに押印して「Come on! サンダーゲイル GO!」の待機音と共にバイスタンプゴースロットに装填してサンダーゲイルバイスタンプを倒すことで、T-レックスの遺伝子情報に嵐と豪雷の力で凄まじい力を与え、融合変身する。
- ティラノサウルスがファンを口に銜えているようなイメージで、レリーフではなく造形物のティラノが横ではなく真正面を向いている。これまでのアイテムの差別化から、雷属性が加わったヒーローであることから、差し色としてクリアイエローを使っている。
- アップ用プロップにはファンの回転ギミックが内蔵されている。

必殺技
爆爆リバイストライク
敵を強力なパンチで上空に飛ばし、電撃を纏った飛び蹴りで止めを刺す。
- 放電エフェクトは『仮面ライダーストロンガー』のストロンガー電キックの令和版というイメージで作ったという。

必殺爆風爆雷スタンピングフィニッシュ
素早くリバイスラッシャーとローリングバイスタンプで連続攻撃を仕掛ける。
ライトニングトルネード
サンダーゲイルバイスタンプにマンモスバイスタンプを読み込ませて発動する技。
ローリングライダーパンチ
手にローリングバイスタンプを付けてパンチを放つ。
ローリングリバイバイスラッシュ
ローリングバイスタンプをリバイスラッシャーに押印して発動。
ペインティングフィニッシュ
ローリングバイスタンプで描いた絵を実体化させて攻撃を仕掛ける。
ファイナルリバイスフィニッシュ
リバイス・真の必殺技。

### 仮面ライダーライブ
五十嵐大二がツーサイドライバーで変身する仮面ライダー。
決め台詞は「大事に決めようか！」。
- エビルと同時にデザインされ、それぞれ異なるジャンルの服装のイメージを取り入れることで差別化しており、ライブはチャンパオ風のデザインとなっている[出典 95]。デザインテーマは「開」で、横に広がるようなイメージとなっている[出典 95]。
- 変身ポーズは、ベルトのギミック的に左手でバイスタンプを持つことから、一輝の五十嵐ポーズとは反転させたものとなっており、途中まではカゲロウのものと同じだが、そこから五十嵐ポーズをするものとなった[51]。
- アクションはエビルとの差別化から、基本、銃のみを使い分け、華麗に舞うイメージとなっている[28]。ライブのスーツアクターを務める中田は、日向とともに漫画『親愛なる僕へ殺意をこめて』をイメージしたといい、しっかりとしたライブに対して、エビルは内側の部分を開放しながらアクションすることで、メリハリを出したという[204]。

形態
バットゲノム
バットバイスタンプで変身するライブの基本形態。
変身音声は「Precious! Trust us! Justis! バット！ 仮面ライダーライブ！」。
ツーサイドライバーから分離させたライブガンによる銃撃戦が得意。近接戦闘では銃を手に持っていることから、主にキックで戦う。腰のライブバットローブは展開して飛行することも可能。高い吸着力を持つ足のライブバットブーツによって、天井に蝙蝠のようにぶら下がることも可能。
- マスクは羽根を広げて飛翔するコウモリがモチーフで、複眼になっているエビルとの差別化からバイザー風となっている。黄色い部分は、金色ではなく、パールホワイトをソリッドの黄色の上に吹いて淡い色合いにしている。善というイメージを分かりやすく出すために白をイメージカラーとしており、グリーンを共通の差し色としている。
- エビルと共有のベーススーツに肩や胸などのプロテクターを換装し、腕足のファスナー状パーツを取り外し、腰部の帯を装着している。マスク素体の後頭部と顎はエビルと共用で、顔の前面パーツのみを取り替えている。

ジャッカルゲノム
ジャッカルバイスタンプで変身するライブの派生形態。
変身音声は「Over drive! Power dive! 仮面ライダーライブ！ ジャッカル！」。
索敵能力と俊敏性が強化され、各部に設けられたスラスターからのエアー噴射によって超スピードで疾走しながら姿勢制御を行い、敵をライブガンで正確に撃破する。攻撃力はバットゲノムに較べて劣っているが、格段にスピードがアップしている。
- エグゼイドをモチーフに胸とマスクを変更し、エグゼイドを意識してマスクもゴーグル風にしている。
- エビルと共用のゲノムチェンジに応じた眼パーツをライブのマスクの目の部分がくり抜かれたところに換装することで表現している。肩章状のディテールを持つ肩パーツとプロテクターを換装している。スピード感を表現するために風でなびくようなパーツを肩に付けている。

仮面ライダーホーリーライブ
ホーリーウイングバイスタンプで変身するライブの強化形態。キーカラーはメタリックグリーンとメタリックホワイト。
変身音声は「ウイングアップ！ ホーリーアップ！ WIND! WING! WINNING! ホーリー！ ホーリー！ ホーリー！ ホーリー！ ホーリーライブ！」。
カゲロウが消えたことからプラスエネルギーのみが増幅され、崇高な精神力を凄まじい破壊力に変換することで大幅に戦闘力が上がり、ホーリーウイングバイスタンプの力でライブガンが強化され、背面から展開させた翼・イノセンスウイングによるマッハ4での高速飛行が可能となるほか、防御にも用いられる。
- 人の邪念のようなものである悪魔が、体内から消滅すると当の本人はお人好しな性格になったり、抜け殻になったりするものであり、ものすごく極端に善人になってしまい、デッドマンを生み出した人間の悪魔が消去されるとフェニックスの施設に入れられた「その後」の描写が具体的にされなかったのは、そういったことをカゲロウが抜けた後の大二の言動で説明する予定になっており、カゲロウを排除したことで正義が暴走し出したのが、当初イメージしていたホーリーライブであったという。
- モチーフは山伏装束。コンセプトはアレンジしたコウモリや白鳥といった案もあったが、白いカラスというコンセプトとなった。ライブの強化形態として、エビルの要素である悪のみが消えて善の部分が強化された姿ということとなった。胸の装飾、太ももや袖の形状は、烏天狗の和装をイメージした形状で、靴は抽象化した下駄をデザインしている。カラーは、酸化して青白くなった青銅製の烏天狗の像をイメージしている。ライブやエビルに元々使われていた差し色の緑にもイメージが近く、それが浄化することで淡い色となっている。
- マスクはアップ・アクション兼用のものが1個制作され、目パーツのみ別途でアクション用が制作され、換装して使用される。スーツはアップ・アクション兼用のものが1着制作された。

仮面ライダーエビリティライブ
パーフェクトウイングバイスタンプで変身するライブの最強形態。
変身音声は「Fry High! パーフェクトアップ！ 仮面ライダーエビリティライブ！ アイムパーフェクト！」。
大二とカゲロウの力が融合しており、黒い部分が体にあり、内蔵されたエビリティライブシステムによって、適宜プラスとマイナスの両方のエネルギーがコントロールされ、膨大な正と邪の力で活躍する。エビルブレードとライブガンの両方を使うほか、背中の鋭利な刃となっている翼パーフェクトウイングでマッハ4.2の速さで自在に空を飛行するほか、翼で敵を切り裂く。また、セレニティーマントから放つエネルギーでギフセクトを一掃した。
- 当初はホーリーライブがゴールという構想であったが、真っ白になった大二は完成形ではなくむしろ欠陥品であったため、当初の予定を越えた完成形としての強化となった。当初は「ライブエビル」という名前にする予定であったが、主題歌「liveDevil」のタイトルと重複し、一輝ではなく大二には合わないという判断から取り下げとなった。
- デザイン時の仮称は「ホーリーライブ2」で、エビル要素が足されたホーリーライブというオーダーであった。
- ホーリーライブに戻せることが可能な軽い改造ということで、エビル要素の黒をカッティングシートで足している。アンダースーツは基本のものを使用したり、マントを付けるなどライブやホーリーライブとは異なるシルエットになるようにアレンジしている。篭手パーツのみ、エビルやライブのものは各フォームで使用する際に塗装で色を変えることが出来なかったため、『仮面ライダージオウ』のカッシーンから移植して色を塗装で馴染ませている。羽根パーツは取り外し可能で、取り外した状態で撮影&合成することで開いた羽根を表現している。
- 変身時にはカゲロウ（エビル）の片翼が大二（ライブ）の片翼に合わさって完全になるようにしている。

テレビシリーズ以外の作品に登場する仮面ライダーライブ
仮面ライダーライブマーベラス
『リバイスForward 仮面ライダーライブ&エビル&デモンズ』に登場。
メガバットバイスタンプで変身するライブの派生形態。

スペック
| 名称                         | 身長     | 体重     | パンチ力 | キック力 | ジャンプ力 （ひと跳び） | 走力 （100 m） | 初登場 |
| ---------------------------- | -------- | -------- | -------- | -------- | ----------------------- | -------------- | ------ |
| バットゲノム                 | 195.7 cm | 110.2 kg | 20.5 t   | 48.6 t   | 42.8 m                  | 3.3秒          | 第10話 |
| ジャッカルゲノム             | 196.1 cm | 110.9 kg | 22.9 t   | 50.3 t   | 47.4 m                  | 2.9秒          | 第16話 |
| 仮面ライダーホーリーライブ   | 197.9 cm | 108.5 kg | 66.2 t   | 121.3 t  | 97.5 m                  | 1.3秒          | 第26話 |
| 仮面ライダーエビリティライブ | 197.9 cm | 110.0 kg | 77.3 t   | 141.6 t  | 154.4 m                 | 1.0秒          | 第44話 |

ツール
ライブガン
仮面ライダーライブが使用する銃。変身時にツーサイドライバーのレバー部リバーサルセレクターを上向きにして引き抜くことで銃に変化し、戦闘ではエネルギー光弾を発射する武器として使用する。
第21話ではヒロミが、第44話ではカゲロウが生身で使用した。
- ベルトとは別途に銃としてのプロップが制作された。
- 銃の羽部分がカッターとして使用できることから、後半ではそれを意識して使うようにしている。

ホーリーウイングバイスタンプ
ホーリーライブへの変身に使用するバイスタンプ。クロウバイスタンプがカゲロウが消滅したことで大二の正義の心に反応して変化した。
- 白いカラスがモチーフで、ツーサイドライバーに装填して展開することで、逆手のダガーが銃に足される構成となっている。コンセプトは、銃による遠距離攻撃に加えて近接戦闘が可能となる武器に強化する、というものである。

パーフェクトウイングバイスタンプ
エビリティライブへの変身に使用するバイスタンプ。ホーリーウイングバイスタンプが大二の涙によって変化した。
- 元々は白黒のホーリーウイングバイスタンプから黒の要素が排除されて白くなったホーリーウイングバイスタンプになるという演出をするために、白黒にした状態のものがデザインされたが、後にこれが強化アイテムとして再登場するものとなった。エビルの黒い要素をホーリーウイングバイスタンプに足しただけのシンプルなデザインとなっている。

必殺技
ジャスティスフィニッシュ
バットジャスティスフィニッシュ
バットゲノム時の必殺技。足に蝙蝠型のエネルギーを纏ってキックを放つ。また、音波状の光弾をライブガンから発射する。
ジャッカルジャスティスフィニッシュ
ジャッカルゲノムの必殺技。ライブガンを眼にも止まらぬスピードで移動して連射する。
ホーリージャスティスフィニッシュ
ホーリーライブ時の必殺技。イノセンスウイングを広げてキックを放つ。
ウイニングジャスティスフィナーレ
ホーリーライブ時の必殺技。敵にイノセンスウイングを展開しながら突進して飛び蹴りを放つ。また、強力なビームを発射する。
エビリティパーフェクトフィニッシュ
エビリティライブ時の必殺技。エビルの幻影とともにエビルブレードで敵を斬る。
エビリティパーフェクトフィナーレ
エビリティライブ時の必殺技。パーフェクトウイングで飛行しながらキックを放つほか、ライブガンから強力なビームを放つ。

### 仮面ライダーエビル
カゲロウがツーサイドライバーで変身する仮面ライダー。
- ライブと同時にデザインされ、それぞれ異なるジャンルの服装のイメージを取り入れることで差別化しており、エビルはパンク風のデザインとなっている[48][130]。「閉」がデザインテーマで、縦に引き締められたようなイメージで、ファスナーも閉じた状態となっている[48][130]。
- 変身ポーズはカゲロウのイメージに合わせて、シンプルであまり動かない感じで、少し手の動きに1ポーズ加えた自然なものとなった[50][51]。
- アクションは悪魔ということから、右腕のブレードで首を捕まえて斬ったり、突き刺すといった残虐ファイトを主とする感じにしたという[28]。エビルのスーツアクターを務めた中田は、ライブが特殊部隊のガンアクションをメインにしていたため、少し制限があったが、思いっきり自分がやりたいアクションをやっており、自分の内側にあるものをすべて出すようなイメージで、相手を変に気遣って動くというより、自分主体で思いきり振っていく感じであったという[204]。

形態
バットゲノム
バットバイスタンプで変身するエビルの基本形態。
変身音声は「Madness! Hopeless! Darkness! バット！ 仮面ライダーエビル！」。
ツーサイドライバーから分離させたエビルブレードを用いた激しい攻撃で敵を圧倒する。また、敵に音もなく忍び寄るなど、隠密行動を得意とするほか、胸にバットバイスタンプを押印して蝙蝠の力を高めることで、超音波を胸から放つ。
- マスクは翼を畳んで逆さまに佇むコウモリがモチーフで、コウモリの目が口元にある。悪くてやんちゃな印象を表現するために、目にスタンプを押す際に必要なインクが飛び散るようなスプラッシュな模様を模している。インクの飛沫のような眼は片目のみが見開かれた、漫符のような表現でパースが剣を構えた際に左目側が大きい。悪というイメージを分かりやすく出すために黒をイメージカラーとしており、グリーンを共通の差し色としている。
- マスク素体はライブと共用で、顔の前面パーツのみを取り替えている。目はクリア素材の複眼ではなく、スプラッシュ模様はペイントのみで表現されている。第26話のパンチで凹んだマスクは、マスクを纏っているわけではないため、マスクが割れることが実現できず、実際にマスクを凹ませて加工したもので、後にエビルが登場した際にその部分のみが新造された。

ジャッカルゲノム
ジャッカルバイスタンプで変身するエビルの派生形態。
変身音声は「Feel! a Thrill! Spiral! 仮面ライダーエビル！ ジャッカル！」。
索敵能力と俊敏性を持ち、超スピードによって敵をエビルブレードで切り裂く戦法を得意とする。
- エグゼイドをモチーフに胸とマスクを変更し、エグゼイドを意識してマスクもゴーグル風にしている。
- ライブと同様にライブと共用の各フォームのマスクと、胸のマーク部分のパーツを換装する方式となっており、アクション時にブレないようにベルクロをかなりタイトに裏面に回し込んで固定している。顔の前面パーツは色を塗り替えることで対応している。エビルの眼パーツはアップ・アクション兼用のためパンチングメタル仕様となっている。胸パーツは塗装で左胸のマークのみを変えている。

テレビシリーズ以外の作品に登場する仮面ライダーエビル
仮面ライダーエビルマーベラス
『リバイスForward』に登場。
大二のライブマーベラスへの変身に伴って変身するエビルの派生形態。

スペック
| 名称             | 身長     | 体重     | パンチ力 | キック力 | ジャンプ力 （ひと跳び） | 走力 （100 m） | 初登場 |
| ---------------- | -------- | -------- | -------- | -------- | ----------------------- | -------------- | ------ |
| バットゲノム     | 207.0 cm | 106.8 kg | 15.8 t   | 37.5 t   | 45.1 m                  | 3.1秒          | 第5話  |
| ジャッカルゲノム | 197.6 cm | 108.4 kg | 18.2 t   | 39.2 t   | 49.7 m                  | 2.7秒          | 第8話  |

ツール
エビルブレード
仮面ライダーエビルが使用するダガー。下向きにリバーサルセレクターをした状態でツーサイドライバーから引き抜く際に刀身が展開し、戦闘では武器として使用する。また、コングバイスタンプによって斬撃を強化することも可能。
- ライブガンと併用しているアップ用モデルを展開後にピンで固定している。

必殺技
ダークネスフィニッシュ
バットゲノムの必殺技。低く体を構えてから敵に猛ダッシュし、エビルブレードの斬撃をみまう。

### 仮面ライダージャンヌ
五十嵐さくらがリベラドライバーで変身する仮面ライダー。
決め台詞は「サクッと倒すよ！」。
- 弱い相棒を守りながら戦うということは危険極まりないため、弱かった自分=ラブコフを武器へと変えて戦う戦闘スタイルとなった[8][36]。また、さくらのガツガツ行く性格を意識した一方で、さくら自身が戦うシーンもあるため、いかにも空手空手した動きにはならず、髪の毛を使ったり、扇子や鎌を使うなど自由な感じでやったが、基本的な構えは空手であり、正拳突きが最後のキメであったり、蹴りや回し蹴りなどのコンビネーションなど、空手を要所要所で出している[28]。アクション監督の渡辺は、最初にバズーカは決まっており、望月から他にどんな武器がいいのかと聞かれたため、アクションに向いている新体操のものとして、新体操のフラフープ、リボン、ボール、カンフーのトンファーや扇などを提案したという[184]。
- 戦闘時の掛け声は兄たちと区別を付けるために、空手の「はあ！」という掛け声にしている[57]。

形態
コブラゲノム
コブラバイスタンプで変身するジャンヌの基本形態。
変身音声は「Ah Going my way! 仮面ライダー！ 蛇！ 蛇！ 蛇！ ジャンヌ！」。
コブラの能力が宿った強化スーツ・グローバルゲノスーツで体を包み、コブラの柔軟性が高いポテンシャルを持つさくらの体に合わさることで、驚異的な身体能力を発揮する。空手の有段者であるさくらが得意な拳法を活かして戦うほか、ラブコフをゲノムウェポンに変化させるリバディアップを駆使した武器戦を得意とする。また、鞭のように頭のコブラルテールを使い、敵を締め上げることも可能。
- コブラモチーフでは凶悪さや禍々しさを強調するのが常だが、味方側のためモチーフが持つしなやかさを強調している。高校生が変身者のため、SNSのインフルエンサーなどのファッション要素も取り入れている。意図的なシワを脚部にルーズなロングブーツに見立てたり、脇腹から肩にかけてのラインを繋げてオフショルダーに見立てるなど、爬虫類の脱皮のようなイメージを重ねている。ガンメタの素体が黒いスーツを全身に着て、青いジャケットとブーツを剃尾の上に付けているイメージとなっている。首元は胸のデザインが首にそのまま繋がっているようにしたり、前腕は手首を広がった袖で隠すなど、普段はやらない構造となっている。広い袖口であると二の腕が細く見えるため、実験的なデザインを全体的に取り入れている。肩からつま先に伸びた黄色いラインは、体表面を2匹のコブラがらせん状に這っている姿をイメージしている。マスクには丸々一匹コブラをレイアウトして、尻尾をポニーテールに見立てている。戦闘中に動くとアクティブに見えるという狙いで、ポニーテールを後ろにそのまま流すと正面からは見えにくいため、上に一旦上げてからそこから垂らしている。顔は背中の模様が2つの丸が弧で繋がって笑顔に見えるインドコブラの模様となっているが、本来の模様は弧の部分が笑顔の口のように見えるが、コブラのレイアウト的に上下逆になるため、複眼の上が弧で繋がったデザインとなっており、コブラ自体の目はスリットとして口元に入れている。デザイン段階では「さくら」という名前が既に決まっていたため、耳の青い部分は桜の花びらをイメージしてデザインしている。カラーリングは、カッコ良さをかわいさよりも重視して青とオレンジの組み合わせとなった。
- マスクはアップ・アクション兼用の1個が制作され、撮影に応じて眼パーツを換装して対応する。フェイス前面にコブラの頭部を配置し、蛇の尾をポニーテールに見立てている。眼はインドコブラの頸部にある紋様となっている。スーツはビニルレザーを多用することでドレープを表現している。コブラの鱗を想起させるドット柄が胸プロテクターの全体に敷かれている。アクション時の可動域を考慮して肩の黄色いラインは面ファスナーによって取り外しが可能。

仮面ライダーインビンシブルジャンヌ
キングコブラバイスタンプで変身するジャンヌの最強形態。
変身音声は「ハイパーリベラルアップ！ We are! We are! 仮面ライダー！ インビンシブル！ 蛇！ 蛇！ 蛇！ 蛇！ 蛇！ 蛇！ ジャンヌ！ ハァー！ ハーッ！」。
脱皮して成長したラブコフがアーマー・ラブコフデコアイギス'となり、ラブコフの意思によって形成した絶対無敵領域インビンシブルテリトリーによって死角のない攻撃を背面から伸びる伸縮自在の刃メドゥーサフリンジによって行うほか、剣のように使うことも可能。
- 裏モチーフはヤマタノオロチ。マスクはコブラを向かい合わせに二匹追加し、もみ上げから伸びる後れ毛のイメージで表現している。コブラとコブラの間の黒い眉間の部分はハート型にしている。肩と胸には5匹のコブラの顔を描いていて、背中の5本の剣に繋がるようにデザインしており、全身にマスクの3匹と合わせて計8匹のコブラを入れている。ジャンヌのアーマーにラブコフがなった、というコンセプトで、部分的な変化でも印象が変わるようにマントのようなシルエットにしており、ラブコフがアーマーになっても武器としての役割を残すために、蛇の尻尾に見立てたケーブル状のマントの先端を剣として使うようなデザインとなっている。
- マスクは追加パーツによって表現している。肩と胸アーマーは『仮面ライダーエグゼイド』の仮面ライダーポッピーのものの色替えで、正面にペイントでラブコフの顔を入れている。

スペック
| 名称                               | 身長     | 体重    | パンチ力 | キック力 | ジャンプ力 （ひと跳び） | 走力 （100 m） | 初登場 |
| ---------------------------------- | -------- | ------- | -------- | -------- | ----------------------- | -------------- | ------ |
| コブラゲノム                       | 194.0 cm | 62.5 kg | 36.2 t   | 36.5 t   | 27.1 m                  | 2.6秒          | 第12話 |
| 仮面ライダーインビンシブルジャンヌ | 194.0 cm | 67.8 kg | 76.1 t   | 76.7 t   | 88.0 m                  | 1.2秒          | 第46話 |

ツール
リベラドライバー
ジャンヌの変身に用いられるドライバー。
ベルト天面のオーインジェクターにバイスタンプを押印することで「What's coming up!?」の待機音声が鳴り、バイスタンプスロットにバイスタンプをセットしてバイスタンプを横に倒すことで、「リベラルアップ！」の音声と共にベルト前面のリフレクターオープナーが開いて、ジャンヌに変身する。
また、ベルト天面のオーインジェクターにバイスタンプを押印することで「What's coming up!?」の待機音声が鳴り、バイスタンプスロットにバイスタンプをセットし「リスタイル！」の音声と共にセットしたバイスタンプのボタンを押して、「ウエポンポンポーン！ ポンポン！」の待機音声の後に、バイスタンプを横に倒すことで、「リバディアップ！」の音声と共にベルト前面のリフレクターオープナーが開いて、「Ah 〇〇（使用するバイスタンプ名）！ ダダダダーン！」の音声と共にラブコフがゲノムウェポンにリバディアップする。
リバイスドライバー以前に開発されたタイプで、契約した悪魔が強化せずに原型のまま実体化してしまうため狩崎によって失敗作としてデータごと処分されていたが、真澄がそのデータをサルベージして完成させた。
- 『仮面ライダーエグゼイド』のゲーマドライバーでも採用されていた45度ハーフミラーのギミックはリバイスドライバーのギミック案の一つでもあったが、押した場所に模様が残るスタンプとは違い、鑑にスタンプ面を映しているだけであったため、採用されなかった。だが、性能が劣るプロトタイプのリベラドライバーはリバイスドライバーのように出てきた相棒がライダーには変身せずそのまま出てくる、というコンセプトが、ハーフミラーのギミックにハマっていたため、こちらで陽の目を浴びることとなった。仰々しい檻のような蓋が開くことで中の悪魔が解き放たれる、というものとなり、何が出てくるとなった後に可愛らしいラブコフが出てくるというギャップを狙っている。変身前には、オレンジの四角い部分がベルトの左側にあるが、これはベルトのバックル（ベルト留め）を模しており、女児向けアニメのデザイン経験のあったチーム員の助言から、華奢な雰囲気を出すために、装着者の右側にバックルをオフセットするように付けることでポーチのような雰囲気を狙っている。セットしたスタンプを倒すことで、体の中心にスタンプのレリーフが来るようにデザインされている。リバイスドライバーが外に向かってスタンプをレバーのように倒していたのに対して、内側に向けて倒すようなアクションを意識している。

必殺技
コブラスタンピングスマッシュ
コブラゲノム時の必殺技。元の位置にコブラバイスタンプを戻して、再度横に倒すことで発動。コブラ状のエネルギー体になったラブコフを右足に纏わせ、上空に飛ばした敵に落下とともにオーバーヘッドキックを放つ。
クジャクスタンピングスマッシュ
元の位置にクジャクバイスタンプを戻して、再度横に倒すことで発動。クジャクの羽根状のエネルギー体になったラブコフを背中と右足に纏わせ、クジャクのような羽を開き、飛び蹴りを放つ。
コブラリベラルスマッシュ
コブラゲノム時の必殺技。敵に向かって突進し、ラブコフを踏み台にして、キックを放つ。
クジャクリベラルスマッシュ
炎を纏わせたラブコフクジャクゲノムで敵を切り裂く。
タートルリベラルスマッシュ
ラブコフタートルゲノムから凄まじい回転を加えたエネルギー弾を射出する。
ハシビロコウスタンピングスマッシュ
斬撃をラブコフハシビロコウゲノムのシューベルブレードから放つ。
ハシビロコウリベラルスマッシュ
ラブコフハシビロコウゲノムのシューベルブレードからエネルギーを放ち、デッドマンの契約を解除する。
キングコブラスタンピングスマッシュ
インビンシブルジャンヌ時の必殺技。一撃でヘルギフテリアンを倒す威力を持つキックを放つ。
キングコブラリベラルスマッシュ
インビンシブルジャンヌ時の必殺技。

### 仮面ライダーデモンズ
デモンズドライバーで変身する仮面ライダー。第7話から第20話、第44話は門田ヒロミ、第21話から第26話まではオルテカ、第27話ではジョージ・狩崎が変身する。
ヒロミが変身した際の決め台詞は「我が命をかけて、世界を守る！」。
一輝たちとは異なり悪魔を伴わずに変身する。
- 当初ゲノミクスは餌となる動物が右肩から伸びた蜘蛛の巣に引っかかるようなイメージで、蜘蛛の巣の部分に浮かび上がった動物の力が発動するというギミックを想定していたが、最終的に固有の武装を装着するというものになった[84]。リバイやライブとの差別化から、全身ではなく体の一部のみが変化するものとなった[84]。前述のようにライダーヲタクの狩崎が変身するという案に起因して、ゲノミクスは昭和ライダーのバイスタンプを使用して狩崎がそのライダーの説明をするという描写もあったというが、変身者がヒロミになったことでその流れはなくなったという[84]。
- ゲノミクスで発動する武装は筋繊維が見え隠れするデザインとなっている[84]。
- 当初の想定では仮面ライダーベイルに位置する敵陣営のライバルライダーとして用意されていたもので、初めてバイスタンプシステムを使った第1号のライダーというものであったが、フェニックスが開発したライダーがドラマ作りの過程で必要になったため、そのポジションにこちらをスライドさせたものとなった[84][36]。アイテムの売り方や立ち位置が大人向けに振っていたため、他のライダーとは少し異なるデザインにしている[84][36]。
- ヒロミが変身した際の右手を高く上げる変身ポーズは、変身に失敗した際に命を落とすという恐怖心もあったが、責任感もあり、大二を止めるための覚悟の表れであるという[91]。狩崎が変身した際の変身ポーズは、『仮面ライダークウガ』の変身ポーズが取り入れられているが、最後に腰に手を当てるポーズを、スタンプをベルトに押すポーズに変更している[82][220][注釈 25]。
- ヒロミが変身した際には、糸を出して絡めたり、逆さになって張り付くなど、蜘蛛のようなイメージも出しつつ、基本的には正義感の塊であるため、正統派の戦い方をさせており、他のキャラクターが変身した際には、それぞれのキャラクター性の違いをアクセントにしている[28]。

形態
スパイダーゲノム
スパイダーバイスタンプで変身するデモンズの基本形態。
変身音声は「Deep. Drop. Danger.（深く、落ちる、危機） 仮面ライダーデモンズ！」。
空中回転と高いジャンプ力で敵の攻撃をかわし、体の各所から射出した強力な粘着性特殊繊維・デモンストリングで敵の体に巻き付けて強く締めて自由を奪い、素早い攻撃で追い詰めていく。また、敵に小型の蜘蛛を射出して攻撃する。
- 複数の案の中にあった「蜘蛛の巣を右肩から大胆に被ったライダー」と「硬質のメカアーマーと筋繊維のバイオパーツで構成されたハイディテールライダー」の2案を組み合わせたものとなっている。マスクは顔にも右肩からの蜘蛛の巣がかかっており、複眼がその奥から覗くイメージでデザインされた。ベルトのLEDのドットのイメージを踏襲して複眼パターンは丸い意匠となっている。蜘蛛モチーフのため、側頭部から後頭部にかけて複数の正円のセンサーを付けて、複眼と合わせて8個目があるようにデザインされている。カラーリングは、特異かつハイディテールな形状にしたため、逆にヒロイックな色にしており、白赤青のトリコロールでまとめているが、あまり鮮やかにはせず、明度と鮮度を落として渋めにまとめている。
- スーツはアップ・アクション兼用のものが1着制作された。

バッタゲノミクス
バッタバイスタンプでドミネイトアップするデモンズの派生形態。
変身時の固有音声は「バッタ！」。
バッタの力を宿した足・デモンボトムハイアーを下半身に装備し、強化された跳躍力によって戦う。
- CG前提で大型のバッタの足になっており、仮面ライダー新1号の白い2本線を脚部側面に入れている。

モグラゲノミクス
モグラバイスタンプでドミネイトアップするデモンズの派生形態。
変身時の固有音声は「モグラ！」。
右腕前腕部にモグラの力を宿したドリル・デモンディグゾンをセットし、敵の体を貫く。
- 筋繊維のあるドリルにしており、特徴的な仮面ライダーアマゾンの配色を反映させている。

コンドルゲノミクス
コンドルバイスタンプでドミネイトアップするデモンズの派生形態。
変身時の固有音声は「コンドル！」。
翼・デモンランブルジョーカーを装備し、空を自在に飛んで、敵を攻撃する。
- 仮面ライダージョーカーを配色で反映させている。
- CGは『仮面ライダーゼロワン』の仮面ライダー迅の羽パーツを色替えしたものを流用している。

スコーピオンゲノミクス
スコーピオンバイスタンプでドミネイトアップするデモンズの派生形態。
変身時の固有音声は「スコーピオン！」。
針が先端についた尻尾・デモンライドルスティンガを装備し、敵に突き刺す。
- 武装はサソリの尻尾を模しており、配色は仮面ライダーXのマフラーをイメージしている。尻尾の節は筋繊維になっており、Xの形状となっている。

アノマロカリスゲノミクス
アノマロカリスバイスタンプでドミネイトアップするデモンズの派生形態。
変身時の固有音声は「アノマロカリス！」。
両手にアノマロカリスの力を持つカギ爪・デモンブラディオールを装備する。
- 上下に分割したアノマロカリスを両腕に装着している。左腕がアノマロカリスの尻尾側、右腕が頭部側のイメージとなっている。配色で仮面ライダーBLACKを表現している。

フルゲノミクス
アノマロカリス、バッタ、スコーピオンバイスタンプでドミネイトアップするデモンズの派生形態。

テレビシリーズ以外の作品に登場する仮面ライダーデモンズ
仮面ライダーインペリアルデモンズ
『リバイスForward』に登場。
ジャイアントスパイダーバイスタンプで変身するデモンズの派生形態。

スペック
| 名称                   | 身長     | 体重     | パンチ力 | キック力 | ジャンプ力 （ひと跳び） | 走力 （100 m） | 初登場 |
| ---------------------- | -------- | -------- | -------- | -------- | ----------------------- | -------------- | ------ |
| スパイダーゲノム       | 202.3 cm | 109.8 kg | 19.2 t   | 42.1 t   | 42.5 m                  | 3.4秒          | 第7話  |
| バッタゲノミクス       | 216.9 cm | 115.4 kg | 19.2 t   | 58.4 t   | 71.8 m                  | 3.1秒          | 第8話  |
| モグラゲノミクス       | 202.3 cm | 111.5 kg | 24.8 t   | 42.1 t   | 42.5 m                  | 3.6秒          | 第9話  |
| コンドルゲノミクス     | 202.3 cm | 110.7 kg | 20.6 t   | 44.9 t   | 56.3 m                  | 4.5秒          | 第11話 |
| スコーピオンゲノミクス | 202.3 cm | 114.1 kg | 19.2 t   | 42.1 t   | 41.8 m                  | 3.1秒          | 第15話 |
| フルゲノミクス         | 202.3 cm | 128.8 kg | 21.3 t   | 42.1 t   | 42.0 m                  | 3.7秒          | 第26話 |

必殺技
デモンズフィニッシュ
オーインジェクターにバイスタンプを押印し、両サイドのデモンズノックを押し込むことで発動する。
スパイダーゲノム
エネルギーを体から伸ばした蜘蛛足型のパーツに集束して、蹴りを放つ。また、複数の蜘蛛の足をパンチと同時に突き刺す。
モグラゲノミクス
敵に高速回転するデモンディグゾンで突撃する。
コンドルゲノミクス
高空から急降下してキックを決める。
バッタゲノミクス+スコーピオンゲノミクス
バッタの跳躍力で飛び、サソリの尾で突き刺す。
デモンズレクイエム
再度デモンズノックを2回押し込むことで発動する。
バッタゲノミクス
長い脚で大きく飛び、強烈なキックを放つ。
モグラゲノミクス
デモンディグゾン型のエネルギーを足に発生させ、キックを放つ。

#### 仮面ライダーオーバーデモンズ
改良型デモンズドライバーで変身するデモンズの改良型。第35話から第43話までは牛島光、第46・47話と『バトルファミリア』『MOVIEバトルロワイヤル』では玉置豪が変身する。
- 当初はデモンズドライバーが量産化されるまでの前身となるドライバーやバイスタンプの開発過程の一つとして、デモンズの強化形態のような位置付けのキャラクターを出すこととなり、一度退場したヒロミが復活してオーバーデモンズに変身するという案もあったが、ウィークエンドを説明するために、擬似家族である牛島家をフィーチャーして深掘りする必要があったことから、息子の光にスポットが当てられた[112]。その後に、アギレラと同様に贖罪のために玉置が変身することも当初から決めていたという[112]。
- 変身ポーズは光役の奥が考えたもので、空手の型から着想を得ている[120]。

形態
クワガタゲノム
クワガタバイスタンプで変身するオーバーデモンズの基本形態。
変身音声は「Unknown. Unlest. Unlimited. （未知なる、混乱が、超える） 仮面ライダーオーバーデモンズ！」。
光が変身した場合は彼が得意とするボクシングや空手の技で戦った。
- デモンズドライバーの玩具の中に仕込んであったクワガタの音声を使用する、デモンズドライバー由来のキャラクター、という2点から、デモンズのスーツとベイルのアーマーを組み合わせたデザインとなった。ベイルの胸アーマーをデモンズのベーススーツに付けている。クワガタのバランスを表現するために、胸甲冑右上部にベイルの口元にあったモチーフの目を付けている。ボディへの親和性を高めるために全身のクワガタ部分は黒くする予定であったが、ベイルとして同時期に使用することから、塗り替えずにブラウンのままとなった。現代に登場するライダーであることから、ベイルに近いマスクのレイアウトは、ガスマスクは踏襲せずにわずかにスマートに見えるようにデザインしており、パーツの改造によってクワガタの角に見せている。ハサミ風の角を複眼の上に被せてクワガタ感を演出し、角を後頭部からも伸ばすことで2本のハサミにしている。デモンズにベイルの装甲を模した形状を持つ外観で、クワガタの顎のようなスタッグアンテナに、水色が差し色として加えられている。

モグラゲノミクス
モグラバイスタンプでドミネイトアップするオーバーデモンズの派生形態。
変身時の固有音声は「モグラ！」。
デモンディグゾンを装備する。
コンドルゲノミクス
コンドルバイスタンプでドミネイトアップするオーバーデモンズの派生形態。
背中の翼・デモンランブルジョーカーで飛行し、敵を上空から爆撃する。
フルゲノミクス
アノマロカリス、バッタ、スコーピオン、コンドルバイスタンプでドミネイトアップして、最大パワーでゲノミクスを発揮し、5つの能力を多重化するオーバーデモンズの派生形態。

テレビシリーズ以外の作品に登場する仮面ライダーオーバーデモンズ
仮面ライダーゲットオーバーデモンズ
『MOVIEバトルロワイヤル』に登場。
玉置豪がギラファバイスタンプで変身する形態。

スペック
| 名称             | 身長     | 体重     | パンチ力 | キック力 | ジャンプ力 （ひと跳び） | 走力 （100 m） | 初登場 |
| ---------------- | -------- | -------- | -------- | -------- | ----------------------- | -------------- | ------ |
| クワガタゲノム   | 200.2 cm | 112.5 kg | 20.9 t   | 45.3 t   | 49.7 m                  | 3.1秒          | 第35話 |
| モグラゲノミクス | 200.2 cm | 114.2 kg | 27.0 t   | 45.3 t   | 49.7 m                  | 3.1秒          | 第37話 |
| フルゲノミクス   | 214.8 cm | 127.6 kg | 29.8 t   | 78.6 t   | 96.4 m                  | 2.7秒          | 第43話 |

必殺技
デモンズフィニッシュ
クワガタゲノムでは、人々を胸のスタッグブレストから伸ばした触手で救助し、安全な場所へと運ぶ。フルゲノミクスでは、ギガデモスを退けた。
デモンズレクイエム

#### 仮面ライダーデモンズトルーパー
ウィークエンドの構成員が量産型デモンズドライバーで変身する量産型のデモンズ。
変身音声は「Rise. Rage. Requiem.（のぼる、怒り、悲しみ）仮面ライダー」。
人間の体内に潜む悪魔の力を制御して戦力にすることで、誰でも変身が可能となったため、ヒロミの指揮の下、多くのデモンズトルーパーによってデモンズ軍団が編成されて戦った。また、武器管制補助エンジン「I.M.P.R.O.V.E（）」によってオーインバスター50やリバイスラッシャーを扱うことが可能。
- オーバーデモンズ用に改良されたデモンズドライバーをさらに量産型にしたデモンズドライバーは、狩崎が目指していた自衛のための武装兵器というコンセプトがあったが、前述のように戦争描写への配慮から劇中でははっきりと言えなかったという[21]。
- デザイン時は「量産型デモンズ」という呼称で、2種類の兵隊をデモンズとオーバーデモンズのマスクを用いて作ることとなった[49][36]。当初はそのままマスクを付けて量産型にする、というものであったが、デモンズのマスクが簡易ボディにそのまま付くのは避けたかったため、マスクは単眼のシートで複眼を隠してかっこ悪く顔を変更している[49][36]。
- 肩パーツは『劇場版 仮面ライダーエグゼイド トゥルー・エンディング』の仮面ライダー風魔のものの色替え、胸アーマーは『仮面ライダーカブト』のゼクトルーパーのものをデモンズカラーに色替えしたものを使用している[49]。デザイン段階ではゼクトルーパーの黒い隊員服であったが、アーミーグリーンの隊員服に現場判断で差し替えられた[49]。

形態
仮面ライダーデモンズトルーパーα
トルーパースパイダーバイスタンプで変身するデモンズ型の頭部を持つ形態。
仮面ライダーデモンズトルーパーβ
トルーパークワガタバイスタンプで変身するオーバーデモンズ型の頭部を持つ形態。
- 黒いシートでオーバーデモンズの角の水色部分を隠している。

スペック
| 名称                            | 身長 （標準体型） | 体重 （標準体型） | パンチ力 | キック力 | ジャンプ力 （ひと跳び） | 走力 （100 m） | 初登場 |
| ------------------------------- | ----------------- | ----------------- | -------- | -------- | ----------------------- | -------------- | ------ |
| 仮面ライダーデモンズトルーパーα | 191.9 cm          | 89.6 kg           | 7.1 t    | 13.1 t   | 14.4 m                  | 5.1秒          | 第41話 |
| 仮面ライダーデモンズトルーパーβ | 190.0 cm          | 88.9 kg           | 6.0 t    | 15.4 t   | 16.8 m                  | 5.5秒          | 第41話 |

必殺技
デモンズフィニッシュ
敵を放った糸で捕らえる。また、αは敵を蜘蛛の糸で封じ込め、連続攻撃を放つ。
デモンズレクイエム

ベータスタンピングストライク
オーインバスター50にトルーパークワガタバイスタンプを押印することで発動。

### 仮面ライダーベイル
第25話に登場。五十嵐元太に憑依したベイルがカブトバイスタンプとベイルドライバーで変身する仮面ライダー。軍事目的で25年前に作られたバイスタンプで変身する仮面ライダー第1号。
変身音声は「Bane up! 破壊！ 世界！ 奇々怪々！（Break Broke Broken） 仮面ライダーベイル！」。
ベイルドライバーに宿るベイルを中枢に、カブトバイスタンプから引き出した凄まじいエネルギーによって、強大な戦闘力を発揮する。非武装だが、強化スーツ・アーキゲノミックススーツや人工筋肉・アーキゲノマッスルによって変身者が強化され、強靭な肉体を誇り、人体の限界を超えたキックやパンチなどの格闘技で戦うが、軍事用に作られていることから、変身者の安全性が考慮されていないため、全力で戦うと全身の骨格がバラバラに砕ける危険性も有する。特殊な装甲・ウインガルシェードを右腕に持ち、禍々しいエネルギーを指先から発する。
- 名前は屈服を意味する「VAIL」から来ている[225]。
- デザイン時は「プロトデモンズ」という呼称で、数十年前のデモンズというコンセプトに沿って、デモンズのデザインを踏襲している[9][36]。カブトムシが生物モチーフだが、すでにカブトムシをモチーフとしたライダーはあるため、それとは異なるアプローチを意識している[9]。マスクの口元にカブトムシの目が来るように配置することで酸素マスクのようなシルエットにしており、悪魔の力を軍事兵器として利用するという設定のため、ミリタリーかつローテク的なテイストや、額のカーキグリーン、カッパーやガンメタなどの大人志向の配色やデザインとなっている[出典 112]。マスクから右肩にかけて横から一匹の大きなカブトムシが覆いかぶさっているイメージとなっている[9]。カブトムシの角ダイナスティーニーディスターブが頭部左側に奢られ、変身時には『仮面ライダーカブト』のオマージュとしてCGによる角が起き上がる描写があるが[225]、マスク自体に可動ギミックはない[228]。デモンズと同様に変身するバイスタンプのモチーフを横半身に入れ込んでいるが、アーミールックなモチーフを持たせており、ボディに走るドレンホースのようなディテールはカブトムシの脚に見立てている[出典 112]。右肩のマントはカブトムシの羽に見立てている[9][36]。デモンズとの共通性を出すために頭部や胸甲冑のベース部分、複眼の形状は同じディテールにしている[9][36]。
- マスクはアップ・アクション兼用のものが1個制作された[225]。ベーススーツは仮面ライダー4号のものの流用で、アップ・アクション兼用のものが1着制作された[225][228]。
- 変身ポーズは戸次自身が考え、上げた右手をゆっくりと下ろして胸に当てて心臓を印象付けるポーズにしたという[71][70]。
- エビルとはタイプの異なる感じで残虐性を表現し、頭を掴んで持ち上げたり、締め上げたり、ガラスに叩き込むなどの残虐アクションをしている[28]。

ツール
ベイルドライバー
ベイルのドライバー。狩崎真澄が25年前に開発した初めてバイスタンプ押印によるライダーシステムが採用されたドライバーである。
ベルト天面のバイスタンプパッドにバイスタンプを押印することで「Deal」の音声が鳴り、「Bane up!」の音声と共にベルト前面のアーキオーインジェクターに押印し、右手を開いて静かに胸に当て、「変身」とつぶやき、両手を開いて構えることで変身する。
ベイルを制御することで凄まじいエネルギーを放出し、使用者は著しく腕力や脚力を始めとする身体能力が向上し、他のライダーを凌駕する戦闘力を発揮するが、その高出力に比例して、変身者への負担も大きく、通常の人間は甚大なダメージを負う。
- デザイン時は「プロトデモンズドライバー」という呼称で、過去に使った古いものとしてデストリームドライバーと同時にデザインされた。デザインはデモンズドライバーの色替えで、不完全な印象を狙うためにベルト左右のパーツをアシンメトリーにしている。

必殺技
ベイリングインパクト（ベイリングフィニッシュ）
目にも止まらぬ速さで連続パンチを繰り出す。
ベイリングノヴァ
純平がベイルが抜けた状態のドライバーで、気力でキックを放った。

### 仮面ライダーデストリーム
五十嵐元太がデストリームドライバーで変身する仮面ライダー。
- 変身ポーズは切腹がテーマで、当初は陰腹を切るようなイメージであったが、起動音と待機音を聞かせなければいけないことから、鯉口を切るために刀を抜くのを匂わす動作を入れて腹に組んだ両手をぶつけるような仕草となった[70]。
- 背中に装着された鉤爪状のパーツは、取り外してCGで処理されることを前提に造形されている[230]。
- 切腹をイメージした変身ポーズのため、元太の成長を見せる意味でも、サナギを経由した変身となった[29]。
- 『MOVIEバトルロワイヤル』でも変身する予定であったが、戸次のスケジュールの問題で出来なくなってしまい、スケジュール的に変身後からやられて変身解除という流れであれば可能と言われたものの、戸次が変身ポーズをしたいという気持ちであったため、変身できなかったという[70]。

形態
ヘラクレスゲノム
ヘラクレスバイスタンプによって変身するデストリームの基本形態。
変身音声は「Spirit up! Slush! Sting! Spiral! Strong! 仮面ライダーデストリーム！」。
昆虫の節足を彷彿とする万能マニピュレーター・ヘラクローを背部に装備し、変身者の意思で操作し、戦闘に利用する。全身の筋力が人工筋肉・ゲノマッスルによって大幅に強化され、毎秒60発のパンチが連打可能など、ベイルと互角に渡り合う戦闘力を有する。
- デザイン時は「ネオデモンズ」という呼称で、デモンズ系列のアーマーの完成形というイメージで、シンメトリーのシルエットにしている。ヘラクレスオオカブトがモチーフで、ヘラクレスオオカブトの角を表現するために前方に頭部と胸部を突き出している。背中の6本のアームやマスクの複眼は昆虫の脚を表している。側頭部などのディテールはデモンズと共通性を持たせている。黒いベイルから解放されたという意味で、白いボディということとなり、『ビヨンド・ジェネレーションズ』の仮面ライダーセンチュリーの改造ということとなった。ベーススーツはセンチュリーの流用で、ミリタリー感のベイルとは対極にスマートな未来っぽさを狙っている。デモンズと同様に白赤青のトリコロールのカラーリングにしており、彩度を落としていたデモンズに対して、ヒロイックさを追求するために彩度を落とさずに鮮やかな色使いとなっている。

コモドドラゴンゲノミクス
コモドドラゴンバイスタンプによってドミネイトアップした姿。
変身時の固有音声は「コモドドラゴン！」。
左腕に超高熱の火炎を放つコモドドラゴンの顎門コモドドラゴニックヒートを現出させる。
- 『RIDER TIME 仮面ライダー龍騎』のアナザー龍騎の一部を仮面ライダー龍騎の武器であるドラグバイザーに近い配色と形状に変更している。

クロコダイルゲノミクス
クロコダイルバイスタンプによってドミネイトアップした姿。
変身時の固有音声は「クロコダイル！」。
右腕にクロコダイルのドリルクロコウィザーローリングを現出させる。
- モグラゲノミクスの色替えでワニの顔に見立てており、彩色で仮面ライダーウィザードを表現している。

コングゲノミクス
コングバイスタンプによってドミネイトアップした姿。
変身時の固有音声は「コング！」。
両腕にコングの拳コングアストロブレイカーを現出させる。
- 拳のパーツはリバイスのものと同様のものとなっている。

スペック
| 名称                     | 身長     | 体重     | パンチ力 | キック力 | ジャンプ力 （ひと跳び） | 走力 （100 m） | 初登場 |
| ------------------------ | -------- | -------- | -------- | -------- | ----------------------- | -------------- | ------ |
| ヘラクレスゲノム         | 205.9 cm | 102.4 kg | 85.0 t   | 167.0 t  | 74.8 m                  | 0.8秒          | 第42話 |
| コモドドラゴンゲノミクス | 205.9 cm | 110.1 kg | 91.0 t   | 167.0 t  | 70.3 m                  | 1.0秒          | 第42話 |
| クロコダイルゲノミクス   | 205.9 cm | 108.7 kg | 93.1 t   | 167.0 t  | 71.2 m                  | 0.9秒          | 第42話 |
| コングゲノミクス         | 205.9 cm | 121.2 kg | 104.4 t  | 167.0 t  | 63.1 m                  | 1.3秒          | 第42話 |

ツール
デストリームドライバー
デストリームのドライバー。狩崎がベイルドライバーを基に徹底改修を施して開発した。バイスタンプの力を悪魔の力を利用せずに引き出すことが可能なシステムだが、その反面、非常に変身者への負担が大きく、元太は命がけで変身した。
ベルト天面のバイスタンプパッドにバイスタンプを押印することで「Contract!」の音声が鳴り、「Spirit up!」の音声と共にベルト前面のオーインジェクターに押印することで変身する。ストリームノックを押し込んでからバイスタンプを「next」の音声と共にバイスタンプパッドに押印した後、オーインジェクターに再度押印することで「Dominate up! 〇〇！ ネオバースト！」の音声と共に身体の一部をバイスタンプに秘められた能力を発揮する生物の特性を持った武装ゲノムモジュールへと変化させるドミネイトアップを行う。
- デザイン時は「ネオデモンズドライバー」という呼称で、アップデートした最新版としてベイルドライバーと同時にデザインされた。ベルト左右のパーツがアシンメトリーで不完全であったベイルドライバーのパーツを覆い隠すことで、ヒロイックな形状になるようなイメージとなっている。

必殺技
デストリームフィニッシュ
エネルギーを右足に集中させてヘラクレスの角を右足先に形成して、キックと同時に高速回転してダメージを与える。
デストリームノヴァ

### 仮面ライダーアギレラ
夏木花がウィークエンドライバーで変身する仮面ライダー。
- アギレラとしての罪を償うという意味で、あえて名前を変えないで戦う覚悟で、さくらと同じ女の子キャラではあるが、タイプの異なるライダー像を提示しようという考えから、仮面ライダーアギレラに変身することとなった[20]。
- 変身ポーズは、仮面ライダーアギレラのスーツアクターを務める林本奈々が考案したものであり、アギレラが着用していたひらひらとしたドレスを彷彿とさせる動きを入れている[103][233]。
- 仮面ライダーアギレラのスーツアクターを務める林本奈々はクイーンビー・デッドマンとの演じ分けについて、相手を上から目線で見ている感じを出していたのに対して、花に見えるように意識しながらも、アギレラと名乗っていることからアギレラのような要素も少し入れているという[233]。
- 元デッドマンズということから、足にクナイを突き刺して、敵を動けなくしてからライダーキックを決めるという流れにするなど、容赦ない感じを出し、正義側には来たが、そういう少し残虐なところがまだ残っているという、少しダークサイド寄りのアクションとなっている[28]。

形態
クイーンビーゲノム
クイーンビーバイスタンプで変身するアギレラの基本形態。
変身音声は「Subvert Up! Wow! Just Believe in myself! 仮面ライダー Ah! アギレラ！」。
スピードに優れており、蜂の羽を背中から展開して高速で飛行し、ニードルクナイという一対の小刀であるゲノムウェポンをメイン武器とした素早いアクロバティックな連続技で敵を圧倒し、中距離支援攻撃型の小蜂・クイーンウィズビーを胸のクイーンビーハイブから放って攻撃する。
- アギレラの怪人態と同様に女王蜂がモチーフとなった。デザインはウィークエンド用の熊をモチーフとした量産型ライダーをアギレラ用にカスタムしたというものであったが、仮面ライダーアギレラのみが採用された。装備であることを表現するために、量産型ライダーと共通の意匠で、バンドで全身のアーマーを固定しているものとなった。カラーリングは黒ベースで黄色の差し色であった量産型ライダーと対になるイメージで、白ベースに赤い差し色となっている。マスクは、前に針を突き出しながら正面を飛んでいるハチを抽象化したものであり、針側からハチの縞模様を見たイメージで同心円状の意匠にしており、その一部が複眼となっている。ボディは、肩から胸に繋がる赤と首周りの赤で顔と同様に同心円を描いている。胸はウィークエンドライバーと同様に蜂蜜が垂れているビジュアルとなっている。ニードルクナイは仮面ライダー鎧武 イチゴアームズのイチゴクナイのプロップの色替えだが、デザイン時には武器としてアギレラの悪魔を出すというオーダーであったため、悪魔の目を片方に目立たないように付けている。
- スーツはアップ・アクション兼用の1着が制作されている。一つ目のように見える大きく蜂の針が突出したマスクの下には仮面ライダーらしい眼が置かれており、本編では合成によって光らせている。手足パーツは仮面ライダーカノンスペクターの色替え。
- 変身時のエフェクトは似たベルトのジャンヌの変身に近いようなものだが、花びらがスローで舞う演出を後半に追加している。

テレビシリーズ以外の作品に登場する仮面ライダーアギレラ
仮面ライダーダークアギレラ
『withガールズリミックス』に登場。夏木花の心の中に潜んでいた悪魔花が彼女の体を乗っ取ってクイーンビーバイスタンプで変身する。
変身音声は「サバートアップ！ Don't Believe in myself! 仮面ライダー アギレラ！ ダーク！」。
形状はクイーンビーゲノムとほぼ同様だが、体の各所が黒くなっている。ゲノムウェポンを用いずに肉弾戦を好む。
- 塗り替え可能の範囲が少なかったため、印象が少しでも変わるようにバイザーを付けている。ボディは赤いラインを黒くしたほか、鋭いグラフィックを胸に追加している。

バッファローゲノム
『withガールズリミックス』に登場。バッファローバイスタンプでゲノムチェンジしたアギレラの強化形態。
変身時の固有音声は「バッファロー！」。
2対の円型の刃のゲノムウェポンをメイン武器とする。
- 仮面ライダー龍玄 キウイアームズのキウイ撃輪のプロップの色替えで、オーズのオーラングサークルをイメージした配色と線でバッファローを表現している。

スペック
| 名称                       | 身長     | 体重    | パンチ力 | キック力 | ジャンプ力 （ひと跳び） | 走力 （100 m） | 初登場                 |
| -------------------------- | -------- | ------- | -------- | -------- | ----------------------- | -------------- | ---------------------- |
| クイーンビーゲノム         | 198.7 cm | 63.1 kg | 27.8 t   | 31.8 t   | 26.7 m                  | 3.3秒          | 第36話                 |
| 仮面ライダーダークアギレラ | 198.7 cm | 63.1 kg | 31.8 t   | 27.8 t   | 28.0 m                  | 3.2秒          | withガールズリミックス |
ツール
ウィークエンドライバー
アギレラのドライバー。真澄が考案したリベラドライバーの簡易量産型として花のために開発した汎用型のドライバー。構造はリベラドライバーに似ているが、変身者の体内に潜む悪魔の力を用いるシステムで、相棒として悪魔が現れることはない。
ベルト天面のオーインジェクターにバイスタンプを押印することで待機音声が鳴り、バイスタンプスロットにバイスタンプをセットしてバイスタンプを横に倒すことで、「Subvert up!」の音声と共にベルト前面のリフレクターオープナーが開いて、アギレラに変身する。
また、ベルト天面のオーインジェクターにバイスタンプを押印することで待機音声が鳴り、バイスタンプスロットにバイスタンプをセットし「リスタイル！」の音声と共にセットしたバイスタンプのボタンを押して、「Buki! Buki!」の待機音声の後に、バイスタンプを横に倒すことで、「リバディアップ！」の音声と共にベルト前面のリフレクターオープナーが開いて、「Yeah! 〇〇（使用するバイスタンプ名）！ Wow! Wow! Wow! Wow!」の音声と共にゲノムウェポンを出現させる。
- リベラドライバーの色替えで、このベルトを用いた熊の量産型ライダーの中で、アギレラのみがクイーンビーバイスタンプを用いて特別な姿に変身するという想定であったという。そのため、ハチと熊のライダーが使う共通モチーフとして蜂蜜が使われたという。リベラドライバーの檻を蜂蜜のような意匠のクリア成形にすることで、変身時に蜂蜜が窓の部分から垂れるイメージとなっている。

必殺技
クイーンビースタンピングデストロイ
分裂させたニードルクナイをミサイルのように発射する。蜂蜜状のエネルギーを纏わせたニードルクナイで敵を粉砕する。
クイーンビースタンピングブレイク
エネルギーを足に集めて回し蹴りを放つ。球状に圧縮したクイーンウィズビーを、クイーンビーデューとして射出する。

### 仮面ライダージュウガ
第47・48話に登場。ジョージ・狩崎がジュウガドライバーとジュウガバイスタンプで変身する仮面ライダー。
変身音声は「スクランブル！ 十種の遺伝子、強き志、爆ぜろ、吠えろ、超越せよ仮面ライダージュウガ！ Go Over…!」。
狩崎曰く「最高の仮面ライダー」で、ジュウガバイスタンプの10種の遺伝子情報から人工ゲノムをリアルタイムで生成し、それぞれの生物の能力をゲノムチェンジせずに瞬時に引き出し、超パワーを発揮する。
『ジュウガVSオルテカ』ではりんなによって耐久力を向上させる圧縮SO-1合金が加えられるアップグレードが行われた。
- デザインはキマイラとダイモンと同時にデザインされた[85][36]。狩崎がバイスタンプにレジェンドライダー要素を入れていたが、劇中では狩崎がどのライダーを推しているかわからなかったため、狩崎役の濱尾が好きであった『仮面ライダークウガ』のクウガアルティメットフォームを意識したカラーリングとなっている[85][244]。
- スーツはキマイラとダイモンの改造[85][244]。当初は10種のバイスタンプが全身に押印された姿であったが、悪魔やバイスタンプの力には頼らないシステムで変身するという設定のため、キマイラやダイモンと共用のパーツを別モチーフに塗装パターンで塗り替える仕組みとなった[85][36]。そのため、大半はキマイラやダイモンの色替えだが、頭部のバイザーのみ新規造形となっている[85][36]。両肩はキマイラやダイモンの肩パーツの色替えで別モチーフに見立てている[出典 126]。キマイラやダイモンではノンモチーフであった胸甲冑は、色替えでブラキオの頭と首とゴリラの胸筋を表現している[出典 126]。マスクはキマイラやダイモンで使用していたものを基に新規造形の角と複眼で構成されている[出典 126]。口元は恐竜っぽさを出すために元々造形していたクラッシャーを塗装で分かりやすくしている[85][36]。左目は10個の点を三角形の中に配置して、危険な存在であることを表現するために三角形をハザードマークのようなイメージにしている[出典 126]。腕とブーツ、腿と脛はリバイバリッドレックスゲノムの色替え[244]。
- 変身時に出現する10匹の動物はリミックスとは別に新たに作られたもので、既存の動物データを流用したものとなっている[140]。

ツール
ジュウガドライバー
ジュウガのドライバー。
ジョージがキメラドライバーを基に完成させた。悪魔を利用する真澄が作ったライダーシステムに対して、こちらは悪魔の力を使わずに変身し、生物種の遺伝子をバイスタンプから引き出して掛け合わせることに特化している。
- キメラドライバーにジュウガの左目を模したカバーパーツを取り付けている。

ジュウガバイスタンプ
ジュウガへの変身に使用するバイスタンプ。
- ジュウガの右目に外形を近づけており、ベルトに装着することでベルト全体でジュウガの顔に見立てている。

必殺技
インパルスゲノムフィニッシュ
高速移動しながらジャッカルのエネルギーを集束した右足でキックを決める。また、生物のキバのエネルギーを足に宿して敵をキックとともに噛み砕く。
クラッシュゲノムフィニッシュ
敵を緑色の竜巻で吹き飛ばし、斬撃を放って攻撃する。また。水と炎の斬撃を腕に纏わせ、敵を切り裂く。回転しながら連続して手足から斬撃を放ち、敵を攻撃する。
パワードゲノムエッジ

アメイジングフィニッシュ
プテラノドンの翼で飛翔して体当たりした後、ブラキオの首で敵を追撃し、マンモスの脚で踏みつぶす。または金色の雷のエネルギーを集めた右足でキックを決める。金色のエネルギーを足から放ちながら回し蹴りを決める。
- ジュウガはアルティメットフォームに近い形状であり、炎のエフェクトにしようと思ったが、アルティメットリバイスの赤青と並んだ際に雷の黄色の方が映えるため、アメイジングマイティをオマージュした雷エフェクトにしたが、必殺技名は作業中に知らなかったため、「アメイジングフィニッシュ」という名前になったのは奇跡であったという。

### 仮面ライダーフリオ
『TTFC産直シアター』に登場。玉置豪がリバイスドライバーで変身する仮面ライダー。その姿は仮面ライダーリバイ レックスゲノムと同様。夢の中の出来事のため、あくまで空想上のライダーと思われる。

### 仮面ライダーオルテカ
『仮面ライダージュウガVS仮面ライダーオルテカ』に登場。オルテカがデモンズドライバーとクラーケンバイスタンプで変身する仮面ライダー。
変身音声は「Rise. Rage. Requiem.（昇る、怒り、悲しみ）仮面ライダー」。
敵に右肩の触手を伸ばして襲う。
形態
カメレオンゲノミクス
カメレオンバイスタンプによってドミネイトアップするオルテカの派生形態。
変身時の固有音声は「カメレオン！」。
専用銃を装備する。

スペック
| 名称                 | 身長     | 体重     | パンチ力 | キック力 | ジャンプ力 （ひと跳び） | 走力 （100 m） | 初登場             |
| -------------------- | -------- | -------- | -------- | -------- | ----------------------- | -------------- | ------------------ |
| 仮面ライダーオルテカ | 206.8 cm | 99.2 kg  | 55.4 t   | 108.0 t  | 62.1 m                  | 1.6秒          | ジュウガVSオルテカ |
| カメレオンゲノミクス | 206.8 cm | 103.5 kg | 58.2 t   | 108.0 t  | 60.7 m                  | 1.6秒          | ジュウガVSオルテカ |

必殺技
デモンズフィニッシュ

## 敵キャラクター

### ギフ
デッドマンズや赤石から「ギフ様」と崇められる悪魔の始祖と呼ばれる存在で、南米の遺跡で発掘された「ギフの棺」と呼ばれるミイラの状態から触手を伸ばして多くの人間やデッドマンを捕食したことで本来の姿へと復活した。吸収したや人間や悪魔を繭に包んで貯蔵する亜空間に普段は潜んでおり、赤石とは何らかの方法でコミュニケーションをとり、ギフテリアンを体内のギフスタンプによって生み出している。一瞬で人々を消し去るなど、到底人間が敵わない力を持っている。
その正体は、太古に故郷を追われて宇宙から地球に来訪した地球外生命体で、ギフスタンプを人類に押したことで、生物から分離した悪性エネルギーが具現化したものが人が「悪魔」と呼ぶものであり、それを食料として捕食することで餌としていた。だが、強い悪意を持ち、種族間で戦争を起こす人類は、次々と種が減って自滅によって楽園が滅びるというのを危惧していたため、約3千年前に赤石やアヅマを人類文明の行く末を決める監視者に置き、種を増やしていったものの、また争いが起きて地球は戦争によって滅びて人類が自滅するため、赤石を使って人類の調整に乗り出した。だが、高度に発達させたテクノロジーを用いた人類によってギフの細胞を使った人間ではない亜種のようなものである五十嵐元太を作り、そこから悪魔のベイルが生まれ、その息子の一輝からはバイスも生まれたことで、自らの細胞を受け継いだ五十嵐家は悪魔と共存できる人間の亜種＝新たな人類であることに気付く。
そして、赤石を見限って人類を絶滅させ、五十嵐家の血統のみで新たな種を繁殖させて人類を再編成しようとするが、五十嵐三兄妹が変身したライダーによって倒される。
- 終盤での登場であったが、序盤の方に1回ラフでデザインしており、H・R・ギーガーのようにというオーダーであったという[249]。ギフジュニア、ディアブロ、ギフという種族のヒエラルキーを踏まえ、ギフジュニアの白い部分を破いて赤い骨状のものが出てきて、さらにその骨状のものを破って真の本体である白い部分が中から覗いている[249]。金色のビラビラしている部分は、ギフジュニアでいう白い部分で、黒い骨がそれを破って出て、さらに白い本体がその下から出ている感じとなっている[249]。顔は、パーツが足らずに未完成であったギフジュニアの顔が腕まで全てできて完成しているイメージとなっている[249]。バイスと同種族であるが、ぱっと見それは分からないようにしてほしいと言われたため、顔以外の素体自体は白いバイスで、黒い骨の中に白と薄紫のバイスが入っているイメージであるという[249]。全体としては、骨でできた檻や鳥かごの中に白い素体が入っている感じで、骨のところは穴が空いて透けていて、胸元は中が透けて見えているようにデザインしている[249]。宇宙由来のキャラクターであるため、下半身や腕の金色の部分は人工衛星などで使う断熱シートがモチーフになっている[249]。

### デッドマン
本作品における敵怪人。バイスタンプを強い悪性エネルギーを持つ人間に直接押印することによって人間の体内に潜む悪魔を分離させ、人間が宿している生物の遺伝子と悪魔を引き出し、実体化させて生み出す悪魔獣。上半身をプロトバイスタンプに秘められた生物種の能力を加えたアーマーで包み、本来の悪魔以上の戦闘力を持つ。
いずれもスタンプの印面の生物の姿を模しているが、その資質は生み出す人間によって個人差があり、一般の人間はギフジュニアが関の山で、デッドマンを生み出せば上出来とされている。主にデッドマンズの信者が生み出すが、金品の強奪などデッドマン関連の犯罪に手を染める者も多い。
プロトバイスタンプによってコントロールすることが可能で、宿主の秘めた願望を実現するために暗躍し、さらなる上級契約をノーマルのデッドマンと結ぶことで、一体化した人間がギフの生贄になる資格を得る。これをフェーズ2と呼称し、ギフによる選別に合格すると生贄の一角となるフェーズ3であるギフテクスに進化するが、不合格者は選別時に消滅する。フェーズ2の場合は高い戦闘力を得る代償として元の人間としての姿を失うも、仮面ライダーのライダーキックによってデッドマンと分離可能である。だが、ギフテクスに進化すると人間の姿に戻ることは可能なものの、通常の必殺技ではデッドマンと分離することが出来ず、そのまま粒子化して消滅する。
デッドマンが倒された後は、デッドマンを生み出した人間はフェニックスの更生施設で治療を受ける必要がある。
- 第1話では凶悪犯から生み出されたが、今後は普通の人がデッドマンを日常の不満から生み出す展開になるという[19]。
- 「悪魔との契約」というキーワードを元に、畳まれて折り紙のようになった契約書というデザインとなっている[16][250]。共通のデザインパーツとして、少しディフォルメしたマスクのような頭蓋骨を入れているほか、悪魔っぽさを出すために蹄を付けている[出典 131]。フェーズ2では服として裏返った契約書を着ており[250][252]、元の生物らしさを強調せずにモチーフの意匠を入れ、もっと怖い悪魔っぽさを重視している[253][254]。また、下半身はフェーズ1とフェーズ2でそれぞれ毛むくじゃらの哺乳類と昆虫の外殻と爬虫類系の鱗の3パターンが用意され、悪魔のデザインはキメラのような伝承が多いため、上半身と下半身の属性は揃えていない[250]。当初は、50周年記作品であることから、脚本の木下はショッカーを敵にするという提案をしたが、お昼のショッカーさんがショートアニメなどで展開されており、色々とイメージが付き過ぎているショッカーはやめることとなったが、その流れから幹部怪人のモチーフはショッカー幹部オマージュということとなった[21][250]。また、幹部は悪魔っぽい要素として尻尾と、キメラっぽさを狙うためにモチーフとは無関係の2種類の角を生やしており、遺伝子というキーワードから二重螺旋を体のどこかに入れている[255]。
- 出現時には巨大な契約書がスタンプを押印された人間の体から出現し、パタパタと折り紙のように折り畳まれて変身するイメージとなっている[142]。幹部の場合は眉のように契約書が体を包んで変身後の特徴的なパーツが出現するようになっている[142]。

ギフジュニア
デッドマンズの戦闘員で、大地にギフジュニアバイスタンプを押印することでその周囲から湧き出るように大量発生する特別な生物種の遺伝子情報で武装していない下級デッドマン。戦闘力は低いが、敵を集団で攻撃する。
- デッドマンとは異なり、怪人になりきれず、クシャクシャになった契約書の紙が足らなくて体にくっついているが、完全に体を構成できず、頭の上半分がないという意図で、煙が頭蓋骨の上半分をたなびいている感じにデザインしている。

クイーンビー・デッドマン フェーズ3
アギレラがクイーンビープロトバイスタンプで変身したギフテクス。アギレラが高い能力を持つことから、初変身からフェーズ3の姿で出現した。
デッドマンを特殊なフェロモンで操り、生成した護衛蜂ロイガービーを無数に撃ち出す。毒針となっている人差し指の長い爪と全身から放つ毒針が武器。
- 当初はガラガランダのオマージュで、毒蛇をモチーフにしたいということであったが、すでにジャンヌがコブラモチーフに決まっていたことから、ショッカー初の女性怪人である蜂女のオマージュで、女王蜂がモチーフとなった。
- アギレラの衣装の袖のヒラヒラが特徴的であったことから、振り袖の舞妓のようにするために、袖部分をハチの羽根にしている。ミツバチをモチーフにし、各所にハチミツを配して光沢感で愛らしさや艶っぽさを演出している。パッと見はアヒル口の女の子のような顔だが、そこの下がパカッと割れてハチの顎になっている。角はヘラジカとキリンで舞妓の簪のような感じにしている。ミツバチっぽさを前面に出すために頭のボンボンも蜂の巣にしている。尻尾は少し変化を付けるために、ハチミツつながりからクマ（プーさん）の手になっており、後ろにモコモコのクマの手がぶら下がっていると少し可愛くなるが、上はハチの尻尾に繋がっていてぬいぐるみのようなところと生物的なところが融合している感じで、悪役のエグさと不気味さを意識している。

ダイオウイカ・デッドマン
オルテカがダイオウイカプロトバイスタンプで変身したギフテクス。敵を傘形の武器パラネグロと吸着能力を持つ爆弾や剣と盾の能力を併せ持つ無数の伸縮自在の触手で攻撃する。
- イカデビルのオマージュで、イカがモチーフとなった。
- 角は、イッカクの角を後頭部、ヒツジの角を首元に付けている。二重螺旋は体の前にあるイカの足となっている。尻尾は、クトゥルフを意識して、尻尾代わりにコウモリの翼を生やしている。イカでヌメヌメしていることからレインコートを着ており、体中にイカの吸盤に見えるボタンを配置し、武器も傘になっている。

アノマロカリス・デッドマン
オルテカがギフの棺と自身にアノマロカリスプロトバイスタンプとギフスタンプを同時押印したことでギフと一体化して変身した姿。ダイオウイカ・デッドマン同様、パラネグロや触手、吸着能力を持つ爆発物を武器とする。また、フェーズ4に達しており、ギフの修復能力も得ている。
- ほとんどは色の塗り替えだが、アノマロカリスの触角の装甲を体の前に垂れているイカの足に付け、顔の羊の2本角は色を塗り替えてアノマロカリスの触手のようにしている。白いフード部分は差別化のために兜っぽくしている。
- スーツはダイオウイカ・デッドマンの改造。

ウルフ・デッドマン
フリオがウルフプロトバイスタンプで変身したギフテクス。強烈な火球を撃ち出す専用の銃・ルヒールを武器とし、俊敏かつ荒々しい戦闘スタイルで高い戦闘力を誇る。
- 狼男のオマージュで、オオカミがモチーフとなった。
- 衣裳はアギレラに付き従うキャラであることから、召使いの雰囲気がある燕尾服を着せており、頭部はシルクハットを被っている感じにするために、スティラコサウルスとカブトムシの角をモチーフにしている。悪魔であることから少しグロくて怖い感じのものにするために、胸元のオオカミが剥き出しになった自分の腸をくわえているわりとキツいデザインにしている。マルコシアスを意識して、ふくらはぎ付近がワシの翼、尻尾がヘビになっている感じにしている。燕尾服を着ていてスタイリッシュに一見見えるが、実際はかなりグロい感じにするために、オオカミらしさである口を全身に配している。武器はシルクハットと燕尾服で上品なイメージであったため、レイピアのグニャグニャした鍔が銃身になっており、弾が曲がった銃身から出ることで普通の銃とは異なる魔法の銃っぽさを意識している。ハンマーやシリンダーは古式銃の感じにしていたが、監督の杉原はシングルアクションの銃であることを理解し、いちいちハンマーを手で起こして撃たせていたという。

ウルフ・デッドマン ライオット
怒りの衝動からフリオが暴走状態となった姿で、フェーズ4に相当する。かなり狂暴な性質の持ち主で、敵に鬼神のようなスピードと力で襲い掛かり、銃を用いずに自ら発生させた巨大な火球で、周囲の物体を一撃で焼き尽くす。
- ウルフ・デッドマンの改造で、頭と肩のみを変えているが、暴走して牙が体にどんどん生えてきたイメージでデザインしている。造形では白い衣裳部分がオミットされている。当初はアギレラを庇って死ぬという話であったため、「スマイル」と最期に言うと思い、ウルフ・デッドマンの口部分には口がなかったが、笑い顔にも泣き顔にも見えるような口を足している。

カメレオン・デッドマン
若林優次郎を殺害した謎の男がカメレオンプロトバイスタンプで変身した姿。
カメレオン・デッドマンと上級契約を結んだことで一体化してフェーズ2に進化し、第14話でギフの選別に生き残ったことでギフテクスに進化する。
体表の色素を変色させて周囲の風景と同化させたり、フェーズ2となったことで触れた相手の容姿や声色に擬態する形態変化能力を得た。
- 同じカメレオンをモチーフとしたヒルカメレオンのオマージュではなく、司令官に扮して潜入しているという設定からカメレオンに決まったものであり、全くの偶然であったという。
- 胸元から腹部にかけてウネっているところは、赤い地肌を衣裳部分の隙間から覗かせることでカメレオンが舌を伸ばしている感じとなっており、地肌は、他人の皮を形成して成りすます性質から自身の皮がなく筋繊維が剥き出しになっているイメージで、肩から垂れているカメレオンの舌のような部分も筋肉になっている。衣裳部分は他人になりすましてカモフラージュすることから、迷彩服がモチーフとなっているが、迷彩柄は描いてあるものではなく、2層目のウロコが一層目の裂けた白い衣装から見え、3層目の筋肉がその裂けたウロコから見えるという3層構造となっている。フェーズ2から生える角は、サイの角を後頭部側に付けている。

プラナリア・デッドマン
灰谷天彦がプラナリアプロトバイスタンプで変身した姿。自分の手を引き抜いて作った長い杖を武器とする。分裂能力を持ち、複製したバイスタンプによって宿主以外の第三者と上級契約させる共同契約を行え、悪魔の量産が可能となる。
長らく第三者と共同契約を結ばせていたが、第14話でフリオによって無理矢理上級契約を結ばされたことで一体化してフェーズ2に進化し、同話でギフの選別に生き残ったことでギフテクスに進化する。
第11・12話にではさくらが通っている聖風会館の師範代である大森聖子が複製したプラナリアプロトバイスタンプによって上級契約したフェーズ2として登場していた。
- 衣裳部分はマインドコントロールで操られているという設定から、拘束衣となっている。未登場に終わったスパイダー・デッドマン フェーズ2のアイデアを基に、真ん中に拘束されている人がいて、拘束衣がそこから巻き付いて体になっている。拘束衣の下に見える本体は、多く集まったプラナリアがウネウネしているイメージとなっている。最初は女性が変身するが、様々な人物が変身することから、中性的な雰囲気の顔にしている。共通のドクロ顔は、プラナリアであることから、様々なところに増殖して多くくっ付いている感じとなっている。武器の槍は内部組織が螺旋を描くイメージでエグめにデザインしている。

サーベルタイガー・デッドマン
工藤康がサーベルタイガープロトバイスタンプで変身した姿。敵を口内の眼球で攪乱し、長大な牙を武器とする。
サーベルタイガー・デッドマンと上級契約を結んだことで一体化してフェーズ2に進化し、第14話でギフの選別に生き残ったことでギフテクスに進化する。
敵を口腔部の巨大な眼球で惑わし、両腕の刃や両手まで伸びた2本の鋭い牙で止めを刺す。
- チーター・デッドマンが基になっており、ワイルドやラフっぽく不良のように袖を破っていたため、それに対して、衣裳はガッチリと着込んだ軍服のような感じにしている。元の肩を隠すために肩当てを付け、飾り紐をボタンにも加え肋骨服のようにしている。腕にサーベルタイガーの特徴である牙を付けているが、口から伸びているものにしたかったため、口から背中に刺さり体を突き抜けて腕に出てきている形になっている。頭頂部の角はバビルサとなっており、牙が上顎から上に向かって顔の皮膚を突き抜けて生えているのが特徴であったため、使ったという。

### ギフテリアン
ギフスタンプを人間に押印することで解放される新たな悪魔の種。
両前腕から突き出した剣・フェアグドが武器で、その戦闘力はフェーズ2のデッドマンをはるかに上回る。デッドマンとは違い、ギフスタンプでは制御できず、宿主の人間を誕生とともに喰らって成体となるため、押印された人間との分離は不可能。
- ディアブロのように、骨の本体とその上に覆い被さっている外骨格のような感じでデザインし、ディアブロと同様に頭に被っているものに穴が開いて中の目が覗いている[257]。話が完全に通じないような怖い感じにするために、人間と前後が逆になることで不気味さが出るように、腹部や胸板のディテールを肋骨と背骨にしている[257]。当初は肩などの灰色の部分が全てメタリックの銀色で鎧のように塗ってあったが、服を着ているように見えることからNGとなり、体からすべての部位から生成されたものにするために、白っぽい部分はディアブロの外骨格と同じ材質にしている[257]。両腕の剣は『ウルトラセブン』のギエロン星獣の腕のようにそういう形状の手としてデザインしたが、造形では取り外し可能となっていた。尻尾や脚はディアブロと同様のデザインにしている[257]。
- スーツは新規造形[257]。

ギフテリアン（TRUE）
ギフ自らの体内にあるギフスタンプによって生み出された真のギフテリアン。ギフがいる亜空間内を球体に包まれた胎児のような姿で漂っており、ギフの指令で亜空間から飛び出す。
その戦闘力と速度はフェーズ3のデッドマンに匹敵し、両前腕から突き出したフェアグド以上の切れ味を誇る剣フェアクダードを武器とする。
- スーツはギフテリアンの黄色い部分と顔を塗り替えている。

ヘルギフテリアン
複数のギフテリアンをギフが融合させた新たな生物。
高い知性を備え、人語による意思疎通が可能。また、鋭い爪が武器で、爪から斬撃を放ったり、ギフの超修復能力や複数のライダーを同時に一体で対処できるすさまじい戦闘力を有する。
- ギフ特有の骨感が伝わるようにしているが、単調にならないように連続感のある骨の形状に不規則感を持たせている。胸を中心に骨を組み込んで、アスモデウスのメギド特有の本の要素をなくし、後にシルエットを変えるために角をなくして手足にも骨を増やしている。顔にマスクを被せて目と頬の印象を変えており、右目も眼帯のようにしている。初稿ではオレンジがベースであったが、後に赤紫に変更となった。
- スーツは『セイバー+ゼンカイジャー スーパーヒーロー戦記』のアスモデウスが基になっている。

ギフセクト
ギフの分身体で、人間の体内に耳から侵入して寄生し、ギフテリアンを生み出すほか、大量に融合することでヘルギフテリアンになることも可能。
- ギフの顔をした、ハエっぽいが不気味な虫の見た目になっており、角が生えた肋骨と頭蓋骨のボディにしているほか、頭の顎部分がハエの前脚になっている。

### ギフデモス
人間がギフから授かった力によって禍々しく変貌した姿。劇中では御子柴朱美と赤石英雄が変貌した。
朱美が変化したギフデモスは左前腕から突き出した空間をも切り裂く剣・デスペティアで戦う。赤石が変貌したギフデモスは風林火山のような格闘術と高速移動で攻撃し、超修復能力も備えている。両拳から衝撃波やエネルギー波を放つことで独自の力場を発生させたり、雷撃能力や発火能力、ステルス能力なども兼ね備え、デッドマンやギフテリアンをも凌ぐ能力を有する。
- 朱美が変化したギフデモスはギフの骨のような特徴を反映させ、朱美の特徴をヒントに片腕のトゲを注射針のようにしたり、看護師のカチューシャのようなイメージにしている[258]。赤石が変化したギフデモスはディアブロのなで肩のような白い部分を黒くしてコートを上に着ている感じにしている[259]。赤石が白い服を着て黒い手袋をしていたため、黒いディアブロが白い外骨格を着込んでいるイメージで、腰付近の面が蔦植物のようになったため、バラのトゲっぽさをそこに足して少し地位が高い感じを演出している[259]。ギフテリアンの顔が上に伸びていたため、先端にかけて前に顔を倒し、少し印象を変えている[259]。
- 赤石が変化したギフデモスはスーツは『ビヨンド・ジェネレーションズ』のディアブロが基になっている[259]。
- 変身シークエンスは、リバイスの変身と共通性を持たせるために、降下してきたギフの手がガラス状に変質するようになっている[142]。

ギガデモス
赤石英雄が不老不死の肉体を返上して究極の力を得た強化形態。
両掌からエネルギー波を放ったり、凄まじい破壊力を伴う格闘術など、桁違いに全ての力が強化されている。
- 赤石が変化したギフデモスは赤を使わないように言われていたが、最終形態であったことから、これまで使わなかった赤を使っているが、普通に赤くするだけではなく、血飛沫が折り重なって濃淡のある赤となっている。迫力を出すために赤い血管を随所に走らせて濃淡のあるボディにしている。

## アイテム
バイスタンプ
仮面ライダーの変身などに用いられるキーアイテム。50年前に中南米の古代遺跡で発見されたギフスタンプをフェニックスが研究する過程で狩崎の父が発明した、人間の体に棲む悪魔（感情エネルギー）を分離するスタンプを元に、狩崎が開発した、悪魔との契約やコントロールを可能とする強力な生物種の遺伝子情報（ゲノム）を保存したスタンプ型アイテム。
悪魔と意思疎通ができていない人間が押印するとデッドマンを生み出す。また、容器にある最強生物のゲノムレリーフの後部にはモチーフとなった過去の仮面ライダーの顔の意匠が彫られている。
無機物に対しても使用可能で、バイスタンプを押印することで悪魔を憑依させることが可能。
バイスタンプの多くは幼少期の狩崎が描いたイラストから真澄が着想を得たものであった。
また、赤石がカジキ、ケツァルコアトルス、ホワイトレオのバイスタンプを隠し持っていたほか、フェニックスが使用した人間に押印することで悪魔を分離させてギフジュニアを貯蔵させたバイスタンプ、『超バトルDVD』ではジョージ・狩崎がキリン、ニワトリ、フンコロガシのバイスタンプを開発していることが明かされた。
- アップ用プロップの印面には各モチーフが打ち抜かれたマグネットシートを貼り付けている。
- プロデューサーの望月は、人間の体内にいる悪魔を引き出すという行為を表現できるアイテムについてバンダイと検討し、自分の子供がスタンプで遊んでいたことや、ウェブでスタンプと検索してもLINEスタンプの画像が上位を占め、デジタルでもスタンプを押すという行為が一般的であることを認識してスタンプに決めたことを話している。スタンプは以前から長年アイテムの候補に上がっていたものであったが玩具の技術的な問題からボツになっていたものであるといい、プロデューサーの望月は本作品の1人が2人のライダーになるというコンセプトを実現するにあたり、最も魅力的に映っていたため、逆に驚いたという。本作品の悪魔という概念をポジティブな方向性で考えると、その人の持つ才能や潜在能力とも置き換えられ、その上に纏う「装備」と考えられ、生物の力と悪魔の力のミックスで姿と強さが変わるというイメージで「動物」が選ばれ、黒電話などすでに滅んだり廃れたりした「過去のもの」というモチーフが当初は提示されていたが、それでは子供は分からないため、古生物や絶滅動物、強そうなイメージの動物をモチーフにデザインが進められることとなった。その中で、主役のメインフォームとしてはやっていなかった恐竜モチーフのみで構成することも考えられたが、年間で全てモチーフを恐竜にすると戦い方に違いが出せないと思い、絶滅動物や古生物にまで範囲を広げたものの、マイナーなものやマニアックなものが出たため、強そうな雰囲気の最強生物という打ち出し方にし、絶滅動物を含むライオンなどの子どもたちにもわかりやすい現存する生物も入れ込み、「生物の遺伝子」をモチーフにすることとなった。当初はレジェンド要素は入れない方向性であったため、レリーフには歴代ライダーの姿は入っていなかったが、レジェンド要素をデザインにも入れ込むこととなり、歴代ライダーの姿をスタンプにも入れることとなったが、本筋とは関係ないため、動物のレリーフの裏にあるスタンプの本体部分に配置し、仮面ライダーが大好きな狩崎が、隠れミッキーのように少しだけ自己満足やエゴとしてスタンプに歴代ライダーのモチーフを入れ込んだものという設定となった。レジェンドライダーのバイスタンプは、序盤に登場する10種のバイスタンプとの差別化からマーブルのカラーを変更している。
- 外形は、「厳かな雰囲気」「海外のアンティークの印鑑のような雰囲気」「古の力が入ったもの」という要素を入れつつ、ベルトに入れた時の収まりや玩具の電子基盤のサイズなどを考慮して決められ、よく日本にある細長いハンコではなく、ボリュームのあるどっしりとしたスタンプにするため、台座と持ち手の部分は大理石製の雰囲気を出すためにマーブル成形にしている。スタンプの印面とベルトの印影を横並びで見せ、ビジュアルでライダーが2倍になったというのを端的に表現したかったが、前にスタンプ面を向けるというレイアウトが難しかったため、印面と同様のサイズ&デザインをレリーフとしてスタンプ前面の取っ手部分に置くこととなった。フィギュアがスタンプ台座の上に乗っているイメージなどもあったが、よりアンティークな雰囲気を出すため、彫りの深いレリーフとなり、雑貨店のオーナメントなどを参考に抽象化具合を調整している。『仮面ライダーゼロワン』のプログライズキーにはライダーのビジュアルが入っておらず、どのライダーに変身するというのかが分かりづらかったため、ヒーローの顔をレリーフの奥に入れているが、厳かな雰囲気を重視するためによくヒーローのビジュアルが見えない配置となった。
- また、アイテムの入手方法も作品の世界観に沿ってアレンジしており、狩崎が開発したものを、どのような過程で入手するのかというのを工夫してドラマに組み込んでいくという。
- 物語中盤にて描かれた、作中におけるバイスタンプ押印の義務化について、2022年5月頃に一部の視聴者から放送倫理・番組向上機構（BPO）に対し投書が複数寄せられた。

| 名称                      | 遺伝子情報 | 初登場             | 備考 |
| ------------------------- | --- | ------------------ | --- |
| レックス[139]             | T-レックス | 第1話              | 第1話では門田ヒロミが変身を試みて失敗しレックス・デッドマンを生み出した。                                                                              |
| ギフジュニア[93]          | なし | 第1話              | デッドマンズがギフジュニアを呼び出すために使用する。                                                                                                   |
| イーグル[139]             | 鷲 | 第2話              | |
| マンモス[139]             | マンモス | 第3話              | |
| プテラ[139]               | プテラノドン | 第3話              | |
| ライオン[139]             | ライオン | 第5話              | 第5話ではバイスタンプ流出犯を誘き出すために狩崎が制作した印面が「カリザキ」となっている偽のバイスタンプ・フェイクライオンバイスタンプ[139]が登場した。 |
| メガロドン[139]           | メガロドン | 第6話              | |
| ジャッカル[139]           | ジャッカル | 第7話              | |
| スパイダー[139]           | 蜘蛛 | 第7話              | |
| コング[139]               | ゴリラ | 第8話              | |
| バッタ[139]               | バッタ | 第8話              | |
| バット[139]               | コウモリ | 第8話              | |
| カマキリ[139]             | カマキリ | 第9話              | |
| モグラ[139]               | モグラ | 第9話              | |
| ブラキオ[139]             | ブラキオサウルス | 第10話             | |
| コンドル[139]             | コンドル | 第11話             | |
| コブラ[139]               | コブラ | 第12話             | |
| クジャク[139]             | クジャク | 第13話             | |
| バリッドレックス[139]     | - T-レックス - メガロドン - イーグル - マンモス - プテラノドン - ライオン - ジャッカル - ゴリラ - カマキリ - ブラキオサウルス | 第13話             | |
| タートル[139]             | カメ | 第15話             | |
| スコーピオン[139]         | サソリ | 第15話             | |
| ボルケーノ[139]           | - | 第17話             | |
| ネオバッタ[139]           | ネオバッタ | 第22話             | |
| ローリング[139]           | - | 第23話             | |
| カブト[139]               | カブトムシ | 第25話             | |
| ホーリーウイング[139]     | - | 第26話             | |
| クロウ[139]               | カラス | 第26話             | 狩崎が開発していた未完成品で[139]、使用すれば大二かカゲロウのどちらかが消滅するという欠点を持っていた[129]。                                           |
| アノマロカリス[139]       | アノマロカリス | 第26話             | |
| サンダーゲイル[139]       | T-レックス | 第26話             | |
| ハシビロコウ[139]         | ハシビロコウ | 第33話             | |
| クワガタ[139]             | クワガタムシ | 第35話             | |
| クイーンビー[139]         | 女王蜂 | 第36話             | クイーンビープロトバイスタンプに真澄が再調整を加えたもの。                                                                                             |
| バッファロー[139]         | 野牛 | 第36話             | |
| ギファードレックス[139]   | - T-レックス - ギフ | 第38話             | |
| トルーパースパイダー[139] | 蜘蛛 | 第41話             | スパイダーバイスタンプに比べて高い汎用性を持つ[139]。                                                                                                  |
| トルーパークワガタ[139]   | クワガタムシ | 第41話             | クワガタバイスタンプより簡素化され、一般兵でも使用が可能[139]。                                                                                        |
| トリケラ[139]             | トリケラトプス | 第41話             | |
| ヘラクレス[139]           | ヘラクレスオオカブト | 第42話             | |
| コモドドラゴン[139]       | コモドオオトカゲ | 第42話             | |
| クリムゾンベイル[139]     | - | 第42話             | |
| クロコダイル[139]         | クロコダイル | 第42話             | |
| ブランク[119]             | - | 第43話             | 他の人間にスタンプに分離・吸収した悪魔を移植することが可能[119]。                                                                                      |
| パーフェクトウイング[139] | - | 第44話             | |
| キングコブラ[139]         | キングコブラ | 第46話             | コブラバイスタンプがラブコフの成長によって変化した[139]。                                                                                              |
| ジュウガ[139]             | - T-レックス - メガロドン - イーグル - マンモス - プテラノドン - ライオン - ジャッカル - ゴリラ - カマキリ - ブラキオサウルス | 第47話             | |
| カンガルー[264][169][139] | カンガルー | 超バトルDVD        | |
| ゴールドスピノ[139][183]  | スピノサウルス | 超バトルDVD        | 別世界の狩崎親子が開発した[139][183]。2号の魂を持つ者のみが使いこなせる[183]。                                                                         |
| クラーケン[265]           | クラーケン | ジュウガVSオルテカ | |
| カメレオン                | カメレオン | ジュウガVSオルテカ | 最終調整がりんなによって行われ、オルテカに託された[265]。                                                                                              |
| オクトパス[265]           | タコ | ジュウガVSオルテカ | 最終調整がりんなによって行われ、オルテカに託された[265]。                                                                                              |
| プラナリア[265]           | プラナリア | ジュウガVSオルテカ | 最終調整がりんなによって行われ、オルテカに託された[265]。                                                                                              |
| トゥルーレックス[265]     | | ファイナルステージ | 一輝がバイスと記憶の中で再会し、授かったバイスタンプが、バイスの強い思いを受けて現実世界で変化した[265]。                                              |
| ブラッドベイド[265]       | | ファイナルステージ | 荒野に捨てられ、闇市で売られていたもので、優一郎が手に入れた[265]。ベイルの残留思念が残っている[202]。                                                 |

クリムゾンベイルバイスタンプ
真澄がローリングバイスタンプを基に開発したクリムゾンベイルの変身に使用するバイスタンプ。
宿主に吸収した悪魔を戻す機能が隠されていたため、元太は体内にベイルを戻した。
- 全面的にクリムゾンベイルの差し色の赤を使うことで、元のローリングバイスタンプとの印象を変えており、グラフィック部分は、クリムゾンベイルの胸部のあばら骨のようなディテールを拾っている。

プロトバイスタンプ
人間に押印することによって悪魔を分離・実体化させ、生物の力で武装強化することでデッドマンを生み出す。バイスタンプと違ってこちらは後部に過去の仮面ライダーの顔の意匠が彫られていない。

| 名称                     | 遺伝子情報       | デッドマン                     | 初登場              | 備考                                                        |
| ------------------------ | ---------------- | ------------------------------ | ------------------- | ----------------------------------------------------------- |
| マンモス[266]            | マンモス         | マンモス・デッドマン           | 第1話               |                                                             |
| カマキリ[266]            | カマキリ         | カマキリ・デッドマン           | 第2話               |                                                             |
| メガロドン[266]          | メガロドン       | メガロドン・デッドマン         | 第2話               |                                                             |
| コング[266]              | ゴリラ           | コング・デッドマン             | 第3話               |                                                             |
| ライオン[266]            | ライオン         | ライオン・デッドマン           | 第5話               |                                                             |
| ダイオウイカ[266]        | ダイオウイカ     | ダイオウイカ・デッドマン       | 第5話               |                                                             |
| ウルフ[266]              | オオカミ         | ウルフ・デッドマン             | 第5話               |                                                             |
| カンガルー[266]          | カンガルー       | カンガルー・デッドマン         | 第6話               |                                                             |
| チーター[266]            | チーター         | チーター・デッドマン フェーズ2 | 第7話               |                                                             |
| ブラキオ[266]            | ブラキオサウルス | ブラキオ・デッドマン           | 第9話               | リバイとバイスのブラキオゲノムの初変身にも使用された[188]。 |
| プラナリア[266]          | プラナリア       | プラナリア・デッドマン         | 第11話              |                                                             |
| カメレオン[266]          | カメレオン       | カメレオン・デッドマン         | 第13話              |                                                             |
| サーベルタイガー[266]    | サーベルタイガー | サーベルタイガー・デッドマン   | 第14話              |                                                             |
| クイーンビー[266]        | 女王蜂           | クイーンビー・デッドマン       | 第16話              |                                                             |
| シャーク[266]            | サメ             | シャーク・デッドマン           | 第23話              |                                                             |
| エレファント[266]        | ゾウ             | エレファント・デッドマン       | 第23話              |                                                             |
| アノマロカリス[264][266] | アノマロカリス   | アノマロカリス・デッドマン     | 第28話              |                                                             |
| ラフレシア[266]          | ラフレシア       | ラフレシア・デッドマン         | 第30話              |                                                             |
| コアラ[出典 141]         | コアラ           | コアラ・デッドマン             | 超バトルDVD         |                                                             |
| バッタ[266]              | バッタ           | バッタ・デッドマン             | 『セイバー』増刊号  |                                                             |
| スパイダー[266]          | 蜘蛛             | スパイダー・デッドマン         | 『劇場版 リバイス』 |                                                             |

ギフスタンプ
約30年前に真澄の手で解析が進められたオーパーツ。
人間の体に押印することで、生物から非常に強い悪性エネルギーを活性化・開放させる力を有しているが、宿主の人間を食欲や破壊衝動に駆られて喰らい、禍々しい姿となって現れる。そのため、宿主を悪魔が喰らうことなく、宿主と共存できるように、解析によって得られた物質や情報を独自転用して、悪性エネルギーを制御して悪魔を戦力化するバイスタンプが開発された。
中南米の某所にある遺跡の祭壇に赤石がギフの棺とともに祀っていたが、1971年にウィッチデイ大学の遺跡発掘チームの1人が、手首にスタンプを押印したことで、悪性エネルギーが体内から分離し、発掘隊を喰らったことでギフテリアンとなった。そのことからギフの棺とともに人知を超えたオーパーツと認定され、軍事利用のための研究組織として赤石が創設したノアによって行われるが、ノアの崩壊後に後続組織として結成されたフェニックスが引き継ぎ研究を行っていた。
その後はスカイベースに保管されていたが、第14話で若林に成りすましていたカメレオン・デッドマンがヒロミとの人質交換を狩崎に突きつける形で強奪した。
- バイスタンプの原型になるもので、少し生っぽく一回り大きい感じというオーダーで、悪魔というオーダーから呪器のような要素も持っていった結果、現在の形となった。印影はカタカナのギフを篆書体のようにしたものとなっている。

## 用語
しあわせ湯
幸実の実家で、下町にある昭和46年から創業している老舗の銭湯。住所は東京都渓谷区いずみ元町10-10。
銭湯の仕事は、元太が動画配信に夢中なため、主に一輝や幸実が担当している。また、一時は都市再開発の一環で、付近一帯を大型複合施設にするため、立ち退きを求められたが、現在は一輝がフェニックスと契約したことでフェニックス公認の施設となって白紙撤回され、「元ちゃんの限界チャンネル」のスペシャル企画として、住民のお悩み相談を受け付ける「世直し元ちゃん」が開催された。
- あまりにもいろんなものがありすぎて、流れが早すぎる社会の中で、しあわせになるのが難しい時代になっていき、しあわせを人間が感じるのが名誉や金ではなく、自分がコミュニティの中で必要とされる、居場所があるということが、しあわせと認識するという研究があったため、しあわせ湯という名前の銭湯となり、裏テーマとして各登場人物がしあわせとはなんだろうと投げかけながら、居場所を探す物語ということとなった。

スカイベース
フェニックスの飛空型指令母艦で、高空を常時飛行し、空からデッドマンズを監視する。30分以内で地球上のあらゆる場所に到着が可能。地上との連絡には垂直離着陸機が用いられる。操舵室は艦橋にあり、スーパーコンピューター「鳳凰」によって、ごく少数の人員での操艦が可能。連続滞空時間は約90日で、地上基地に補給のために着陸することもある。
収容人数は500人で、絶滅種を含めた数十万種に及ぶ生物の遺伝子情報が厳重に保管された遺伝子保管庫が内部の研究室にあるほか、指令室、訓練室、乗員用個室、食堂、デッドマンを生み出した犯罪者の尋問室や更生施設などを備えている。
- 仮面ライダーバイス プテラゲノムがホバーバイクであったことから、これに基づいてすべてのフェニックスの飛行メカはこのシステムを応用したローター飛行タイプのメカというフォーマットを決め、その親玉のような空中要塞としている。企画当初から後にフェニックスが悪の組織と判明する展開が決まっていたため、それが発覚するまでは一切外側に武装を付けていない空母形態であるが、発覚してからはえげつない数の砲門が全て露出した人型のロボットベースになって街を上空から見下ろすように威圧する存在になるというコンセプトであり、変形後のロボットベースはデザインもされたが、未使用に終わった。

科学研究組織NOAH・ノア
1971年に日本政府がギフスタンプとギフの瞳の解析を目的に設立した組織。NOAHは「Nest Of Anti-Human」の略。
所長の東山の指示の下、1991年ごろにギフスタンプの研究からバイスタンプの開発が始まるが、真澄をチーフとした研究チームの実験が失敗して実験体が不完全な悪魔となる。その後、1996年に真澄がドライバーとバイスタンプによるライダーシステムを開発するが、悪魔をドライバーに常駐させなければ、安定した稼働ができなかった。
悪魔を常駐させる実験として、事故を仕組んで純平の心臓に大怪我を負わせ、ギフの棺の細胞を治療の名目で移植し、強化人間に改造させたことで、悪魔がベイルドライバーに常駐し、安定稼働が実現した。
その後、実験の失敗で生まれた不完全な悪魔を純平に処理する任務を与えていたが、純平が幸実と出会ったことで人の心を取り戻し、伊良部の協力で組織を脱走。さらには純平がベイルと対決した際にベイルドライバーにベイルを封印したことで起こった業火によって研究施設が全焼し、事実上組織は壊滅した。

## キャスト

### レギュラー・準レギュラー
- 五十嵐一輝 / 仮面ライダーリバイ / 仮面ライダージャックリバイス / 仮面ライダーリバイス - 前田拳太郎[269]
- 五十嵐大二 / 仮面ライダーライブ / 仮面ライダーホーリーライブ / 仮面ライダーエビリティライブ / カゲロウ / 仮面ライダーエビル[注釈 29] - 日向亘[269]
- 五十嵐さくら / 仮面ライダージャンヌ - 井本彩花[269]
- ジョージ・狩崎 / 仮面ライダーデモンズ / 仮面ライダージュウガ - 濱尾ノリタカ[269]
- アギレラ / 夏木花 / 仮面ライダーアギレラ - 浅倉唯[269]（1 - 28・30 - 50）
- オルテカ / 仮面ライダーデモンズ - 関隼汰[269] （1 - 28・44・45・50）
- フリオ / 玉置豪 / 仮面ライダーオーバーデモンズ - 八条院蔵人[269]（1 - 24・28 - 37・39・41・43 - 50）
- 門田ヒロミ / 仮面ライダーデモンズ - 小松準弥（1 - 3・5 - 21・37 - 39・41・43 - 50）[269][注釈 30]
- 牛島公子 - 乃緑（1・8・11・21・23・27・37 - 39）[270][注釈 31]
- 牛島光 / 仮面ライダーオーバーデモンズ - 奥智哉（1・7 - 11・16・19・21・23・24・27・30 - 41・43・44・46 - 48・50）[269]
- 伊良部正造 - 西郷豊（1・3・5 - 7・9・13・15・17・25・26・28・32・36・38・43・45・49・50）[269]
- 若林優次郎 / カメレオン・デッドマン - 田邊和也（1 - 7・9 - 16・19・20）[269]
- 牛島太助 - 矢柴俊博（1・8・11・21・23 - 27・32 - 40）[269]
- 赤石英雄 - 橋本じゅん（17 - 22・25 - 43）
- 御子柴朱美 / ギフデモス（声） - 藤岡沙也香（18・20・22・26・30 - 37）
- 五十嵐幸実 - 映美くらら （1 - 5・8 - 23・25・27・28・30 - 32・34・36・38・40 - 50）[269]
- 五十嵐元太 / 仮面ライダーデストリーム - 戸次重幸（1 - 6・8 - 16・19 - 25・28・32・36・38 - 43・47 - 50）[269]

### 声の出演
- バイス / 仮面ライダーバイス / 仮面ライダージャックリバイス / 仮面ライダーリバイス - 木村昴[269]
- ベイル / デモンズドライバー - 津田健次郎[269][注釈 32]（19 - 22・24 - 28・31 - 36・38 - 42）
- ラブコフ - 伊藤美来（12 - 18・23 - 27・29・31 - 33・38・40・44 - 50）[269]
- 狩崎真澄 - 藤真秀（23 - 28・30・32 - 44・48）[注釈 33]
- ギフ - 井上和彦（44 - 46）
- リバイスドライバー音声 - 藤森慎吾[271][注釈 34]
- ギファードレックスバイスタンプシステムボイス - YOFFY（サイキックラバー）[272][注釈 34]
- ジュウガドライバー - 堀川りょう（47・48）[273][注釈 34]

### ゲスト
- 原田智之 - 鈴木みのる（1）
- 考古学者 - HD（1）
- 鬼島[注釈 35] - 鬼倉龍大（1・6）
- アナウンサー - 安藤聡海（1・4・13・16・36・47・50）[注釈 36]
- 音楽隊 - 山梨大学吹奏楽団（1）[274][注釈 34]
- 荒木 - 林野健志（2）
- 井端 - 篠山輝信（2）
- 桶谷彩夏 - 内海誠子（3・4・50）[注釈 37]
- 小谷 - しゅはまはるみ（3）
- 大山 - 濱津隆之（3）
- 吉田浪夫 - 松浦祐也（3・4）
- 桶谷美春 - 清水香帆（3・4）
- りん[275] - 名田紗羅（3・4）[注釈 38]
- ゆうき[275] - 岩崎愛香（3・4）[注釈 38]
- 医師[276] - 真島なおみ（3）[注釈 38]
- メイド[277] - ぷうたん（3）[注釈 38]
- 桶谷妙子 - 遠藤久美子（3・4）
- 隊員 - 高田将司（3・19）[278][279][注釈 38]、神里まつり（5[280],6）[注釈 39]、瑠己也（16）、藤田洋平（19）[279][注釈 38]
- ボン - 宇佐卓真（5・47・50）
- 社長[ep 5] - 内藤聖羽（5）[注釈 38]
- 本田茂夫 - 林家木久扇（5）
- 警備員[281] - 寺本翔悟、齊藤謙也（5）[注釈 38]
- 工藤康 / サーベルタイガー・デッドマン（声） - 河相我聞（6・13 - 15・30）[注釈 40]
- 裁判長 - 吉満寛人（6）
- 成瀬ゆかり - 岩崎静江（6）
- 成瀬まさる- 青山凌大（6）
- 江口剛志 - 松永健太郎（6）
- 証人 - 曽我佐知子（6）
- 傍聴人[282] - 重富智雄（6）[注釈 34]
- 前園孝治 - 橋爪淳（7）
- 校長 - 小浦一優（芋洗坂係長 / 7）
- 前園仁志 - ゆうたろう（7）
- 窃盗団 - 佐々木歩夢、角倉慧一朗（7）
- 警官 - 白井雅士、長友誠（7）
- 主婦 - 得田舞美、宮咲久美子（7）
- 母親 - 真下有紀（7）
- 詐欺師[283] - 松本寛也（9・10）、西葉瑞希（9・10）、榊原徹士（9・10・50[注釈 41]）[注釈 38]
- 幼い一輝[283] - 盛永晶月（9 - 11・42）[注釈 42]、森優理斗（25・42）[283][注釈 38]
- 幼い大二[283] - 山田暖絆（9 - 11・42）[注釈 42]、望月奏斗[23][注釈 43][注釈 38]（42）
- 灰谷天彦 / プラナリア・デッドマン - 柏原収史（11 - 15）
- 大森聖子 - 小野まりえ（11・12）
- 大森涼 - 本多陽登（11・12）
- 幼いさくら - 福元愛悠（11・42）[注釈 44]
- 主治医 - 渡部遼介（11）
- 医者 - 犬塚マサオ（11）
- 幼いアギレラ - 金子莉彩（14）
- 信者 - つついきえ（14）、江見ひかる（14）、さいとう芽美（17）、松山拓郎（17）
- 生徒 - 石川涼楓（14・22）、平澤由理（14・22）、Angelina D（14）
- カメレオン・デッドマン人間体 - 加藤歩（14・16）[注釈 34][283]
- 研究員 - 清瀬やえこ（16）
- OL - 西幹麻里奈（16）
- サラリーマン - 水野リューミン（16）
- 若い女性 - アンナ（16）
- 奥田陽介 - 塚本凌生（17・18）
- 本村香苗 - 清井咲希（17・23・24）
- 高校生 - 髙松アロハ（17・18）
- 山桐千草 - 奥山かずさ（19・20）
- 田淵竜彦 - 宇治清高（19・20）
- 幼いオルテカ - 石田偉琉（20・27）
- 鈴木もぐら（空気階段） - 鈴木もぐら（空気階段 / 本人役 / 22・23）
- 水川かたまり（空気階段） - 水川かたまり（空気階段 / 本人役 / 22・23）
- 富永真由 - 小槙まこ（22・23・50）[注釈 37]
- 西川正志 - 石黒久也（22・23）
- かしわもち - 宮澤佑、吉川一勝（22）
- パブロフの犬 - 吉成浩一、ジェントル（22・23）
- 笹谷D - 田村智浩（22）
- ウィークエンド隊員[67] - 米岡孝弘[注釈 38]
- 幼いジョージ・狩崎 - 平賀仁（25・42・43・48）[283][注釈 38]
- 木村昴（本人役 / 30・31・50）
- 池山浩二[注釈 45] - 坂田秀晃（30・31・50）
- 鈴村健一（本人役 / 30）
- 神谷浩史（本人役 / 30）
- 伊藤美来（本人役 / 31）
- 堀川りょう（本人役 / 31）
- プロデューサー - 井上千尋（31）[284]
- ウィークエンド構成員[180][213] - 永徳、渡辺淳（41）[注釈 38]
- 狩崎真澄（過去） - 高橋健介（42・43・48）
- コメンテーター - 三島ゆたか（47）
- 浮世英寿 - 簡秀吉（50）『仮面ライダーギーツ』
- カズ - 三浦知良（特別出演 / 50）
- 現場作業員 - 北澤実佳（50）[285][注釈 34]

### スーツアクター
例年であれば、終盤は新番組にスーツアクターが行ってしまうこともあるが、リバイとバイスのスーツアクターを務めた縄田と永徳は、最終回まですべて担当したという。
- 仮面ライダーリバイ[出典 142]、仮面ライダージャックリバイス（一輝変身時）[196]、仮面ライダーリバイス[34][3]、仮面ライダーエビル（26）[204] - 縄田雄哉
- 仮面ライダーリバイ ジャッカルゲノム（スケートボード滑走シーン）[187] - 冨田誠
- バイス / 仮面ライダーバイス[出典 142]、仮面ライダージャックリバイス（バイス変身時）[出典 143] - 永徳
- 仮面ライダーエビル[出典 144]、仮面ライダーライブ[出典 145]、五十嵐大二（吹き替え / 28）[287][注釈 46]、狩崎真澄[238][204][注釈 47] - 中田裕士
- 仮面ライダージャンヌ[出典 146]、五十嵐さくら（吹き替え）[289]、ギフジュニア[289][204] - 宮澤雪
- 仮面ライダーデモンズ（ヒロミ / 狩崎）[出典 147]、仮面ライダーベイル[出典 148]、仮面ライダーデストリーム[出典 149]、仮面ライダージュウガ[67][3]、仮面ライダーデモンズトルーパー[67]、マンモス・デッドマン[67]、コング・デッドマン / コング・デッドマン フェーズ2[67]、ライオン・デッドマン[67]、ギフテリアン / ギフテリアン（TRUE）[67]、ヘルギフテリアン[67] - 小森拓真
- クイーンビー・デッドマン[出典 150]、仮面ライダーアギレラ[出典 151] - 林本奈々
- 仮面ライダーオーバーデモンズ（光）[62][67]、仮面ライダーデモンズトルーパー[67]、ギフジュニア[67]、ギフテリアン[67]、ギフテリアン（TRUE）[67] - 米岡孝弘
- ダイオウイカ・デッドマン[67]、仮面ライダーデモンズ（オルテカ）[67]、アノマロカリス・デッドマン[67]、仮面ライダーデモンズトルーパー[67]、ギフジュニア[67]、カマキリ・デッドマン[67]、チーター・デッドマン フェーズ2[67]、ギフテリアン[67] - 寺本翔悟
- ラブコフ[出典 152] - 五十嵐睦美
- ウルフ・デッドマン[67] / ウルフ・デッドマン ライオット[67]、ベイル[出典 153]、クリムゾンベイル[出典 154]、仮面ライダーオーバーデモンズ（玉置）[67]、ギフジュニア[67]、ギフテリアン[67]、メガロドン・デッドマン[67]、カンガルー・デッドマン[67]、ブラキオ・デッドマン[67]、カメレオン・デッドマン[67]、シャーク・デッドマン[67]、ラフレシア・デッドマン[67] - 榮男樹
- 牛島公子（吹き替え）[291] - 五味涼子
- ギフジュニア[288]、ギフデモス（赤石）[67] - 藤田慧
- ギフデモス（朱美）[292] - 宇佐見紗風
- ニセ仮面ライダーバイス[213] - 清水麟太郎
- 仮面ライダークウガ（OP）[293] - 今井靖彦

## スタッフ
メインスタッフは『仮面ライダードライブ』以来の参加となる望月卓が仮面ライダーシリーズではチーフプロデューサーを初担当。パイロット監督は柴﨑貴行が前作『仮面ライダーセイバー』に引き続き担当。柴﨑は望月が初めてスーパー戦隊シリーズでチーフプロデューサーを務めた『宇宙戦隊キュウレンジャー』を撮影していたことから望月が選んだといい、前作『セイバー』がコロナ対策が出来なかったことからリベンジという意味でも柴﨑に依頼したという。
メインライターはアニメや特撮などのキャラクター作品は初めてとなる小説家の木下半太が担当。脚本に木下を起用したのは、仮面ライダー未経験であり、木下の作品が、あまり人から褒められた人間ではない底辺の人間やアウトローが主人公で、人間の恥部や暗部などの負の部分を隠さずに描くような、実は暗いテーマや陰惨な話である一方で、それを親しみやすく提示できる、生き生きと前向きに明るく生きていたり、何かに抗い、バッドエンドでも希望が感じられる読後感があり、そこはかとなく明るい作風であるため、ストーリーが展開するなかでどうしても暗い方向に進んでしまう仮面ライダーにおいても全体のムードを明るく保ち続けられると考えたからだといい、シリーズ構成に紐づく部分のある商品展開は望月が担当し、望月ができない台詞やキャラクター作りなどを任せられ、個性的でパンチ力がある新しい人として、声を掛けたという。また、マンネリ打破の意味も込められており、『仮面ライダー鎧武/ガイム』の虚淵玄のように未経験の人物を入れて化学反応を期待したとしている。
- 原作 - 石ノ森章太郎[269]
- スーパーバイザー - 小野寺章
- プロデューサー - 井上千尋[269]・水谷圭[269]（テレビ朝日）、望月卓[269]（東映）
- 脚本 - 木下半太[269]、毛利亘宏、内田裕基
- 音楽 - 中川幸太郎[269]
- 撮影 - 倉田幸治、百瀬修司、植竹篤史
- 照明 - 佐々木康雄、西田文彦、水本富男
- 録音 - 堀江二郎（1・2）、遠藤和生（3 - 29）、村上洋祐（30 - 50）
- 美術 - 大嶋修一
- 編集 - 若松広大
- スクリプター - 梅木望帆、坂本希代子、栗原節子、山室佳代、森みどり
- スケジュール - 作野良輔（11・12）
- 助監督 - 作野良輔、荒川史絵、葉山康一郎、宮﨑駿
- アクション監督補 - 藤田慧（13・14・41）
- アクション監督代行 - 石井靖見、中田裕士（19）[295]
- 制作担当 - 東正信、田中耕作、喜多智彦、中島嘉隆
- ラインプロデューサー - 下前明弘
- VE - 小森広美（1・2）、澤野晃（3 - 44）、平金聡一郎（45 - 50）
- FO - 二藤部武男、植竹篤史、佐藤琢也、関根悠太
- CA - 中津愛、石川友一、武田風太、左部穂歌、長瀬平
- リアルタイム合成 - 大朝舞紀（1 - 12・15 - 21・29）、植松美咲（22・23・26 - 28・30 - 38・43 - 46・50）
- 照明助手 - 西田文彦、佐々木康雄 / 才田こずえ、柴田信弘[注釈 48]、権田典之、武藤潤
- 録音助手 - 宇井みゆき、松澤秀昭
- 美術助手 - 小林桜
- 装飾 - 春藤雄（1・2）、山口康孝（1 - 21）、田村康利（19 - 25）、権田光典（26 - 50）（東京美工）
- 小道具 - 小山徹（1 - 21）、金森美奈（19 - 25）、富田元（29 - 50）、赤碕冴美（26 - 31）（東京美工）
- 装置 - 嶋村亮昴（1 - 38・43 - 49）、井上天見（39 - 42）、伊藤文奈美（50）（紀和美建）
- 衣装 - 神子島佑佳（1 - 8・24 - 50）、花房奈苗（1 - 23・26 - 28）、松本あずさ（43・44）（東京衣装）
- ヘアメイク - 松本智菜美 / 清水亜莉沙、此池祥子、河野絵美、辻真美、唐澤知子、野崎美穂、芋生マミ（ザフェイスメイクオフィス）
- キャラクター管理 - 小野島泰宏（1 - 46）、中村豊（45 - 50）、太田匠（45・46）
- 絵コンテ - 伊藤そうあ、持田隼生
- モニターグラフィック - 遠藤眞一郎
- オープニングイラスト - 武藤聖馬[270]
- 原稿担当 - 佐々木智章（1・2・11・16 - ）
- 操演 - 高木友善（ライズ）
- カースタント&コーディネート - 西村信宏（武士レーシング）
- 助監督 - 荒川史絵、作野良輔、田渕大倫、塩川純平[296]、平舘銀河、山田敏久、野口健太郎、高畑隆史、佐藤音二郎、杣林翔馬、小畑宣輝、田中祥利、清智史、朝比奈けい、三上拓馬、桑原正史、山﨑直人
- 進行主任 - 本間隆廣、永井大裕、式守修、喜多智彦、田中耕作、餅田愛里咲
- 進行 - 式守修、永井大裕、山田理穂、山下梨乃、松川絢之郎、餅田愛里咲、鈴置和己
- 制作デスク - 山口凛・髙田彩可（1・2）→ 藤城ひかる（3 - 12）→ 髙田彩可・山口凛・尾形利奈（47 - 50）
- 制作マネージャー - 青柳夕子（13 - 46）
- 俳優部担当 - 山口凛・髙田彩可（3 - 46）
- MA - 曽我薫
- 選曲 - 金成謙二（ドンカンパニー）
- 音響効果 - 大野義彦・木下美帆
- オンライン編集 - 佐伯洋介
- アシスタント - 加藤大輔
- テクニカルコーディネーター - 緩鹿秀隆（東映デジタルラボ）
- 編集助手 - 清水直樹
- MAオペレーター - 長田歩未（1 - 25）、伊藤雄一郎（26 - ）
- 技術運営 - 林和哉、川崎秀彦（2 - 18）
- 仕上担当 - 見立英里（1 - 18・32 - ）、川崎秀彦（19 - 31）、川﨑堅斗（47 - ）
- キャラクターデザイン - 田嶋秀樹（石森プロ）・PLEX
- クリーチャーデザイン - 久正人[270]、武藤聖馬（34 - 37）[297]、酉澤安施（36 - 39・45）
- 衣装デザイン - 伊津野妙子、石川彩希（1 - 31・45）
- 衣装制作 - JAP工房（1 - 31）
- 衣裳スタイリスト - 村瀬昌弘、久芳俊夫（50 / BEAMS CREATIVE INC.）
- AP - 磯田ゆう
- プロデューサー補 - 百瀬龍介、笹谷将貴（11・12）、近松知佳（13 - 50）（東映）
- 代理店担当 - 古谷大輔、鈴木遼河（19 - ）（ADK EM）
- 資料担当 - 山辺浩一・金子しん一（石森プロ）
- 編成 - 川崎栞・芝高啓介（テレビ朝日）
- 宣伝 - 森千明（1 - 29）、佐々木智世（30 - ）
- デジタル展開 - 渕勇二（テレビ朝日）
- インターネットデータ放送 - メディプレ
- 取材担当 - 平林京子
- アクション監督 - 渡辺淳、藤田慧（50）[注釈 34][注釈 49]（ジャパンアクションエンタープライズ）[269]
- 特撮監督 - 佛田洋[269]
- 監督 - 柴﨑貴行[269]、杉原輝昭、上堀内佳寿也、諸田敏、坂本浩一、石田秀範、葉山康一郎
- 制作 - テレビ朝日[269]、東映[269]、ADK[269]

## 音楽
主題歌「liveDevil」
歌 - Da-iCE feat.木村昴 / 作詞 - 藤林聖子 / 作曲 - MUSOH、STEVEN LEE、SLIPKID、花村想太 / 編曲 - STEVEN LEE / Add Arrangement - Hiroyuki Fujino
オープニング映像は第2話から使用。第1話・第19話・第20話・第48話では挿入歌として使用され、主要スタッフクレジットはアバンタイトル、キャストとその他のスタッフクレジットは本編ラストにそれぞれ表示された。第10話では挿入歌として使用された。第42話・最終話ではアバンタイトルで使用され、キャストとスタッフのクレジットは本編ラストで表示された。
アイドル楽曲「You U Love U」（3・4）
作詞 - 瀧尾沙 / 作曲 - tatsuo  / 歌 - 小悪魔ランデブー（清水香帆・名田紗羅・岩崎愛香）
劇中曲「愛の夢」（14）
作曲 - フランツ・リスト / 編曲 - 中川幸太郎
- 第3番「おお、愛しうる限り愛せ」を本作品用に新録している。

挿入歌
「Go with the flo」（16）
作詞 - 藤林聖子 / 作曲 - 中川幸太郎 / 編曲 - tatsuo / 歌 - 五十嵐一輝・大二・さくら（前田拳太郎・日向亘・井本彩花）
- 劇伴「沸いてきたぜ！」のアレンジであるが、作曲した中川は全く歌にするつもりはなく作曲したという。「風呂」というキーワードを入れてほしいという要望があり、「流れのままに」を意味する「Go with the flow」というイディオムの「flow」を変えて「flo」となった。

「VOLCANO」（17）
作詞 - 藤林聖子 / 作曲 - tatsuo / 歌 - 五十嵐一輝（前田拳太郎）&バイス（CV：木村昴）
- キャラソンに主題歌アーティストが関わるのは木村が初である。

「#激ヤバイス」（29）
作詞 - 好良瓶太郎 / 作曲 - tatsuo / 歌 - バイス（CV：木村昴）
「My dream」（42）
作詞 - 渡部紫緒 / 作曲・編曲 - 坂部剛 / 歌 - 五十嵐幸実（映美くらら）
「Mirage Mirror」（44）
作詞 - 藤林聖子 / 作曲 - Ryo / 歌 - 五十嵐大二&カゲロウ（日向亘）
「Cherry-ish!」（46）
作詞 - 瀧尾沙 / 作曲 - tatsuo / 歌 - 五十嵐さくら（井本彩花）&ラブコフ（CV：伊藤美来）
「君はそのままで」（50）
作詞 - 藤林聖子 / 作曲 - tatsuo / 歌 - 五十嵐一輝（前田拳太郎）
キャラクターソング
「ジョージ・狩崎のライダーシステム」
作詞 - 藤林聖子 / 作曲 - 鳴瀬シュウヘイ / 歌 - ジョージ・狩崎（濱尾ノリタカ）
アレンジした別バージョンの「ジョージ・狩崎のライダーシステム（Dark Ver.）」も作られた。

## 制作

### セッティング
新型コロナウイルスの影響を受けて、企画当初は希望的観測として多少は環境が良くなり、ロードムービーのようなアフターコロナの時代を見据えたコンセプトを想定していたが、一向に収束する気配もなく、状況が状況であったことから、子供たちは特別な行事だけでなく日常も制限されて普通の幸せを奪われているため、高みを目指すというよりは、元のころのような水準の状況に戻せるように、子供たちだけでなくとにかく観てくれる人に楽しんでもらえるよう心がけている。当初はコロナからの復活というのもテーマにあったため、再生や復活などを意味する「仮面ライダーリバイブ」というタイトルであった。
プロデューサーの望月は、体制側よりもデッドマンズのような反体制側の方が日常や社会に対して正しいことを言っている場合もあり、体制側で作っている社会で生きている我々は反体制を悪とみなすが、反体制を許容する作品を作りたいわけではなく、世の中は善と悪が表裏一体であるということを意識して、本作品では「This is 正義」や「This is 悪の組織」のようなことはやらないという。また、前作『仮面ライダーセイバー』が序盤では何と戦っているのかわかりにくかったことから、分かりやすい構造にするためにフェニックスとデッドマンズという対立する二つの組織を据えたという。
なお、メインライターの木下半太は当初の会議で1号ライダーは女性にしたいと提案したが、国民的ヒーロー番組と謳われる「仮面ライダーシリーズ」はメインターゲットが男子であり、女子にも好きになってもらえる番組でもあることから、すぐに却下された。だが、年齢の幼い女子は、カッコいい女性を見て憧れる方が基本であることから、主役に匹敵するほど強い女性ライダーを登場させることとなった。また、さくらとライバル関係で描く場面が多かったアギレラとともに「ツイン仮面ライダー」にしたことは、仮面ライダーを見た小さな女の子にも憧れてほしいという思惑の表れであるという。
前作『仮面ライダーセイバー』は、新型コロナの対策としてゲスト中心ではなくレギュラーメンバーのみで回していくストーリーをメインとしていたが、本作品ではゲストを絡めた物語にしていき、街の人々を助ける世直しライダーということとなった。当面の間は、『仮面ライダーW』や『仮面ライダーオーズ/OOO』のようにゲストがエピソードごとに出てきて、そのゲストを中心に物語が進む構成が考えられているとしており、序盤は『W』のように単発のエピソードを重ねて世界観を作っていったという。だが、序盤で新型コロナウイルスの第5波、中盤で第6波を経験したため、初期のようなゲスト回がリスクを考えて出来ず、内容が段々とレギュラーキャスト同士の絡みにシフトしていったという。
また、前作で使用していたリアルタイム合成は前作のファンタジーのような背景を持つ作品には有効であるが、本作品はリアルな日常空間の中で展開するため、中々使い所がイメージできないという。そのため、複数のセットを作って、最悪そこを舞台にして撮影すればいいという算段で、状況に応じてしあわせ湯、デッドマンズベース、ウィークエンド本部の3か所を使い分けるイメージとなっており、ロケセットであるフェニックスベースのみは自由度が下がるが、撮影所内でアクションをやれば、撮影所内で全てを何とか完結できるようになっている。また、前作ではコロナ禍でロケが出来なかったが、本作品では万全な感染予防対策をしてロケに臨めるようになり、銭湯のシーンでも実際の銭湯を使用して撮影している。番組序盤では明確に銭湯らしさを見せるため、多めに風呂のシーンを入れているという。

### 家族について
感染症流行の影響で家族と過ごす時間が増えた人にとっても、逆に簡単には会えなくなった人にとっても、以前とは異なる家族の景色を見る中で、その大切さに気づいてほしいという思いから家族をテーマとしている。
当初は銭湯や家族という設定がなく、『ウエストワールド』のような世界観をイメージしており、主人公を人工島にあるテーマパークで働くそれぞれ異なる出自の血縁関係のない孤独を抱えた3人の男の子がそれぞれ3つの勢力に分かれて戦う群像劇であったが、人間の負の側面を描く作品であり、新型コロナがいつ流行して撮影に制限が出るかわからないため、もう少し最初は規模を小さくして、ロケなどに出られなくなった場合を想定して、バラバラになったメンバーが辛いことがあった時に戻れる共通の場所があり、最悪の場合、セットでその3人が会話するのみで成立するホームドラマのようなミニマムな展開に誘導したエピソードも作らなければいけなくなると思い、木下の提案でその3人を一番最小の大事な集団である家族の兄妹に変更し、兄は銭湯の経営、弟は政府軍のような組織に所属することとなった。令和に作るライダーの進化系として、3人の兄妹全員がライダーであり、三者三様に考え、異なる選択をしていくが、帰る先に母親が待っており、全ての根源に父親があることは当初の時点で決まっていたという。
「家族」がテーマの一つとなっているのは、パワーの源泉や枷にもなる表裏一体であることと、ほのぼのとしたホームドラマをやるのではなく、本作品が主人公を取り巻くコミュニティの、主に取り巻く部分が家族であるというニュアンスからであるといい、戦う宿命にある仮面ライダーという文法の中で、本作品らしい家族の描き方をしていくという。また、悪魔とかけ離れたものとして家族を掛け合わせることとなり、悪魔と相反する要素として日常を取り入れ、銭湯を営む普通の家族ということとなった。第1話で母親が怪人に襲われた際に、母親が亡くなるという案もあったが、それでは1年間を通してのテーマが家族ではなく復讐となることから、テーマを家族としているため、家族という存在を「主人公の守るべきものや帰る場所」ということとなり、家族の象徴として第1話ではすき焼きを囲んで食事するシーンが入れられた。
主人公が家族で銭湯を営んでいる設定は、家族をテーマとして描く上で、全員が共通で大事にしているものとして、なかなか遊園地のスタッフというアイデアがピンとこず、脚本の木下やパイロット監督の柴﨑が銭湯好きであることから自粛要請のかかっていない銭湯が舞台に決まっていった。また、全国の銭湯を始めとした自営業がコロナ禍で経営が苦しくなっていることから、それを応援したいという想いがあり、木下自身が風呂に入ることで気持ちが復活することから、それを視聴者にも伝えたいと思ったという。前作『セイバー』でも作品舞台として銭湯が取り入れられる予定で、主人公の神山飛羽真が経営する本屋『ファンタジック本屋かみやま』も銭湯を改装したという設定があったが、コロナの影響で理髪店が改装されたという設定に変更となっていた。

### 悪魔について
また、他の動物よりも高い知性を持つ本能的に悪性の強い人間が社会生活を送る上で、凶暴性や悪い感情をコントロールする際や、子どもが善悪を自分で判断した際に自分の意思で生きていけるようにサポートする際に大事になる「自分の心の中の善と悪との対話」というマインドを仮面ライダーという作品にするために、我慢を強いられる時代だからこそ、自分の内側に潜む悪魔のささやきが聞こえやすくなり、屈しやすくなるため、それを制御するための力を身につけてほしいという比喩表現として、また、単純な勧善懲悪ではなく悪の力で敵を倒すという善悪の曖昧さや表裏一体の二面性を内包する仮面ライダーの原点に立ち返る意味で、人間の心の中の天使と悪魔という提案の悪魔の方が残って「自分自身に潜む悪魔との契約」というコンセプトとなり、話し合いの中で主役ライダーが負の要素が可視化された二人に分離する設定となった。
1人で2人、バディもの、怪人との契約などの要素は、過去の作品のマッシュアップしたもののように見えるが、リサーチ先行ではなく、過去作品とは被らない道筋を、自分のやりたいことを突き詰めて盛り込むことを優先してから探っていくかたちで、過去の同様のコンセプトの作品とは異なるオリジナリティを探す、というフローとなっている。その中で人間誰しもが持つ負の要素をどういうものとして設定するかという中で、『ジキルとハイド』のような主人公では、二重人格を描くのが難しいテレビの事情を踏まえ、『チェンソーマン』や『呪術廻戦』といった悪魔を題材とした作品が話題となっており、「悪魔のささやき」という言葉も一般的であったことから、ベターである悪魔が相棒となった。また、仮面ライダーシリーズのバディものの代表作である『仮面ライダー電王』や『仮面ライダーW』のどちらでもないもの、として2人の別のライダーがいる、というものを目指しており、主人公と悪魔がニコイチではなく、互いが独立した別人格の存在であるため、2人には異なる行動をさせたかったという。ただし、バイスは『仮面ライダーオーズ/OOO』のアンクなどとは異なり、仮面ライダーに変身するため、裏切ってまた手を組むといった展開は当初から想定しておらず、と言って毎回闇落ちしたり揉めたりして、復活やパワーアップをするわけにもいかないため、第2話の時点で早くも本作品が「はちゃめちゃだかがともに戦うライダー」という宣言をしたという。
人間のマイナスなところや弱い部分が悪魔という形で出ているというつもりで書き、脚本の木下の作品では勧善懲悪のような分け方はせず、正義だがいけない部分もあったり、悪だがいい部分もある、というふうに書いていたため、本作品でも誰一人として完璧な人間は描かなかったという。悪魔として出てくる負の部分が悪いとは限らず、悪い部分と向き合うことでバランスが取れるため、自分の悪いところは否定ではなく肯定して、というメッセージを込めて書いたという。
ただ、人間の内に潜む表に出せない何らかの「負の感情」や「悪意」を「悪魔」として具現化したのは、作品のキャッチ―さを優先したからであり、「ギフ○○」や「○○オーラ」などの造語であると一から説明する必要があるため、「悪魔」というワードを使ったが、すでに一定の共通認識やイメージが出来上がっており、それがイメージを想像以上に固定化してしまったといい、プロデューサーの望月は「契約」の概念が設定を複雑化させたものとしている。また、ギフは宇宙から来た超常生命体であり、「悪魔」も地球外生命体であり、バイスたちも悪魔ではなくて人間の細胞とギフの細胞が融合して生まれた「新種の生物」であることを提示すべきであったが、最後まで「悪魔」という呼び方を登場人物たちがしていたため、そこを説明できていればもう少し異なる印象になったものとしている。

### レジェンド要素について
50周年記念作品ではあるものの、すでに『仮面ライダーディケイド』や『仮面ライダージオウ』があるため、その差別化として、本作品では大勢のレジェンドライダーが出てくるようなものはイメージしづらいため、直接的に関わるのではなく、レジェンドの力を借りずに大勢のヒーローがいる中で、仮面ライダーがなぜ市民権を得ているのか、仮面ライダーとはどういうヒーローなのか、ということを改めて提示できるものにするということから始まったといい、50周年をフックにしてレジェンドライダーをデザインなどのモチーフにするのに留めており、初期の構想ではレジェンド要素を全面に出すつもりはなかったといい、当初は劇中ではレジェンドライダーを絡めるような描写を抜いて独自の方向性で動いていたが、諸事情によって方針が変わり、レジェンドキャストが出演した過去の仮面ライダーやスーパー戦隊のアニバーサリー作品とは異なる設定、切り口、見せ方として、仮面ライダーが大好きな狩崎という設定が生まれたといい、『海賊戦隊ゴーカイジャー』の伊狩鎧のようにすべてのレジェンド要素を背負わせることで、他の登場人物は知らぬ存ぜぬでいけ、ドラマに落ち着いて集中できるものとしている。
劇中でのレジェンドライダーの描き方についても、明言はしないものの、主人公たちと同じ世界に過去の仮面ライダーが存在する世界観となっている。ただ、どう設定してもレジェンドライダーの存在が到底消化できずに矛盾が生じるため、劇中では詳しく触れないもののライダーというものが認知されている世界というようにあえて抽象的にしている。

## 放送日程
| 放送日         | 放送回 | サブタイトル                              | 登場怪人 | 脚本     | アクション監督 | 監督         |
| -------------- | ------ | ----------------------------------------- | --- | -------- | -------------- | ------------ |
| 2021年09月05日 | 第1話  | 家族！ 契約！ 悪魔ささやく！              | - マンモス・デッドマン - レックス・デッドマン | 木下半太 | 渡辺淳         | 柴﨑貴行     |
| 9月12日        | 第2話  | 悪魔はあくまで悪いやつ!?                  | - カマキリ・デッドマン - メガロドン・デッドマン | 木下半太 | 渡辺淳         | 柴﨑貴行     |
| 9月19日        | 第3話  | 人質トラブル、どうする兄弟!?              | - コング・デッドマン - コング・デッドマン フェーズ2（声 - 内海誠子 / 第4話） | 木下半太 | 渡辺淳         | 杉原輝昭     |
| 9月26日        | 第4話  | 足りない愛情！ アブナイ悪魔誕生！         | - コング・デッドマン - コング・デッドマン フェーズ2（声 - 内海誠子 / 第4話） | 木下半太 | 渡辺淳         | 杉原輝昭     |
| 10月03日       | 第5話  | 世直しライダー！ 裏切り者は誰だ!?         | - ライオン・デッドマン | 木下半太 | 渡辺淳         | 上堀内佳寿也 |
| 10月10日       | 第6話  | エビルの正体！ 衝撃のショータイム!?       | - カンガルー・デッドマン | 木下半太 | 渡辺淳         | 上堀内佳寿也 |
| 10月17日       | 第7話  | 窃盗!? スケボー!? 俺はカゲロウ！          | - チーター・デッドマン フェーズ2（声 - 橋爪淳） | 木下半太 | 渡辺淳         | 諸田敏       |
| 10月24日       | 第8話  | 家族の休息、天国と地獄!?                  | - | 木下半太 | 渡辺淳         | 諸田敏       |
| 10月31日       | 第9話  | カゲロウ暴走！ 五十嵐兄弟…崩壊!?          | - ブラキオ・デッドマン（TYPE-A / TYPE-B / TYPE-C） - ブラキオ・デッドマン（TYPE-UNION / 第10話）                                                                                                   | 木下半太 | 渡辺淳         | 坂本浩一     |
| 11月14日       | 第10話 | 兄と弟、信じる心                          | - ブラキオ・デッドマン（TYPE-A / TYPE-B / TYPE-C） - ブラキオ・デッドマン（TYPE-UNION / 第10話）                                                                                                   | 木下半太 | 渡辺淳         | 坂本浩一     |
| 11月21日       | 第11話 | 無敵のさくら、何のための力                | - クラゲ・デッドマン（第11話） - ハリモグラ・デッドマン（第11話） - オウム・デッドマン（第11話） - プラナリア・デッドマン - プラナリア・デッドマン フェーズ2（声 - 小野まりえ）                    | 木下半太 | 渡辺淳         | 杉原輝昭     |
| 11月28日       | 第12話 | 弱さは強さ!? 無敵のジャンヌ！             | - クラゲ・デッドマン（第11話） - ハリモグラ・デッドマン（第11話） - オウム・デッドマン（第11話） - プラナリア・デッドマン - プラナリア・デッドマン フェーズ2（声 - 小野まりえ）                    | 木下半太 | 渡辺淳         | 杉原輝昭     |
| 12月05日       | 第13話 | フェニックス危機一髪！                    | - カメレオン・デッドマン フェーズ2 - サーベルタイガー・デッドマン フェーズ2（第13・14話） - プラナリア・デッドマン フェーズ2（第13・14話）                                                         | 木下半太 | 渡辺淳         | 上堀内佳寿也 |
| 12月12日       | 第14話 | 司令官は…デッドマン!?                     | - カメレオン・デッドマン フェーズ2 - サーベルタイガー・デッドマン フェーズ2（第13・14話） - プラナリア・デッドマン フェーズ2（第13・14話）                                                         | 木下半太 | 渡辺淳         | 上堀内佳寿也 |
| 12月19日       | 第15話 | 撲滅！ 対決！ デッドマンズ！              | - カメレオン・デッドマン フェーズ3 - サーベルタイガー・デッドマン フェーズ3（第15話） - プラナリア・デッドマン フェーズ3（第15話）                                                                 | 木下半太 | 渡辺淳         | 諸田敏       |
| 12月26日       | 第16話 | 守りたい想い…時代は五十嵐三兄妹！         | - カメレオン・デッドマン フェーズ3 - サーベルタイガー・デッドマン フェーズ3（第15話） - プラナリア・デッドマン フェーズ3（第15話）                                                                 | 木下半太 | 渡辺淳         | 諸田敏       |
| 2022年01月09日 | 第17話 | 裏切りの深化、バディの真価                | - ギフテリアン | 木下半太 | 渡辺淳         | 杉原輝昭     |
| 1月16日        | 第18話 | バディの軌跡、炎と氷の奇跡                | - ギフテリアン - ウルフ・デッドマン ライオット | 木下半太 | 渡辺淳         | 杉原輝昭     |
| 1月23日        | 第19話 | デモンズ注意報、ヒロミ包囲網!?            | - ギフテリアン | 毛利亘宏 | 渡辺淳         | 坂本浩一     |
| 1月30日        | 第20話 | 非情で無常な、変身の代償                  | - ギフテリアン | 毛利亘宏 | 渡辺淳         | 坂本浩一     |
| 2月06日        | 第21話 | 我が命をかけて、想いを託して              | - | 毛利亘宏 | 渡辺淳         | 坂本浩一     |
| 2月13日        | 第22話 | ドッタンバッタン…空気階段!?               | - シャーク・デッドマン - エレファント・デッドマン | 木下半太 | 渡辺淳         | 柴﨑貴行     |
| 2月20日        | 第23話 | バイスが乗っ取り…やっぱり裏切り!?         | - シャーク・デッドマン - エレファント・デッドマン | 木下半太 | 渡辺淳         | 柴﨑貴行     |
| 2月27日        | 第24話 | 狩崎博士の戻せ！ あべこべ大作戦！         | - ギフテリアン | 毛利亘宏 | 渡辺淳         | 上堀内佳寿也 |
| 3月06日        | 第25話 | よみがえる！ ベイル!? 五十嵐家の記憶      | - ギフテリアン | 木下半太 | 渡辺淳         | 上堀内佳寿也 |
| 3月13日        | 第26話 | 対決！ 決別!? 闇と光の結末                | - | 木下半太 | 渡辺淳         | 石田秀範     |
| 3月20日        | 第27話 | 止めろ！ 暴君の暴挙と暴力の暴走           | - ギフテリアン | 木下半太 | 渡辺淳         | 石田秀範     |
| 3月27日        | 第28話 | 怖れを超えて疾風迅雷！ 己を信じ一心同体！ | - アノマロカリス・デッドマン - ギフテリアン | 木下半太 | 渡辺淳         | 石田秀範     |
| 4月03日        | 第29話 | クランクイン！ メモリー・オブ・ヒロミー！ | - ギフテリアン（TRUE） | 内田裕基 | 渡辺淳         | 葉山康一郎   |
| 4月10日        | 第30話 | 声優！ SAY ME! 青春のあとしまつ           | - ラフレシア・デッドマン - サーベルタイガー・デッドマン フェーズ2（第30話） | 木下半太 | 渡辺淳         | 杉原輝昭     |
| 4月17日        | 第31話 | 幻想の導き、夢のあとさき                  | - ラフレシア・デッドマン - サーベルタイガー・デッドマン フェーズ2（第30話） | 木下半太 | 渡辺淳         | 杉原輝昭     |
| 4月24日        | 第32話 | 失った居場所、女王のプライド              | - ギフテリアン（TRUE） | 木下半太 | 渡辺淳         | 諸田敏       |
| 5月01日        | 第33話 | ラブコフ反抗!? さくらの覚悟               | - | 木下半太 | 渡辺淳         | 諸田敏       |
| 5月08日        | 第34話 | 悪魔が悪魔を呼んでいる                    | - ギフテリアン（TRUE） - ギフデモス | 毛利亘宏 | 渡辺淳         | 石田秀範     |
| 5月15日        | 第35話 | 未知なる脅威、人の進むべき道              | - ギフテリアン（TRUE） - ギフデモス | 毛利亘宏 | 渡辺淳         | 石田秀範     |
| 5月22日        | 第36話 | 岐路に立つ人類、それぞれの決意            | - ギフデモス - ヘルギフテリアン | 木下半太 | 渡辺淳         | 柴﨑貴行     |
| 5月29日        | 第37話 | 激戦必至！ 決死の悪魔奪還ミッション！     | - ギフデモス - ヘルギフテリアン | 木下半太 | 渡辺淳         | 柴﨑貴行     |
| 6月05日        | 第38話 | 父と子が紡ぐ！ 究極のリバイス！           | - ヘルギフテリアン - ギフテリアン（TRUE） | 木下半太 | 渡辺淳         | 柴﨑貴行     |
| 6月12日        | 第39話 | 希望と絶望、三兄妹の葛藤                  | - ヘルギフテリアン | 毛利亘宏 | 渡辺淳         | 上堀内佳寿也 |
| 6月19日        | 第40話 | 家族か世界か…魂の兄弟喧嘩！               | - ギフテリアン（TRUE） - ギフデモス | 毛利亘宏 | 渡辺淳         | 上堀内佳寿也 |
| 6月26日        | 第41話 | 父の真意、息子の決意！                    | - ギフテリアン（TRUE） - ギフデモス | 木下半太 | 渡辺淳         | 杉原輝昭     |
| 7月03日        | 第42話 | 激バトル！ 紅きベイルとデストリーム       | - ギフデモス | 木下半太 | 渡辺淳         | 杉原輝昭     |
| 7月10日        | 第43話 | 永遠の終わり、後悔の向かう先              | - ギガデモス - ギフテリアン（TRUE） | 木下半太 | 渡辺淳         | 柴﨑貴行     |
| 7月17日        | 第44話 | 全身全霊をかけて、決断の行方              | - ギフテリアン（TRUE） | 木下半太 | 渡辺淳         | 柴﨑貴行     |
| 7月24日        | 第45話 | 終わらぬ悪夢、守る者と守られる者          | - ギフセクト - ギフテリアン（TRUE） - ヘルギフテリアン - サーベルタイガー・デッドマン フェーズ2 - プラナリア・デッドマン フェーズ2 - カメレオン・デッドマン フェーズ2 - アノマロカリス・デッドマン | 木下半太 | 渡辺淳         | 石田秀範     |
| 7月31日        | 第46話 | 向き合う勇気…真に護るべきものは何？       | - ギフセクト - ギフテリアン（TRUE） - ヘルギフテリアン - サーベルタイガー・デッドマン フェーズ2 - プラナリア・デッドマン フェーズ2 - カメレオン・デッドマン フェーズ2 - アノマロカリス・デッドマン | 木下半太 | 渡辺淳         | 石田秀範     |
| 8月07日        | 第47話 | 狩崎の反乱、変身の代償                    | - | 木下半太 | 渡辺淳         | 上堀内佳寿也 |
| 8月14日        | 第48話 | 覚悟の証明！ これが…日本一のお節介！      | - | 木下半太 | 渡辺淳         | 上堀内佳寿也 |
| 8月21日        | 第49話 | 戦いの果て…残ったのは悪魔だけ             | - | 木下半太 | 渡辺淳         | 柴﨑貴行     |
| 8月28日        | 最終話 | あくまで家族、いつかまた会う日まで        | - | 木下半太 | 渡辺淳、藤田慧 | 柴﨑貴行     |

## ネット配信
YouTubeの以下のチャンネルにて1・2話の全編無料配信が行われた。
| 配信対象地域                               | 配信先                                                | 更新期間                                                                                              | 備考                     |
| ------------------------------------------ | ----------------------------------------------------- | --- | ------------------------ |
| 日本全域\|テレビ朝日スーパーヒーロータイム | 2021年9月5日（1話） 9月12日（2話） 11月7日（3 - 9話） | 2021年12月31日までの期間限定（1・2話） 11月8日までの期間限定（3 - 8話） 11月14日までの期間限定（9話） | 東映特撮YouTube Official |

## 他媒体展開

### 他テレビシリーズ
『仮面ライダーセイバー』
本作品とコラボレーションしたエピソードとして制作された増刊号（番組最終回）に、五十嵐一輝 / 仮面ライダーリバイとバイス / 仮面ライダーバイス、ジョージ・狩崎、オルテカが登場。

### 映画
『セイバー+ゼンカイジャー スーパーヒーロー戦記』（2021年7月22日公開）
仮面ライダー50周年×スーパー戦隊45作品記念。テレビシリーズの放送開始に先駆け、仮面ライダーリバイと仮面ライダーバイスが登場。
『劇場版 仮面ライダーリバイス』（2021年7月22日公開）
本作品の単独劇場版。『セイバー+ゼンカイジャー スーパーヒーロー戦記』の同時上映作品が、本作品の23分尺の短編映画であることが、公開当日に発表された。テレビシリーズの放送に先行して映画が公開されたのは、仮面ライダーシリーズでは本作品が初となった。時系列上、同作品にて描かれた物語はテレビシリーズの3.5話として位置付けられている。
- 『スーパーヒーロー戦記』の制作陣による発案で、コロナ禍によるイレギュラーな状況の中、従来のように戦隊とライダーの2本立てで公開されていた夏映画をそうではない形式で公開することとなり、新しい試みとして同作品が公開日まで隠されたシークレット公開というサプライズ戦略ということとなった。脚本は木下がテレビシリーズの第1、2話の準備中で負担をかけられないことから、望月が書いた簡単なプロットを、木下が脚本化したものであり、複雑なドラマではなく、本作品を紹介するにあたり、変身シーン、コンビネーションアクション、お風呂といった制作陣が見せたい画をピックアップしたものとなった。本作品では細かい変更はあったものの最初に組んだ大筋の流れからは大きくは外れておらず、当初から後々の展開について話し合っていたため、フェニックスが地上げ屋を通じてどんな組織かの説明をし、しあわせ湯の土地が開発地区に当たるなどの設定を上手く盛り込んだという。
- また、しあわせ湯のような拠点となる場所はセットを作って1年そこで過ごすが、セットでお風呂を作りきれなかったため、湯船に浸かるシーンは外であるといい、メインの3人を最初にしあわせ湯に連れて行き、20年弱ここで過ごしてきたという感覚を少しでも体感する時間を設けたという。

あらすじ
フェニックスの研究所を襲撃したデッドマンズがプロトバイスタンプを強奪する。奪われたプロトバイスタンプによって、スパイダー・デッドマンが生み出され、リバイとバイスはこれと対決する。
登場怪人

スパイダー・デッドマン
サラリーマンが生み出したデッドマン。高粘性の糸を口から吹きだして敵を捕らえ、体を両腕の巨大な爪で引き裂く。最期はリバイスメガロドンによって敗れる。
- デザイン画では上半身に折りかけの折り鶴が乗っかっているイメージで、上から見ると菱形のつもりであったが、造形では円錐状になっている。紫色の三角部分に入っている白いラインは、色紙の白い裏側が折ったが閉じ切らなくて見えているというイメージとなっている。

キャスト
- 五十嵐一輝 / 仮面ライダーリバイ - 前田拳太郎
- バイス / 仮面ライダーバイス（声） - 木村昴
- 五十嵐大二 - 日向亘
- 五十嵐さくら - 井本彩花
- ジョージ・狩崎 - 濱尾ノリタカ
- オルテカ（声） - 関隼汰
- 小谷 - しゅはまはるみ
- 大山 - 濱津隆之
- サラリーマン - 町田大和
- 研究員 - 清瀬やえこ、小森拓真
- パパ - 渡邊りょう
- ママ - 吉澤美里
- 男の子 - 鈴木楽

スーツアクター
- 仮面ライダーリバイ - 縄田雄哉
- 仮面ライダーバイス - 永徳
- スパイダー・デッドマン - 榮男樹

スタッフ
- 製作 - 手塚治（東映）、西新（テレビ朝日）、高木勝裕（東映アニメーション）、與田尚志（東映ビデオ）、野田孝寛（ADKエモーションズ）、相原晃（東映エージエンシー）、桃井信彦（バンダイ）
- 企画 - 金子保之（東映）、三輪祐見子（テレビ朝日）、鈴木篤志（東映アニメーション）、加藤和夫（東映ビデオ）、志村章（ADKエモーションズ）、清水啓司（東映エージエンシー）、古澤圭亮（バンダイ）
- 原作 - 石ノ森章太郎
- スーパーバイザー - 小野寺章
- プロデューサー - 望月卓（東映）、井上千尋・水谷圭（テレビ朝日）、古谷大輔（ADKエモーションズ）
- 脚本 - 木下半太
- 音楽 - 中川幸太郎
- 「スーパーヒーロー戦記」製作委員会（東映、テレビ朝日、東映アニメーション、東映ビデオ、ADKエモーションズ、東映エージエンシー、バンダイ）
- アクション監督 - 渡辺淳（ジャパンアクションエンタープライズ）
- 特撮監督 - 佛田洋
- 監督 - 柴﨑貴行

『仮面ライダー ビヨンド・ジェネレーションズ』（2021年12月17日公開）
本作品と前作『仮面ライダーセイバー』をメインとした仮面ライダー50周年記念映画。
『劇場版 仮面ライダーリバイス バトルファミリア』（2022年7月22日公開）
本作品の単独劇場版。公開時期にあたるテレビシリーズ第43話から第47話（本放送のみ）まで、同作品の映像がOPに使用された。
『仮面ライダーギーツ×リバイス MOVIEバトルロワイヤル』（2022年12月23日公開）
本作品と次作『仮面ライダーギーツ』をメインとした映画。

### Vシネクスト
『リバイスForward 仮面ライダーライブ&エビル&デモンズ』
五十嵐大二 / 仮面ライダーライブと門田ヒロミ / 仮面ライダーデモンズを主役とし、テレビシリーズのその後を描いたVシネクスト作品。

### スピンオフドラマ

#### The Mystery
『仮面ライダーリバイス The Mystery（ザ・ミステリー）』
2022年1月30日から2月27日までTELASAで配信されたスピンオフドラマ。全5話。また『au 5Gチャンネル』では一部同作品のドラマ本編とは別視点のマルチアングルムービーを、2月6日から無料配信。
- 仮面ライダーでミステリー作品というお題から、仮面ライダーの要素、『リバイス』の要素をクローズド・サークルのミステリーに混ぜていくこととなった。

あらすじ
一輝とヒロミはデッドマンと戦い、逃げた犯人を追って森の奥にあるペンション「虹天花」を訪ねる。一輝とヒロミはペンションのオーナーである鈴に迎えられ、ペンションに捜査のためにいた追田警部と犯人を捜す。一方、狩崎は風都の照井刑事から呼び出しを受けて、人間を怪人に変えるスタンプが見つかったことを知る。狩崎はかつてフェニックスへの正式採用を巡って、怪人スタンプを開発していた植島の研究室を調査し、亡き植島の後を継いで怪人スタンプを作った者がオルフェノクを狙っていることに気付く。一輝はオルフェノクという言葉を口にした鈴が、真犯人であることに気付く。
登場人物
西園寺 鈴（）
ペンション「虹天花」のオーナー。怪人スタンプを開発していた植島 正吾（）の婚約者であり、バイスタンプに開発競争で敗れ、人生を狂わされたことで死亡した彼の無念を晴らすために、一連の事件の裏で暗躍していた。完成させたオブリビアンスタンプで、仮面ライダーに復讐しようとする。
上屋 直人（）
鈴のギターの講師を務めていた男だが、実は偽名であり、その正体は海堂直也 / スネークオルフェノクであった。心優しい性格で、鈴の思いを知ったことで、彼女にオルフェノクの力を差し出してオブリビアンスタンプを完成させた。
鮫島 康夫（）
飲食店で働いていた男で、前科もあり、気性も荒いが、今回の事件とは無関係であった。
権田原 太郎（）
フリーライターを名乗る男だが、オランウータン・デッドマンに裏では変身しており、スタンプを横流ししていた。花輪に殺される。
花輪 真蔵（）
使用人で、ペンションの従業員。鈴に利用されており、彼女の指示で、ソードロイミュードに変身して権田原を殺害した。その後、事件の全容が発覚するとストレッチスマッシュに変身し、海堂を連れ去る。
氷室 美砂（）
メイドの女性。今回の事件とは無関係であった。
登場怪人
オラウータン・デッドマン（オランウータン・デッドマン）
権田原太郎が変身したフェーズ2のデッドマン。リバイとバイスを砂を用いた攻撃で翻弄した。
- 基となったコング・デッドマン フェーズ2は女性っぽくしているが、なるべく女性っぽさを消すために顎髭などを付けているほか、コング・デッドマンでは赤い胸と金色の体であったが、胴体と胸を同じ緑にして胸が目立たないようにしている。オランウータンらしさを出すためにフランジという肉嚢を顔の横に付けている。

オブリビアン
西園寺鈴がオブリビアンスタンプを自らに押印して変身したキメラ怪人。グロンギなど歴代ライダー怪人の能力を有する。
- 過去10シリーズのライダー怪人の特徴を1体に集約している。

キャスト
- 五十嵐一輝 / 仮面ライダーリバイ - 前田拳太郎
- バイス / 仮面ライダーバイス（声） - 木村昴
- ジョージ・狩崎 - 濱尾ノリタカ
- 門田ヒロミ / 仮面ライダーデモンズ - 小松準弥
- 五十嵐大二 - 日向亘（3・5）
- 五十嵐さくら - 井本彩花（3・5）
- アギレラ - 浅倉唯（5）
- オルテカ - 関隼汰（5）
- フリオ - 八条院蔵人（5）
- 西園寺鈴 / オブリビアン - 逢沢りな
- 上屋直人 / 海堂直也 / スネークオルフェノク - 唐橋充
- 追田現八郎 - 井俣太良
- 花輪真蔵 - 金山一彦
- 鮫島康夫 - 菅原卓磨
- 権田原太郎 - 児玉貴志
- 氷室美砂 - 新田あゆな
- 植島正吾 - 森田桐矢（3・5）
- 城乃内秀保 / 仮面ライダーグリドン - 松田凌（2・4・5）
- 凰蓮・ピエール・アルフォンゾ / 仮面ライダーブラーボ - 吉田メタル（2・4・5）
- 照井竜 / 仮面ライダーアクセル - 木ノ本嶺浩

スーツアクター
- バイス - 永徳
- オブリビアン - 榮男樹

スタッフ
- 原作 - 石ノ森章太郎
- 脚本 - 内田裕基
- 音楽 - 中川幸太郎
- 制作プロダクション - 東映テレビ・プロダクション
- プロデューサー - 井上千尋・水谷圭・渕勇二（テレビ朝日）、望月卓・山田真行（東映）
- 特撮監督 - 佛田洋
- アクション監督 - 渡辺淳（ジャパンアクションエンタープライズ）
- 「仮面ライダーリバイス スピンオフ The Mystery」製作委員会
- 監督 - 葉山康一郎
- 協力 - TELASA

主題歌「Without you」
作詞 - 渡部紫緒 / 作曲 - 坂部剛 / 編曲 - tatsuo / 歌 - 五十嵐一輝・門田ヒロミ（前田拳太郎・小松準弥）

#### リバイスレガシー 仮面ライダーベイル
『リバイスレガシー 仮面ライダーベイル』
2022年3月27日から5月22日まで東映特撮ファンクラブで配信されたスピンオフドラマ。五十嵐元太（白波純平）と五十嵐幸実の25年前を描く。全5話。
- メインターゲットは高い年齢層のファンのため、少しハードコアだが、悪の組織の実験によって事故死した青年が仮面ライダーになるなど、オリジナルの仮面ライダーの展開を意識したという。

あらすじ
25年前、自己で瀕死の重傷を負った白波純平は、科学研究組織ノアの狩崎真澄によって心臓にギフの細胞を移植され、強化人間となり、悪魔を体内から生み出すようになった後は仮面ライダーベイルに変身して不完全な悪魔を駆除していく。その中で五十嵐幸実に救われた純平は、彼女との生活で人の感情を取り戻していく。
登場人物
東山（）
ノアの所長。純平の家族をベイルに殺させるなど、非道な性格。
登場怪人
不完全な悪魔
人間がノアの悪魔を兵器利用する人体実験によって変化した失敗作の悪魔で、街に出現するがベイルに変身した純平によって始末させられた。
- 下半身はデッドマン素体のデザインを使用しており、上半身のみがデザインされた。悪魔ではなく人間寄りでゾンビのようなイメージで、外に内臓のようなものが出てしまっていたり、半分悪魔っぽさも加えつつ生々しい気持ち悪さも目指している。

キャスト
- 白波純平 / 仮面ライダーベイル - 和田雅成
- 五十嵐幸実 - 大久保桜子
- 狩崎真澄 - 高橋健介
- 伊良部正造 - 鳥越裕貴
- 東山 - 村田充
- 五十嵐一輝 - 前田拳太郎（1・5）
- 五十嵐大二 - 日向亘（1・5）
- 五十嵐さくら - 井本彩花（1・5）
- 伊良部正造 - 西郷豊（3 - 5）
- ベイル（声） - 津田健次郎
- 赤石英雄 - 橋本じゅん（5）
- 五十嵐幸実 - 映美くらら
- 五十嵐元太 - 戸次重幸
- 純平の両親 - 福沢博文、神尾直子（1・3 - 5）

スーツアクター
- 仮面ライダーベイル - 小森拓真
- 悪魔怪人 - 榮男樹
- 悪魔怪人 - 米岡孝弘

スタッフ
- 製作 - 東映特撮ファンクラブ
- 原作 - 石ノ森章太郎
- 脚本 - 毛利亘宏
- 音楽 - 中川幸太郎
- 製作プロダクション - 東映テレビ・プロダクション
- プロデューサー - 井上千尋・水谷圭（テレビ朝日）、望月卓（東映）
- アクション監督 - 渡辺淳（ジャパンアクションエンタープライズ）
- 監督 - 坂本浩一

主題歌「My dream」
作詞 - 渡部紫緒 / 作曲・編曲 - 坂部剛 / 歌 - 五十嵐幸実（映美くらら・大久保桜子）

#### DEAR GAGA
『DEAR GAGA』
門田ヒロミを主役とした、もう一つの“家族”を描くスピンオフ作品。GAGA（ガガ）は宮城県の方言で「お母さん」を意味する。page.1は2022年4月13日発売の「Blu-ray COLLECTION 1」に、page.2は同年8月3日発売の「Blu-ray COLLECTION 2」に収録。
あらすじ
宮城県の実家に戻ったヒロミはフェニックスにいたころの記憶を失っており、組織には戻らずに母親の貴子とともに暮らしていた。ある日、ヒロミは強くなりたいという少年に出会う。
キャスト
- 門田ヒロミ - 小松準弥
- 門田貴子 - 榊原るみ
- 勇気 - 正垣湊都
- 牧野 - しのへけい子
- やす爺 - 森喜行
- 医者 - 国枝量平
- 幼いヒロミ - 梅垣然太
- 門田克也 - 土田卓
- 五十嵐一輝 - 前田拳太郎
- バイス（声） - 木村昴
- 五十嵐大二 - 日向亘
- 若林優次郎 - 田邊和也

スタッフ
- 原作 - 石ノ森章太郎
- 脚本 - 木下半太
- 音楽 - 中川幸太郎
- 撮影 - 倉田幸治
- 照明 - 佐々木康雄
- 録音 - 遠藤和生
- 編集 - 若松広大
- スクリプター - 栗原節子
- 助監督 - 作野良輔
- 制作担当 - 田中耕作
- 美術 - 大嶋修一
- 整音 - 曽我薫
- 音響効果 - 大野義彦、木下美帆（2）
- 選曲 - 金成謙二
- ラインプロデューサー - 下前明弘
- 制作プロダクション - 東映テレビ・プロダクション
- プロデューサー補 - 青山慧・宮地美調（東映ビデオ）、百瀬龍介・近松知佳（東映）
- スーパーバイザー - 小野寺章
- プロデューサー - 山田真行（東映ビデオ）、望月卓（東映）
- 監督 - 諸田敏

主題歌「Without you DEAR GAGA Ver.」（2）
作詞 - 渡部紫緒 / 作曲 - 坂部剛 / 歌 - 門田ヒロミ（小松準弥）
- 「Without you」の歌詞を変えずにピアノメインのバラード調にアレンジし、小松のパートのみを抜き出したわけではなく、別途レコーディングしている。

#### Birth of Chimera
『「劇場版 仮面ライダーリバイス」スピンオフ配信ドラマ「Birth of Chimera」』
2022年7月22日に東映特撮ファンクラブで配信されたスピンオフドラマ。ストーリーは同日に公開される『劇場版 仮面ライダーリバイス バトルファミリア』の前日譚となっている。
- 『バトルファミリア』に登場する希望とアヅマの過去を描く短編で、単体としても楽しめるが、本作品を見ることで『バトルファミリア』が異なる角度で楽しめるという位置付けに当たるという。

あらすじ
外海が新薬の実験と称して行ったキメラドライバーの実験に参加した向井リュウは仮面ライダーキマイラに変身し、実験に参加して悪魔へと変貌したシンタを倒すが、そこに現れたアヅマによってドライバーが奪われ、リュウ自身も悪魔に変貌する。アヅマは仮面ライダーダイモンへと変身してリュウを倒すが、その爆発から大谷希望を庇った希望の両親が死亡してしまう。
登場人物
大谷 晃成（）、大谷 和美（）
大谷希望の両親。
向井 リュウ（）
仮面ライダーキマイラに変身する希望の先輩。
シンタ
善良な青年であったが、キメラドライバーの実験によって悪魔となる。
外海 雅人（）
シックに憑依された医師。
登場怪人
異形の悪魔
シンタや向井リュウなどキメラドライバーの被験者が副作用によって変貌した姿。
- 『リバイスレガシー』の悪魔が基になっており、遺伝子操作によってなったことから遺伝子がモチーフになっている。体から二重螺旋を生やし、遺伝子異常のイメージで、爪が変なところから生えていたり、頭部は上顎のみで下顎が襟元にあるなど、異形なビジュアルとなっている。

キャスト
- 大谷希望 - 豆原一成（JO1）
- 向井リュウ / 仮面ライダーキマイラ - 橋本祥平
- 外海雅人 - 小川輝晃
- 大谷和美 - 広瀬仁美
- 大谷晃成 - 高岩成二
- シンタ - 高岩芯泰
- トニー - 南誉士広
- ハキム - 中村浩二
- ミナミ - 春川芽生
- シック（声） - 藤森慎吾
- 外海雅人 - 八嶋智人
- アヅマ / 仮面ライダーダイモン - ケイン・コスギ
- 五十嵐一輝 - 前田拳太郎
- 五十嵐大二 - 日向亘
- 五十嵐さくら - 井本彩花
- ジョージ・狩崎 - 濱尾ノリタカ
- 門田ヒロミ - 小松準弥
- 五十嵐幸実 - 映美くらら
- 五十嵐元太 - 戸次重幸
- 悪代官 - 宮崎剛

スタッフ
- 撮影 - 倉田幸治
- 照明 - 佐々木康雄
- 録音 - 村上洋佑
- 編集 - 目見田健
- スクリプター - 梅木望帆
- 助監督 - 作野良輔
- 制作担当 - 田中耕作
- 美術 - 大嶋修一
- 整音 - 長谷川真鷹
- 音響効果 - 桑原秀綱
- 選曲 - 金成謙二
- ラインプロデューサー - 下前明弘
- 怪人デザイン - 武藤聖馬
- ビジュアルデザイン - 高石昴・石坂翔（環七グラフィック）
- メイキング - 端哲良
- 制作プロダクション - 東映テレビ・プロダクション
- 監督 - 坂本浩一
- 原作 - 石ノ森章太郎
- 脚本 - 西駿人
- 音楽 - 中川幸太郎
- プロデューサー - 井上千尋・水谷圭（テレビ朝日）、望月卓（東映）
- プロデューサー補 - 磯田ゆう・百瀬龍介・近松知佳（東映）
- アクション監督 - 渡辺淳（ジャパンアクションエンタープライズ）
- 製作 - 東映特撮ファンクラブ

#### 仮面ライダージャンヌ&仮面ライダーアギレラ withガールズリミックス
『仮面ライダージャンヌ&仮面ライダーアギレラ withガールズリミックス』
2022年8月7日から9月11日まで東映特撮ファンクラブで配信されたスピンオフドラマ第3弾。五十嵐さくら / 仮面ライダージャンヌと夏木花 / 仮面ライダーアギレラを主人公に、『W』から『リバイス』まで歴代の仮面ライダーのヒロインが「ガールズリミックス」のメンバーとして集結する。全3話。
- 子供をメインターゲットとした特撮作品では、ヒロインのみを集めた作品の企画は高いハードルがあり、『ガールズ・イン・トラブル スペース・スクワッド EPISODE ZERO』はもともとハイターゲットを狙った作品で、ここまで大きな規模ではなかったが、東映特撮ファンクラブではファンが見たいものを中心に組めるというのが一番のプライオリティにでき、本作品はその究極たる位置づけで、過去の10作品のライダーからヒロインが集結し、1人も男性キャストが出ていない。また、当初はガールズライダーの出演はもっと少ない予定であったが、坂本の情熱によってどんどん増えていき、出演キャストが最後まで確定しきらないまま脚本を執筆したという。

あらすじ
鳴海探偵事務所所長の鳴海亜樹子の呼びかけによって、巷を騒がす「電波人間」の調査のために、仮面ライダーである女性がしあわせ湯に集結する。一方、夏木花は「実の姉」と名乗る夏木ユリ子から「会いたい」と書かれた手紙が届き、探偵と名乗った亜樹子を連れ出してしあわせ湯を出るが、そこに秘密結社ブラックサタンのミスタイタンが現れ、花を組織の大首領に迎え入れようとする。
花はユリ子に会いに行くが、彼女に抱きしめられると意識を失い、悪魔花に自らの内面世界で意識を乗っ取られてしまう。花を探してユリ子の館に突入してきたさくらたちガールズリミックスは、悪魔花となってユリ子を姉と慕う花と遭遇する。さくらは悪魔花が変身した仮面ライダーダークアギレラと戦い、彼女を正気に戻す。ガールズリミックスはユリ子が変身した電波人間ブラックタックルと対決するが、ミスタイタンにユリ子が洗脳されていることを知った花は、彼女を救うために仮面ライダーアギレラへと変身し、ジャンヌ、ポッピー、ツクヨミ、ゼロツ―、サーベラたちとともにブラックサタンに挑む。
登場人物
悪魔花
花の心の中に潜んでいた悪魔。ユリ子が花に電波攻撃を行ったことで現れ、花と花の内面世界で対峙する。不安定な精神であった花を利用して彼女の体を乗っ取る。
黒江 ユリ子（）
ミスタイタンの配下で、夏木花の姉である夏木ユリ子を名乗る女性。花が幼少時に何者かにさらわれて以来、彼女をずっと探していたという。
ミスタイタンによって幼少期に埋め込まれたAIによって洗脳されていたブラックサタンの犠牲者であった。
藤本 光子（）
すべてを失って絶望していた女性で、サタン虫に憑依されたことでミスタイタンとなる。
登場怪人

電波人間ブラックタックル
ユリ子がマスクを装着することで変身する怪人。強力な電波を腕から放って暗躍し、電波人間として噂になっていた。電波によって相手の動きを止めたり、電波を腕から放出して相手を投げる電波投げなど、さまざまな電波技を使う。
アギレラに敗北した後、ウルトラサイクロンを起動させて自爆しようとするが、アギレラによってマスクを砕かれると正気に戻った。
- ヘルメットのみのデザインで、敵側のキャラのため、タックルの触角の先などの可愛い部分を悪い感じにアレンジしている。オリジナルのタックルが赤いテントウムシであったのに対してブラックタックルは黒い二つ星テントウムシとなっている。

ミスタイタン / 百目ミスタイタン
花の前に現れた一つ目の怪人で、秘密結社ブラックサタンの大幹部。亜樹子に化けるなど、変身能力を持つ。ブラックサタン再興のために、AIチップを身寄りのない子供たちに埋め込んでAI制御して洗脳する。大首領として花を迎え入れようとする。ガールズリミックスの6人に敗れると、全身が炎に包まれて百目ミスタイタンに強化する。マグマエネルギーが体内に溢れており、全身から放つ炎を用いた技を用いる。
6人のライダーと単独で渡り合う戦闘力を見せるが、最後はガールズリミックスが協力した必殺キック6連発に敗れる。
- 頭部のみのデザインで、原典の作風のまま、悪魔の羽を形どった耳飾りとまつ毛などの女性感を加えている。百目ミスタイタンでは多くの目と悪魔の羽のようなものを付けている。

ブラックサタン戦闘員
秘密結社ブラックサタンの戦闘員。ユリ子の館を警備する人間の警備員の姿で普段はいるが、特徴的なマスクを顔に装着すると戦闘員の姿になる。
- 頭部のみのデザインで、あまりオリジナルのデザインを崩さずに現代風にデザインしている。
- スーツの一部は、『仮面ライダー1号』のノバショッカー戦闘員の流用。

キャスト
- 五十嵐さくら / 仮面ライダージャンヌ - 井本彩花
- 夏木花 / 仮面ライダーアギレラ / 仮面ライダーダークアギレラ - 浅倉唯
- 鳴海亜樹子 - 山本ひかる
- 大門凛子 - 高山侑子（1・3）
- 深海カノン - 工藤美桜（2・3）
- ポッピーピポパポ / 仮面ライダーポッピー - 松田るか
- 滝川紗羽 - 滝裕可里（2・3）
- ツクヨミ / 仮面ライダーツクヨミ - 大幡しえり（3）
- イズ / 仮面ライダーゼロツー - 鶴嶋乃愛
- 仮面ライダーバルキリー（声） - 井桁弘恵（1）
- 神代玲花 / 仮面ライダーサーベラ - アンジェラ芽衣
- ラブコフ（声） - 伊藤美来（1・3）
- 夏木ユリ子（黒江ユリ子） / 電波人間ブラックタックル - 文音
- 藤本光子 / ミスタイタン（声） - 松本梨香

スーツアクター
- 仮面ライダージャンヌ、仮面ライダーツクヨミ - 宮澤雪
- 仮面ライダーアギレラ、仮面ライダーダークアギレラ - 林本奈々
- 仮面ライダーバルキリー - 藤田慧
- 仮面ライダーサーベラ - 宇佐見紗風
- ミスタイタン - 高嵜百花

スタッフ
- 製作 - 東映特撮ファンクラブ
- 原作 - 石ノ森章太郎
- 脚本 - 内田裕基
- 音楽 - 中川幸太郎
- スーパーバイザー - 小野寺章
- 撮影 - 百瀬修司
- 照明 - 太田博、石川欣男
- 美術 - 大嶋修一
- 録音 - 下代宗太郎
- 編集 - 金田昌吉
- スクリプター - 栗原節子
- 助監督 - 作野良輔
- 制作担当 - 柿本浩樹
- ラインプロデューサー - 下前明弘
- 製作プロダクション - 東映テレビ・プロダクション
- プロデューサー - 井上千尋・水谷圭（テレビ朝日）、望月卓（東映）
- アクション監督 - 渡辺淳（ジャパンアクションエンタープライズ）
- 監督 - 坂本浩一

主題歌「Riot in bloom」
作詞 - 瀧尾沙 / 作曲 - tatsuo / 振付 - 松本寛也 / 歌 - 夏木花（浅倉唯）
- メインはさくらと花であったが、さくらは「Cherry-ish!」が動いていたため、花のソロとなり、一瞬バラードも考えたが、スタンドマイクを振り回して歌い上げるようなロック調で行くこととなった。

挿入歌「Cherry-ish!」（3）
作詞 - 瀧尾沙 / 作曲 - tatsuo / 歌 - 五十嵐さくら（井本彩花）&ラブコフ（CV：伊藤美来）

#### 仮面ライダージュウガVS仮面ライダーオルテカ
『仮面ライダージュウガVS仮面ライダーオルテカ』
2023年4月30日・5月7日に東映特撮ファンクラブで配信されたスピンオフドラマ。ジョージ・狩崎 / 仮面ライダージュウガとオルテカ / 仮面ライダーオルテカが主役を務める。
あらすじ
狩崎はジュウガドライバーを利用した人類総仮面ライダー化計画を進めていたが、真澄の研究仲間でもあった高田唱がオルテカに狙われていることを知る。狩崎はかつて仮面ライダードライブをサポートしていた沢神りんなにジュウガドライバーのアップグレードを依頼するが、そこでオルテカと遭遇する。オルテカは謎の怪人の手助けで脱獄しており、狩崎に新生デッドマンズを作ると告げ、高田を人質に取る。だが、狩崎は謎の怪人の正体が高田であることを見抜いており、オルテカを利用して狩崎を狙っていたのであった。狩崎はジュウガに変身して怪人となった高田を倒すが、オルテカが変身した仮面ライダーオルテカと対決する。
登場人物
高田 唱（）
真澄の研究仲間であった科学者。だが、科学者としては凡人であり、他の科学者の発明を盗むことでその地位を得ていた。ギフスタンプの研究に参加していたが、真澄は1人で研究の責任を背負うために、才能のない人間には荷が重いと配慮して言って研究から外すが、それを恨みに思っていた。狩崎からギフの瞳を密かに奪い、ホモギフテクスに変貌する。ジョージが計画していた人類総仮面ライダー化計画を我が物にしようと企み、ジュウガドライバーを狙って暗躍する。
斉川 勇生（）
高田の部下で、ブラキオプロトバイスタンプによって、ブラキオ・デッドマンを呼び出していた。
春山 ミチル（）
高田の部下で、デッドマンと戦うジュウガを撮影し、ライダーを人々が批判するように仕向けていた。
登場怪人
ホモギフテクス
体内にギフの瞳を取り込んだ高田が変貌した怪人。赤いエネルギーを右手から放つ。
キャスト
- ジョージ・狩崎 / 仮面ライダージュウガ - 濱尾ノリタカ
- オルテカ / 仮面ライダーオルテカ - 関隼汰
- 高田唱 - 今井靖彦
- 斉川勇生 - 國島直希
- 春山ミチル - 秋田知里（仮面ライダーGIRLS）
- 高田唱（過去） - 岡田和也（2）
- 狩崎真澄（過去） - 高橋健介（2）
- 五十嵐一輝 - 前田拳太郎
- カゲロウ / 五十嵐大二 - 日向亘
- 五十嵐さくら - 井本彩花
- 夏木花 - 椛島光
- 玉置豪 - 八条院蔵人
- 門田ヒロミ - 小松準弥
- ブラキオデッドマン（声） - 渡辺龍成（1）
- 追田現八郎 - 井俣太良
- 沢神りんな - 吉井怜

スタッフ
- 原作 - 石ノ森章太郎
- 脚本 - 内田裕基
- プロデューサー - 井上千尋（テレビ朝日）、望月卓（東映）
- プロデューサー補 - 磯田ゆう、百瀬龍介・近松知佳（東映）
- 撮影 - 百瀬修司
- V.E - 小森広美
- 照明 - 太田博、西田文彦
- 録音 - 村上洋祐
- 美術 - 将多
- 装飾 - 権田光典
- キャラクターデザイン - PLEX
- 編集 - 若松広大
- 整音 - 小笠原良汰
- 音響効果 - 桑原秀綱
- 選曲 - 金成謙二
- オンライン編集 - 初野百花
- 制作担当 - 中島嘉隆
- 助監督 - 葉山康一郎
- ラインプロデューサー - 下前明弘
- 製作プロダクション - 東映テレビ・プロダクション
- 監督 / アクション監督 - 渡辺淳（ジャパンアクションエンタープライズ）
- 製作 - 東映特撮ファンクラブ

エンディングテーマ「ジョージ・狩崎のライダーシステム」
作詞 - 藤林聖子 / 作曲 - 鳴瀬シュウヘイ / 歌 - ジョージ・狩崎（濱尾ノリタカ）
前編ではオープニングテーマとして使用された。
挿入歌「いとしのFrenemy」（2）
作詞 - 瀧尾沙 / 作曲 - tatsuo / 歌 - ジョージ・狩崎&オルテカ（濱尾ノリタカ・関隼汰）

### TTFC産直シアター
『TTFC産直シアター 仮面ライダーリバイス』
2022年5月29日に東映特撮ファンクラブおよびYouTubeで配信。
キャスト
- 司会のお姉さん - 御寺ゆき（1・2）
- 玉置豪 / 仮面ライダーフリオ - 八条院蔵人（2）
- 竹内星菜（本人役 / 2）

| 配信日         | 配信回 | サブタイトル                                       |
| -------------- | ------ | -------------------------------------------------- |
| 2022年05月29日 | 第1話  | ナイスリバイス、イカすマジック!?                   |
| 11月27日       | 第2話  | スマイル沸騰! ダンスで決闘! 仮面ライダー……フリオ!? |

### 超バトルDVD
『てれびくん超バトルDVD 仮面ライダーリバイス コアラVSカンガルー!!結婚式のチューしんで愛をさけぶ!?』
てれびくん2022年2・3月号（2021年12月25日発売）の応募者全員サービスDVD。
- 特典がカンガルーバイスタンプであることから、カンガルーにちなんで「袋」、袋と言えば「三つの袋」ということで結婚式の話となった。
- バイスカンガルーゲノムと小さなコアラ・デッドマンとのパペットバトルは、『非公認戦隊アキバレンジャー』のロケ現場の写真パネルを背景にフィギュアーツのキャラクターで物語が展開するシーンを参考にしている。

あらすじ
一輝の親友でウェディングプランナーの片桐健太から、結婚式を襲撃するコアラ・デッドマンに困っているという相談を受ける。結婚式を逆恨みするお笑い芸人が生み出したコアラ・デッドマンだったが、すでにフェニックスによってお笑い芸人は保護されており、さくらも登校途中にコアラ・デッドマンを倒したと報告したことで事件は無事解決したかに思えた。
だが、再度コアラ・デッドマンが結婚式を襲撃したという報告が大二とヒロミから入り、狩崎の提案で囮捜査の結婚式を行うこととなるが、妹想いの一輝が取り乱すのを防ぐため、大二が新婦となった。そして、そこに現れたコアラ・デッドマンを倒そうとするさくらだったが、コアラ・デッドマンが小さなコアラの姿をした本体によって再生するのを目撃する。バイスは、小さな本体を倒すため、狩崎から調達したカンガルーバイスタンプでカンガルーゲノムにゲノムチェンジしてコアラ・デッドマンを倒す。
登場人物
片桐 健太（）
一輝の親友でウェディングプランナー。
お笑い芸人
下品なギャグを結婚式の余興で披露したことで式場を追い出されたお笑い芸人。結婚式を逆恨みし、どこからか手に入れたコアラプロトバイスタンプを自らに押印してコアラ・デッドマンを生み出した。
登場怪人
コアラ・デッドマン
お笑い芸人がコアラプロトバイスタンプを押印することで生み出したデッドマン。武器は両手の鋭い爪で、得意技は巨大な両手を活かしたパンチ。腹部のポケットに潜むコアラ・デッドマン ベビーを倒さない限り倒されても何度でも復活し、そのたびに強化する能力も有している。
次々と結婚式を襲い、大量キャンセルを起こしていた。最期はリバイカンガルーゲノムのカンガルースタンピングフィニッシュによって倒された。
- スーツはコング・デッドマンの改造で、コアラの丸さにゴリラのマッシブさを当てはめて全体的にコアラの顔に見立てるようにデザインしている。ポケットはカンガルー・デッドマンから持ってきており、指もコアラを踏襲して2本と3本に分かれている。

コアラ・デッドマン ベビー
コアラ・デッドマンの本体で、コアラ・デッドマンの袋の中にいる子供のような小型のデッドマン。危機を察知するとその身をコアラ・デッドマンの腹部のポケットの中に広がるエアーズロックのような世界に隠す。コアラ・デッドマンが倒された際には風船のようなものを膨らませて再生させる。
最期はバイスカンガルーゲノムのカンガルースタンピングフィニッシュによって倒された。
- 二頭身で可愛く見えるようにデザインしており、裾はかぼちゃパンツのようになっている。

キャスト
- 五十嵐一輝 / 仮面ライダーリバイ - 前田拳太郎
- バイス / 仮面ライダーバイス（声） - 木村昴
- 五十嵐大二 / カゲロウ - 日向亘
- 五十嵐さくら / 仮面ライダージャンヌ - 井本彩花
- ジョージ・狩崎 - 濱尾ノリタカ
- 門田ヒロミ - 小松準弥
- ラブコフ（声） - 伊藤美来
- 片桐健太 - 近藤廉

スタッフ
- 監督 - 葉山康一郎
- 原作 - 石ノ森章太郎
- 脚本 - 下亜友美
- アクション監督 - 渡辺淳（ジャパンアクションエンタープライズ）
- プロデュース - 望月卓・紀野良輔（東映）
- プロデュース補 - 百瀬龍介、近松知佳、杉田林太郎、本庄照正（東映）
- 撮影 - 岩﨑智之
- V.E - 平金聡一郎
- 照明 - 佐々木康雄
- 録音 - 下元徹
- 美術 - 大嶋修一
- 装飾 - 権田光典
- キャラクターデザイン - PLEX
- 編集 - 片瀬健太
- スクリプター - 森みどり
- 整音 - 長谷川真鷹
- 音響効果・選曲 - SPOT
- 助監督 - 宮﨑駿
- 制作担当 - 中島嘉隆
- ラインプロデューサー - 下前明弘
- 制作プロダクション - 東映テレビ・プロダクション
- 製作・発行 - 小学館

『てれびくん超バトルDVD 仮面ライダーリバイス 2号ライダーはじめました♪』
てれびくん2022年11・12月号（2022年9月30日発売）の応募者全員サービスDVD。
- ふんだんに仮面ライダー2号に関する小ネタが盛り込まれており、シリアスなテレビシリーズとは異なりギャグが多い内容で視聴者を喜ばせたいというのが大前提であったという。

あらすじ
超全集作成の依頼を受けていた一輝たちの前に別世界の狩崎が現れる。別世界の狩崎の世界を襲ったオオカミ・デッドマンが一輝たちの世界に2時間22分22秒後に現れると警告しに来た。オオカミ・デッドマンを倒すために必要な2号ライダーの魂を持つ者のみが扱えるゴールドスピノバイスタンプを使ってゴールドスピノゲノムに変身する必要がある。2号ライダーが誰なのかを自作の超全集を見ながら考えるが、オオカミ・デッドマンの出現を知らせに来たぶーさんの一言で2号はベイルの次に変身した一輝であると判明し、ゴールドスピノゲノムへと変身してオオカミ・デッドマンを倒す。
登場怪人
オオカミ・デッドマン
別の世界からやってきた人類狼化作戦を実行するデッドマン。別世界の8割の人々を犬に変えていき、2号の魂を持つ者に倒される運命を背負っていた。
キャスト
- 五十嵐一輝 / 仮面ライダーリバイ - 前田拳太郎
- バイス（声） - 木村昴
- 五十嵐大二 / カゲロウ - 日向亘
- 五十嵐さくら - 井本彩花
- ジョージ・狩崎 - 濱尾ノリタカ
- 門田ヒロミ - 小松準弥
- オオカミ・デッドマン（声） - 八条院蔵人
- 伊良部正造 - 西郷豊
- てれびくん編集長 - 益江宏典
- 別世界のフェニックス隊員 - 縄田雄哉、永徳、中田裕士、宮澤雪、小森拓真

スーツアクター
- 仮面ライダー2号 - 永徳

スタッフ
- 監督 - 作野良輔
- 原作 - 石ノ森章太郎
- 脚本 - 西駿人
- アクション監督 - 渡辺淳（ジャパンアクションエンタープライズ）
- プロデュース - 望月卓・紀野良輔（東映）
- プロデュース補 - 百瀬龍介、近松知佳（東映）
- 撮影 - 倉田幸治、植竹篤史
- 照明 - 西田文彦
- 録音 - 村上洋祐
- 装飾 - 権田光典
- 制作担当 - 永井大裕
- 編集 - 若松広大
- オンライン編集 - 初野百花
- スクリプター - 森みどり
- 整音 - 長谷川真鷹
- 音響効果 - 大野義彦
- 選曲 - 金成謙二
- キャラクターデザイン - PLEX
- 助監督 - 葉山康一郎、田渕大倫、田中祥利
- ラインプロデューサー - 下前明弘
- 制作プロダクション - 東映テレビ・プロダクション
- 製作・発行 - 小学館

### オーディオコメンタリー版
テレビシリーズの第1 - 4・25・26・28 - 31・34・35話については、東映特撮ファンクラブでオーディオコメンタリー版が限定配信された。出演は、第1話は木下半太×望月卓、第2話は柴﨑貴行×望月卓、第3話は渡辺淳×百瀬龍介、第4話は杉原輝昭×望月卓、第25・26話は前田拳太郎×日向亘×井本彩花（司会進行は望月卓）、第28・29話は濱尾ノリタカ×小松準弥、第30話は前田拳太郎×木村昴×永徳、第31話は前田拳太郎×木村昴×伊藤美来、第34話は渡辺淳×永徳×木村昴、第35話は渡辺淳×永徳。

### Webムービー
『生誕50周年！仮面ライダーヒストリー リバイスエディション』
YouTubeバンダイ公式チャンネルと東映特撮YouTube Officialで2021年7月27日より配信の短編動画。
『【仮面ライダーリバイス】変身講座』
YouTubeバンダイ公式チャンネルとテレビ朝日スーパーヒーロータイムで2021年9月5日より配信の短編動画。
『10分でわかる! 『仮面ライダーリバイス』』
東映特撮YouTube Officialとバンダイ公式チャンネル BANDAI OFFICIALで2021年11月より配信の紹介動画。
- 2021年11月17日配信 一輝編：第1〜4話まとめ
- 2021年12月15日配信 大二編：第5～10話まとめ【ヒロミが解説】
- 2021年12月15日配信 さくら&バリッドレックス編：第11～13話まとめ【ヒロミ・狩崎が解説】

『オロナミンC Web Movie 仮面ライダーリバイス「ワイワイ語ろう！5つのヒミツ」篇』
2022年4月28日にYouTube大塚製薬公式チャンネルで配信の販促紹介ムービー。
『ジョージ・狩崎のモーニングルーティーン【Morning Routine】』
東映特撮YouTube Officialで2023年4月23日より配信の短編動画。『ジュウガVSオルテカ』本編の一部が先行公開されたものとなっている。
『仮面ライダーアウトサイダーズ』
『仮面ライダーエグゼイド』のスピンオフ作品。ep.3 - ep.4、ep.6 - ep.7ではジョージ・狩崎 / 仮面ライダージュウガ、ep.5では仮面ライダーアルティメットバイスが登場。
『仮面ライダーマジェード withガールズリミックス』
『仮面ライダーガッチャード』のスピンオフ作品。夏木花 / 仮面ライダーアギレラが登場。

### Webアニメ
『ゆだって最高！リバイスアニメ 湯けむりパラダイス A GO!GO!』
東映特撮ファンクラブで配信のショートアニメ第3弾。アプリ内では会員限定でネタ募集企画も行われた。第2話では門田ヒロミが実写で出演、アクション監督の渡辺淳と永徳も声を充てている。第3話では望月卓プロデューサーがゲスト出演。
スタッフ
- 脚本 - 井上テテ
- キャライラスト - いぬがみ・りと
- 絵コンテ - りんご
- カット/イラスト - りんご、いしかわ・かえ
- 編集 - おおた・ゆうや
- 制作プロダクション - サイドランチ
- 製作 - 東映特撮ファンクラブ

各話リスト
| 話数            | エピソード | 配信日        |
| --------------- | --- | ------------- |
| 第1話           | - 銭湯先生 - さくらとラブコフ - チックタック - 大二とカゲロウ - さくらとラブコフ - MC一輝 VS MCバイス - さくらの空手道場 - 24クッキング - さくらとラブコフ - 夕暮れ | 2022年 4月9日 |
| 第2話           | - THE 1PPATSU DORI 門田ヒロミ/DEAR ラブコフ - 銭湯先生 - さくらとラブコフ - アギレラ様の『そんなことより〇〇なんですけど』 - 突然狩崎 - 大二とカゲロウ - 一輝のお悩み相談 - グラシアス・デッドマンズ - さくらの空手道場 - 24クッキング - フリオの帽子 - しあわせ湯店番24時 | 6月26日       |
| 第3話           | - 銭湯先生 - 一輝の挑戦 - ヒロミとラブコフ - 寝言 - グラシアス・デッドマンズ - フリオの帽子 - 大二とカゲロウ - 狩崎のライダー絵描き歌 - アギレラ様の『そんなことより〇〇なんですけど』 - さくらの空手道場 - 24クッキング - 一輝のお悩み相談 - 突然狩崎                     | 9月3日        |
| 第4話           | | 2023年 7月2日 |
| 第5話（最終回） | | 7月30日       |

### バラエティ
『空気階段の空気観察』
テレビ朝日で放送されたバラエティ番組。同番組の2022年2月23日放送分にて、空気階段がテレビシリーズ第22・23話に出演した際の撮影の裏側などが紹介された。

### 漫画
『仮面ライダーリバイス オレの兄貴は仮面ライダー』
2021年8月7日より、全国の映画館で配布された『セイバー+ゼンカイジャー スーパーヒーロー戦記』の入場者特典で、『仮面ライダーリバイス シークレットブック』に収録。漫画はMugi・日野わいま、構成は望月卓。

### ゲーム
『仮面ライダーバトル ガンバライジング』
『仮面ライダーあつめ』
『右脳トレ×仮面ライダーリバイス』『ライダーパズル』『倒せ!ライダーキック』
『バトルスピリッツ』
コラボブースターSP『仮面ライダー 僕らの希望（ヒーローオブジャスティス）』より登場。
『ぷよぷよ!!クエスト』
2021年11月24日よりコラボイベントが行われる。
『共闘ことばRPG コトダマン』
スマートフォンアプリゲーム。2022年7月27日から仮面ライダーシリーズとコラボ。

### アプリ
『仮面ライダーリバイス バイストーキング』
2021年8月11日より配信のバイスと遊べるアプリ。バイスがお喋りするトーキングモードやガンバライジングカードやバイスタンプをスキャンするカメラモードがある。

### キャンペーン
「仮面ライダーリバイス 大好きキャンペーン」
2021年10月より実施された、視聴者参加型のキャンペーン。番組内でも同年10月17日放送分（第7話）より次回予告の後に、同キャンペーンにて視聴者から応募されたなりきり写真や似顔絵を、登場人物のコメントと共に紹介する10秒前後のミニコーナーが設けられた（一部の回を除く）。
同コーナーについては、2022年4月24日放送分（第32話）にて紹介されたイラストについて、別人による無断での応募であることが、本来の制作者によるツイートで判明しており。これを受けて本作品の公式Twitterからもこの件に対する謝罪と、同キャンペーンの一時休止の告知が掲載された。
「夏休みコラボドーナツ2022」
2022年7月20日より、ドーナツチェーン店のミスタードーナツにて展開されているキャンペーン。本作品、ならびに『デリシャスパーティ♡プリキュア』とのコラボレーションによる期間限定メニューの他、2ヶ月連続企画として「夏休みコラボキッズセット」を、いずれも数量限定で全国の店舗（一部を除く）にて販売した。